# 仮面ライダーギーツ
『仮面ライダーギーツ』（かめんライダーギーツ、欧文表記:KAMEN RIDER GEATS）は、2022年9月4日から2023年8月27日までテレビ朝日系列で毎週日曜9時 - 9時30分（JST）に全49話が放送された、東映制作の特撮テレビドラマ、および作中に登場するヒーローの名称。
キャッチコピーは「このゲーム―最後に勝つのは俺（）だ」。

## 概要
令和仮面ライダー第4弾となる本作品では、生き残りゲームで競い合う個性豊かな仮面ライダーたちが描かれる。

## あらすじ
「黎明編」（1話）
就活中の大学生である桜井景和は突如として謎の怪人・ジャマトの襲撃を受ける。逃げ延びた先でセレブインフルエンサーの鞍馬祢音と出会った景和は、バッファローの仮面ライダー・吾妻道長 / 仮面ライダーバッファとシロクマの仮面ライダーに助けられる。だが、突如襲来した巨大なジャマトによってシロクマの仮面ライダー・豪徳寺武 / 仮面ライダーシローは景和たちの目の前で消滅する。
さらには祢音もビルの崩落に巻き込まれるが、その窮地を浮世英寿という男が救う。英寿は仮面ライダーギーツに変身してジャマトを倒すと、景和にこれらの出来事が「世界を作り変えるゲーム」であると説明する。
破壊された街が再生していく中で、ジャマトに関する記憶が消えて再び目を覚まし、元の生活を送る景和たちの前に謎の女性・ツムリが現れ、「今日からあなたは仮面ライダーです」と告げられて、デザイアドライバーとIDコアを渡され、再度開催されたデザイアグランプリへとエントリーする。

「邂逅編」（2話 - 9話）
プレイヤーに選ばれた景和たちは記憶が蘇り、デザイア神殿へと召喚され、デザ神となった勝者が望み通りに世界を作り変えられるゲーム「デザイアグランプリ」にエントリーする。

「謀略編」（10話 - 16話）
再びデザ神となったことで叶えられた英寿の望む世界は、デザイアグランプリの運営者と家族になっている世界だった。デザイアグランプリのゲームマスターであるギロリはデザイアグランプリ運営の秘密に近づこうとする英寿を退場させて記憶を消させるために、新たに始まったデザイアグランプリで晴家ウィン / 仮面ライダーパンクジャックを本格的に参戦させる。だが、ウィンが英寿側に寝返ったことを知ったギロリは仮面ライダーグレアに変身して、英寿を実力行使で排除しようとするが、それを知ったゲームプロデューサーのニラムによってゲームマスター失格の烙印を押されて消滅させられてしまう。ギロリの不正が発覚したことで、デザ神なしで打ち切りとなったデザイアグランプリだが、英寿たちはツムリからデザイアグランプリが世界を救うゲームではなく、大勢のオーディエンスに注目されるリアリティーライダーショーであることを知らされる。

「乖離編（デザスター編）」（17話 - 24話）
新たにチラミというゲームマスターを迎えて行われたデザイアグランプリ。謀略編のデザイアグランプリが打ち切りとなった代償として優先参加の権利が与えられた英寿・景和・祢音に加え、過去にデザイアグランプリに参戦経験のある五十鈴大智 / 仮面ライダーナッジスパロウと我那覇冴 / 仮面ライダーロポが参戦する。チラミは参加者の中から事前に運営が指名した他のライダーを妨害するデザスターが最終戦まで正体が判明せずに生き残っていたら、デザスターがデザ神の座を横取りするという新たなルールを追加する。そして、投票によって大智や冴が脱落していく中で、祢音がデザスターであることが判明したが、退場・脱落したはずの道長や大智がジャマト陣営に復活し、ジャマトのスポンサーを名乗る少女・ベロバによってチラミの持つヴィジョンドライバーが奪われたことで、デザイアグランプリは続行不可能となり、デザスター投票は無効となる。

「慟哭編」（25話 - 32話）
ベロバはチラミから奪ったヴィジョンドライバーの力でジャマトグランプリを開催する。そんな中、未来人であったデザイアグランプリのオーディエンスで英寿のサポーターであったジーン / 仮面ライダージーンは、娯楽であったデザイアグランプリで感動を得るためにギーツを応援していたが、英寿が西暦元年から魂が前世の記憶を宿しながら何度も転生し続けてデザイアグランプリに参戦していたことを知り、転生前の「エース」の願いが生み出したブーストマークIIバックルによって英寿がブーストフォームマークIIに強化するも、その副作用によって窮地に陥ったことで涙を知り、自身の力によってギーツをレーザーブーストフォームに強化させるとギーツ本人からも信頼される真のサポーターとなり、英寿にレーザーレイズライザーを託して未来へと帰っていく。一方、英寿は創世の女神の正体が英寿の母・ミツメであることを大智から聞かされ、最終戦の「天国と地獄ゲーム」が進む中で、ニラムが変身したゲイザーに戦いを挑むが、道長に介入され、ともに消滅する。

「慕情編」（33話 - 38話）
ジャマトグランプリの勝者となった道長は、2つのヴィジョンドライバーの力で「すべての仮面ライダーをぶっ潰す力」を手に入れる。だが、消滅した英寿がツムリの願いによって復活を遂げるとともに、デザイアグランプリ創始者であるスエルによって最後の一人になるまでライダー同士が戦うデザイアロワイヤルの開幕が宣言される。景和の復活を願う姉の桜井沙羅 / 仮面ライダーハクビ、そして復活した景和も沙羅を助けるためにデザイアロワイヤルの戦列に加わる。一方でニラムやウィンも復活しており、運営はこの世界からの撤収・グランドエンドを進めるが、ミツメから創世の力を継承した英寿は仮面ライダーギーツIXに変身してスエルに勝利してグランドエンドを阻止し、新世界を創造する。

「創世編」（39話 - 48話）
ミツメに代わって創世の神となった英寿は自分の世界で誰もが幸せになる世界を創るためのデザイアグランプリを始める。そんな中、何者かによってジャマトが人間に寄生するパラサイトゲームが始まるが、過去の記憶を取り戻した景和と道長は見返りがない中で戦うかどうかの判断を、英寿に迫られる。だが、大智が進化させたジャマトによって沙羅が犠牲となってしまい、深い怒りと悲しみに震える景和は、女神の力を得たツムリによってブジンソードの力を手に入れる。一方、スエルの命を受けたデザイアグランプリ運営側のゲームマスターであるジットは、ツムリを第二の創世の女神にしてグランドエンドを実行させようと企み、景和を利用することでツムリを覚醒させる。景和は女神の力に覚醒したツムリに「デザイアグランプリの全ての犠牲者が蘇った世界」を実現させるが、その中でツムリの創世の力が英寿に移り変わり、沙羅も大智の協力を得て復活する。祢音も父親の鞍馬光聖が変身した仮面ライダーギャーゴのIDコアと英寿の力で変身能力を取り戻し、ベロバが道長に、景和のサポーターであったケケラも改心した景和に倒される。ジットは英寿を意志のない創世の神にしようとするが、英寿が自分の意志で創世の力を操ることを知ると、仮面ライダーリガドへと変身して英寿を倒そうとするが敗北し、データとなってスエルに吸収される。スエルはオーディエンスたちと融合して仮面ライダーリガドΩへと変身して、強制的に一般人たちをジエンドライダーへと変身させて戦い合わせる終幕のデザイアグランプリを始めるが、祢音や光聖たちによってVIPたちが離反したことで弱体化する。だが、ジットが生み出した黒いツムリによって操られたツムリが現れ、マグナムシューター40Xで英寿を撃つ。

「黎明編」（最終話）
ツムリによって英寿が殺され、スエルは景和・祢音・道長を殲滅しようとするが、そこに肉体が滅び、神となった英寿が現れ、4人でスエルを倒す。運営たちは四次元ゲートが閉じたことで消滅し、終幕のデザイアグランプリで消滅した人々も元に戻るが、英寿は誰もが幸せになる世界に創り変えた後に消滅し、景和たちも英寿の存在を忘れてしまう。

## 登場人物

### デザイアグランプリの出場者
邂逅編、謀略編では1回戦開始前に26名の老若男女にデザイアドライバーとIDコアが配布される描写があるが、1回戦序盤で以下の主要人物以外はレイズバックルの不所持やジャマトの襲撃によって脱落もしくは退場している。乖離編では「少数精鋭」として最初から5人で開始している。
浮世 英寿（） / 仮面ライダーギーツ
本作品の主人公。21歳。その目的や正体は謎で、自信に常にあふれており、狐のように人を化かすような言動をとる。デザイアグランプリでは繰り返し不敗を誇るなど、その戦闘センスは天才的である。他のデザイアグランプリ参加者たちについては変身後の名前で呼ぶが、アイテムは愛称で呼んでいる。デザイアグランプリには高校生のころから参加しており、街に出現したジャマトと戦ったことで、オーディエンスに注目され、参加者に選ばれた。初めて参戦したデザイアグランプリで「俺が死ぬまでデザイアグランプリに参加できる世界」という願いを叶えたことで記憶を消されることなく繰り返しデザイアグランプリに参加している。本当の願いは「母に会いたい」だが、デザイアカードには受理されなかったため、自分の母親であるミツメとデザイアグランプリに何らかの関係があると判断し、デザイアグランプリに参加して運営に近づき、ミツメの秘密を探ろうとしている。しかし、ジーンの身辺調査によると本来の母親は浮世 美歌（）、父親は浮世 一誠（）であることが判明した。
プロローグである1話では、半年間に及ぶデザイアグランプリに勝利してデザ神となり、デザイアカードに書き込んだ「俺が世界スターになっている世界」という願いが叶えられ、それ以降はタキシードを着用するようになる。世界スターになったのは自分が有名人になれば気付いたミツメが接触してくる可能性があると考えたため。
邂逅編において行われたデザイアグランプリでも、ラスボスとの缶蹴りゲームに勝ったことでデザ神となり、デザイアカードに書き込んだ「デザイアグランプリの運営者と家族になっている世界」という願いが叶えられ、ツムリが姉、ギロリが父になる。
謀略編のデザイアグランプリでは、「俺がDGPのスタッフになっている世界」という願いを書き込んで参戦。ギロリが差し向けたパンクジャックの妨害をものともせず順調に勝ち進むも、第3回戦の「イス取りゲーム」で、仮面ライダーグレアに変身したギロリに洗脳されたパンクジャックによってドライバーを手にすることができず、ゲームオーバーとなって脱落する。それ以降はデザイアグランプリの記憶を失ったうえで世界スターとしての日常を送っていたが、記憶を失くす前に残したメッセージメモによって、最終戦「戦艦ゲーム」で景和たちとジャマトが戦う場所に赴く。脱落する直前のバッファのIDコアに触れたことで記憶を思い出し、最初のデザイアグランプリで叶えた「俺が死ぬまでデザイアグランプリに参加できる世界」という願いが適用され、ツムリから再びデザイアドライバーとIDコアを渡され、ゲームに復帰する。
乖離編のデザイアグランプリでは優先参加の権利が与えられ、願いを「俺がDGPのゲームマスターになっている世界」に変えて参戦。
慟哭編のジャマトグランプリでは、2,000年以上前に生まれ、前世の記憶を宿しながら2,000年前から、一度死ぬと世界各地で「エース」と名付けられて輪廻転生し続けるという特殊能力を持っており、時にはデザイアグランプリに参戦、時には無関係の人生を送る中で、自分という存在がなぜ永遠に繰り返され、自分という存在が生きる意味が何なのかを2,000年前に生き別れたミツメに会って確かめたいという願いを叶えるためにデザイアグランプリに参加していたことが明かされた。しかし、「天国と地獄ゲーム」で創世の女神に関する事実を知り激昂、このままニラムと対峙するも、バッファによる不意打ちにより地獄の穴に落とされ、ニラムとともに消滅してしまう。
ミツメと再会したことで、力を継承して神となり、景和との世紀末ゲームの最終戦の対決の中でツムリの創世の力を受け継いだことで白髪となった。だが、創世の女神の間に囚われてしまうが、鎖を振りほどいてジットを倒す。
終幕のデザイアグランプリを開催したスエルと戦うが、リガドΩの時間逆行能力によって、変身を解除され、黒いツムリに同化されたツムリの凶弾に倒れる。肉体を失ったことで神となり、スエルを倒してからは神社に神として祀られ、誰もが幸せになれる世界を見守っている。
- 企画段階ではコロナに加えてウクライナでの戦争が始まった時期であるため、近年の作品で多かった「突然仮面ライダーという存在を知らない主人公が運命を背負わされ、初めて変身し、戦いの中でゆっくりと成長していくキャラではなく、世界の秘密を握り、最初から強い負けない主人公像で、そこにみんながついていきたくなる完成形のカリスマ的存在としていてほしい。ただし、天才に見えるが、ちゃんと実は努力している」という、そういう意味での「完成形」の主役にしたいといい、絶対的存在感が必要であると思い、インパクトの強かった簡が選ばれたという。本当の目的が「母親に会いたい」ということにしたのは、「それはしょうがない」と子供目線で見ても思うものを入れたかったといい、強くてカッコいい無敵のヒーローだが、本当は視聴者の子供と同じ気持ちを持っているということにしたという。ただのスターではなく、スターオブスターというのはどうだろうということとなり、もっと増やした方が面白い、ということとなり、スターオブスターオブスターオブスターになり、シナリオに高橋が入れ込んで、中澤の微調整で、「ザ」と「ズ」が加わって、「スター・オブ・ザ・スターズ・オブ・ザ・スターズ」となった。神社にラストに祀られるというのは、主人公がキツネと決まった時点で、神さまになっていく存在と想定しながら進めていったという。
- アクションシーンなどでは余裕を出すように意識しているという。

桜井 景和（） / 仮面ライダータイクーン
本作品の語り部。2000年8月25日生まれの22歳。就活中の、困っている人を救いたいという強い思いを持つお人好しな大学生。お金があれば募金してしまうほどボランティアが趣味で、本気で世界平和を願っており、「平和な世界」という願いをデザイアカードに書き込み、戦いで命を落としたものを想って、退場者の蘇りを願うようになる。たぬきそばが大好物。両親の茂と由紀乃は10年前の交通事故によって亡くなっており、現在は沙羅とともに2人で暮らしているが、自身のIDコアに触れた沙羅によって過去のデザイアグランプリでサボテンナイトジャマトが出現した際に、両親はジャマトに殺されたことが明かされた。
1話のデザイアグランプリに祢音とともに巻き込まれた後、邂逅編より仮面ライダーに選ばれる。
自分が参加することになったデザイアグランプリについて判明したことなどを、他人に公開はしないと運営側に断ったうえで自室で動画に記録している。
邂逅編ではラスボスとの最終戦の缶蹴りで、ジャマトに捕らわれた沙羅を救い出すことに成功するも、戦いの中で重傷を負っていたため、参戦不可能と判断され脱落となった。
謀略編のデザイアグランプリには当初は参戦せず、世界平和の願いと記憶を消去された状態で日常に戻っていたが、偶然面接に向かうために乗り合わせた路線バスの乗員乗客とともにジャマトにさらわれ、第2回戦の迷宮脱出ゲームに巻き込まれ、一徹とペアを組む。共にゲームに巻き込まれた葉山良樹が姉の葉山梢を庇う姿を見たことで、理想の世界が「平和な世界」であることを思い出し、英寿のIDコアに触れたことでデザイアグランプリに関する記憶を取り戻す。そして、ジャマトライダーの攻撃で満身創痍になった一徹にエントリー権を譲渡されたことで、IDコアとデザイアドライバーを手に入れ、「退場したすべての人が蘇った世界」という新たな願いをデザイアカードに書き込み、タイクーンとしてデザイアグランプリに復帰する。
乖離編のデザイアグランプリでは優先参加の権利が与えられた。
慟哭編のジャマトグランプリの最終戦「天国と地獄ゲーム」の最中に両親を含めたデザイアグランプリの犠牲者たちの幸せが勝者の幸せや英寿へと変換されていたことを知り、どんな人も見捨てないという決意を固めるが、バッファによって奈落の穴に落とされ、消滅してしまう。
ジャマトとなった沙羅を失ったことで暴走するが、英寿の言葉で目を覚まし、大智の血清で沙羅を取り戻してからは、仲間とともに戦うようになる。
戦いが終わってからは、世界平和を再び願うようになり、警察官を目指して勉強を始めた。
- 過去の作品での主人公のような「世界平和のために初めて変身して運命に立ち向かう男」として設定している。当初は『HOTEL』のパロディで、物語の冒頭で景和が「姉さん、事件です」のようなフレーズで始まることを想定していたという。
- 「視聴者目線で進んでいくキャラクターで、普通で一般人の子であることから、普通にしていて」と言われ、視聴者と同様のことを思ったり、ストレートに言ったりするキャラクターであることから、伝わりやすい台詞回しや表情にするよう気を付け、分かりやすさを意識しているという。

鞍馬 祢音（） / 仮面ライダーナーゴ
本作品のヒロイン。4月1日生まれの18歳。美貌と財力を備えているが、一般人になることを夢見るセレブインフルエンサー。チャンネル登録者数1,000万人を超える動画チャンネル「スーパーセレブ祢音TV」で自立を目論んで、家出のノンフィクションドキュメンタリー「家出大作戦」の実況配信を行っている。一人っ子。
実家が鞍馬財閥であるため11年前の誕生日に営利目的で誘拐された過去があり、娘を過剰に心配する伊瑠美からはGPSを私物に仕込むなど過保護に育てられたため、自由を求めている。他の出場者には「運命の人に出会える世界」という願いをデザイアカードに書き込んだと語ったが、実際は両親とのすれ違いから「本当の愛が欲しい」という願いを書き込んでいる。
邂逅編よりデザイアグランプリに参戦。開始当初は過保護に育ったお嬢様らしく他の参加者を頼ろうとする甘さがあったが、第2回戦のゾンビサバイバルゲームではそれが原因で奏斗に騙されてゾンビジャマトに噛まれてしまう。しかし完全にゾンビ化する前にゲームを終了させれば回復できるとの英寿のアドバイスと、景和からの励ましとブーストバックルの譲渡を受け、自分自身の力で多数のゾンビジャマトを撃破してダメージがリセットされて帰還することができた。伊瑠美に対しても正面から反論するなど、現実世界でも大きな成長を見せる。ラスボスとの缶蹴りゲームで英寿がデザ神になったことでデザイアグランプリが終了し、IDコアが消滅して元の生活へと戻った。
謀略編のデザイアグランプリには当初は参戦せず、夢と記憶を失った状態で日常に戻っていたが、伊瑠美から見合いを勧められるも、光聖には本当に望むものは他にあるという本心を見透かされる。ツムリからデザイアドライバーとIDコアを渡され、第1回戦の海賊ゲーム第2ウェーブから追加エントリーする。
乖離編のデザイアグランプリでは優先参加の権利が与えられた。運営側からデザスターに指名されてデザスターとなって他の参加者たちを妨害するが、第4回戦「鬼ごっこゲーム」で英寿と景和にデザスターであることが明らかとなってしまう。しかし、ゲームが続行不可能になったことで九死に一生を得る。
慟哭編のジャマトグランプリ第3回戦「闘牛ゲーム」では、ベロバから、自身が光聖と伊瑠美の真の娘であったあかりが11年前に沼袋の起こした誘拐事件によって亡くなり、光聖がニラムと接触してデザイアグランプリのスポンサーになる見返りに創世の女神の力によって身代わりとして作られた人間であることを暴露される。
両親とは不仲であったが、光聖の愛を知ったことで2人と和解し、「本当の愛」を手に入れた。
戦いが終わった後は、「スーパーセレブ祢音TV」はセレブの日常を配信するチャンネルへとなった。
- 従来の作品のように敵との宿命に背負わされた人々が変身するのではなく、「一般人がアトランダムに選ばれて仮面ライダーに誰でも突然変身し得る」という世界観で、キャラ的にただの一般人であると弱くなるため、「インフルエンサー」「お嬢様」という特殊な存在の設定となった。令和以降の女性ライダーが男勝りの戦う女子が多かったため、パンツルックではなく、フワフワのフレアスカートで戦う女の子ライダーにしたかったという。キューンとの恋愛方向に行く、という分岐点もあったが、愛が欲しいから入ったため、本当の親子の愛を手に入れる形となった。
- 祢音役の星乃は、身近に有名インフルエンサーでお嬢様という存在はおらず、参考になるキャラクターも見たことがないため、第1話では自分なりの想像で、ファンに声を掛けられた際に、目をちゃんと見て話し、きちんと呼ばれた際に返事をすることで、「礼儀正しく育てられた」ことをちょっとした仕草で表現している。

吾妻 道長（） / 仮面ライダーバッファ
本作品のライバル。21歳。常に攻撃的な態度で他のプレイヤーに対して接し、手段を選ばないなど勝利に貪欲である野心家だが、ややドライな性格ながら根は優しい。普段は建設作業現場で働いている。
かつてのデザイアグランプリで一般人として巻き込まれた際、デザイアグランプリに参加していた親友の今井透がヤギとゾウような姿の2人組のライダーたちからの暴行を受けてゾンビバックルを奪われ、さらにジャマトに襲われて消滅したのを目撃したことですべてのライダーを憎悪するようになり、特にその場に居合わせてジャマトから道長を助けた英寿をライバル視している。
1話のデザイアグランプリでは最終ミッションまで生き残っていたが、ギーツに逆転を許してしまう。
邂逅編のデザイアグランプリでは「すべての仮面ライダーをぶっ潰す力」という願いをデザイアカードに書き込み、同様に最終ミッションまで生き残ったものの、再び英寿の優勝を許してしまう。
謀略編のデザイアグランプリにも同じ願いを書き込んで参戦したが、最終戦「戦艦ゲーム」で、ラスボスのラフレシア城ジャマトの猛攻を受けて致命傷を負い、退場する。その後、ジャマーガーデンに新しい肥料として運び込まれるが、ゾンビバックルを酷使した副作用で生き延びていた。
乖離編ではジャマトのスポンサーであるベロバの要望を受けてベロバの陣営に加わり、デザイアグランプリの参加者たちの戦いに乱入するようになる。
慟哭編のジャマトグランプリでは、ジャマトが記憶と姿を擬態した透と行動をともにするが、あくまでもジャマトの擬態という認識であり、彼がギーツ ブーストフォームマークIIによって倒された際にもあっさりと見捨てている。そして、第2回戦の「戦国ゲーム」ではレーザーブーストフォームに敗北したベロバからヴィジョンドライバーを奪い、第3回戦の「闘牛ゲーム」を自ら考案する。その体はジャマトバックルを使ったことでジャマト化していき、最終戦の「天国と地獄ゲーム」でギーツとゲイザーが遺したヴィジョンドライバーを回収したことでジャマ神となった。
英寿の掲げる「だれもが幸せになれる世界」を信じ、最終的には仲間とともに戦った。
- 年齢設定は企画段階では23歳で、本来はもっとズルくて悪いダークヒーローをイメージしていたが、18歳の杢代に決まった関係で若干キャラクターに修正が入り、手段を選ばないが、悪になりきれない側面があるという、人間味と若さが加わったという。また、ウシの仮面ライダーであるため、目の前のことしか見えない猪突猛進の考え方をするという設定となった。キャラのポジションを動かないと、物語が進んでる感じが出ないため、立場ごとわりと早めに動かしたという。
- 道長は荒い言葉遣いだが、荒くしすぎると虚勢を逆に張っているようで弱く見えてしまうことから、落ち着いたテンションで、力強さや自信を少ない台詞に込められるように意識している。監督の中澤からも、早口で声を荒げて喋るのではなく、落ち着いたローテーションで喋った方が強く見えると教えられたという。バッファのスーツアクターを務める縄田とは、バッファのキャラクターである、戦闘前に首を鳴らす癖や、気だるそうに歩く感じなどを共通認識として持つようにしているという。

豪徳寺 武（） / 仮面ライダーシロー
消防士で、その正義感から人命救助を優先する。
英寿や道長とともに半年前から1話のデザイアグランプリに参加しており、最終ミッションに挑むが、スラグフォートレスジャマトの攻撃によって退場する。
乖離編では、シローIDコアを肥料として育ち、豪徳寺の姿に擬態したルークジャマトが登場する。
- レスキュー隊員や救急車のイメージとなっている。

平 孝人（） / 仮面ライダーギンペン
景和が入社試験を受けたIT企業「ウィアビジョン」で面接官を務めていた人事部長。
邂逅編のデザイアグランプリ参加者のひとり。不治の病に侵された息子が健康である世界にするために参加するが、第1回戦の宝探しゲームで頭領ジャマトに敗北して退場する。彼の退場後に英寿が「名無しの狐」名義で寄せた寄付金で、息子は手術が受けられることになった。

小金屋 森魚（） / 仮面ライダーメリー
45歳の軽口を他の参加者に叩くなど、気のいいお調子者。
邂逅編のデザイアグランプリ参加者のひとり。元は違法カジノのディーラーで、カジノの売上金を持ち逃げして海外へ高飛びした悪人で、捜査の手から逃れるために顔も整形していた。狡猾な性格で、自分が有利になるためには、仲間のバックルを盗むなど、手段を選ばない卑怯な面を持つ。
第3回戦の神経衰弱ゲームでは、ディーラーであったテクニックを活かしてデュオ交代チャンス券によるくじ引きで引いた道長にデュオを交代するも、ゲーム終了直前で道長がデュオを解消して景和とデュオを組み直したことで、スコアが最下位となり脱落した。

墨田 奏斗（） / 仮面ライダーダパーン
18歳の高校生。
邂逅編のデザイアグランプリ参加者のひとり。帰宅途中の交通事故によって右足を負傷し、バスケットボールができなくなったことで不公平な人生を呪い、幸せな人を憎む歪んだ性格となり、人類滅亡を願って「人類が滅亡した世界」という願いをデザイアカードに書き込んだ。
第2回戦のゾンビサバイバルゲームではゾンビジャマトに噛まれたことでゾンビ化が進行し、他の出場者の妨害に執心する。結果的に完全にゾンビ化する前にゲームが終了してゾンビ化もリセットされるが、妨害行為によってペナルティを受け、最下位となり脱落した。
その後、世紀末ゲームにベロバの勧誘で参加し、オーディエンスから贈られたバックルでナーゴを狙う。
- 見かけによらず凶暴なパンダの仮面ライダーであるため、攻撃的な設定となった。また、幸せになりたい願いを持つ祢音との対比で、周りを不幸にしたいキャラクターに設定することで、子供たちに生き残る人と生き残らない人との違いを教訓にしたという。

晴家 ウィン（） / 仮面ライダーパンクジャック
デザイアグランプリの現地スタッフ。邂逅編のデザイアグランプリでは、デュオで行う第3回戦の神経衰弱ゲームで残っていた参加者が奇数だったためペアを組めない参加者の数合わせとして、一時的に参戦。顔出しや声出しはNGのため、一切素顔が不明であった。森魚とデュオを組むが、人の話を聞かないなど彼を翻弄する。森魚の策略で景和とデュオを交代することになるが、森魚の企みを知った道長の手で元のデュオに戻された。英寿がデザ神になった後、誰もいない場所で変身を解き、その正体を現す。
謀略編のデザイアグランプリでは、自称「知る人ぞ知るパンクロッカー」として最初から参戦するが、その裏ではゲ－ムマスターのギロリから英寿を退場させるように指示されていた。
元々はバンド・ウェザーハーツの一員で、ミュージシャンを目指していたものの借金を抱え、大手商社「晴家商事」の会長であり、デザイアグランプリのスポンサーとして出資していた祖父の斡旋でアルバイトの運営スタッフとなり、妨害工作を行って英寿を退場させるために、デザイアカードには「希望なし」と何も願いを書かずにエントリーし、ギロリからは脱落しても記憶を戻して再参加する約束をしていたが、英寿にデザイアグランプリの秘密を教えたことで見限られてその約束を反故にされ、デザ神になったらという条件に変更される。英寿に救われたことで、英寿の味方となり、ドライバーを取り戻すも、ギロリが変身したグレアによって洗脳されてしまい、デザ神決定戦「キツネ狩りゲーム」で、英寿を脱落させるために自爆装置で自爆させられ、消滅する。
だが、スエルによってグランドエンドが進む中でニラムの手引きで復活した後は英寿に助力する。

丹波 一徹（） / 仮面ライダーケイロウ
謀略編のデザイアグランプリ参加者のひとり。68歳の高齢の老人。
デザイアカードには「若返りたい」という願いを書き込んだが、腰痛持ちのため、変身しても満足に戦えず、待機中も腰痛に悩まされていた。
その後、第2回戦の「迷宮脱出ゲーム」ではゲームに巻き込まれた景和を守ろうとするも、ジャマトライダーの攻撃で満身創痍となり、景和にエントリー権を譲渡して脱落した。

八木沼 雪絵（） / 仮面ライダーレター
謀略編のデザイアグランプリ参加者のひとり。
デザイアカードには「10キロ痩せて、推しと結婚したい」という願いを書き込むも、第1回戦の海賊ゲームで戦いを恐れて海賊ジャマトたちに背を向けて敵前逃亡しようとしたことで猛攻撃を受けて変身解除され、IDコアにヒビが入ったことで退場となった。

五十鈴 大智（） / 仮面ライダーナッジスパロウ
乖離編のデザイアグランプリ参加者のひとり。高い知能指数を持つ天才クイズ王。24歳。過去のデザイアグランプリでは英寿や冴とともに決勝戦まで進んだことがある。他の参加者たちがデザイアカードに書いた願いを当てるほどの洞察力を持つ。
デザイアカードには「全人類の記憶が欲しい」という願いを書き込み、参戦する。
第2回戦の「ジャマーボール」では、景和からルークジャマトが武が変貌した姿であるという推測を伝えられるが、デザスターの疑いを彼に向けさせて脱落させるためにそのことを口封じし、他の3人の参加者たちに景和がそのことを黙っていたことを明かす。英寿によってその目論見が明かされると、他の4人にデザスターと疑われる人物であると投票されたことで強制脱落するが、デザスターではなかった。
直後、ジャマトのスポンサーであるベロバによって復活。彼女にスカウトされたことで理想を叶える手段として参謀としてジャマト側に付き、再び暗躍する。特に景和に対してはデザスターの一件で恨みを抱いていた。
そして、アルキメデルをジャマトが吸収したのを見て、ジャマトが養分とした人間の記憶を引き継ぐことを知り、新世界のジャマ神となって全人類の記憶を得るためにジャマトを品種改良してジャマトに沙羅をはじめとした人々を感染させ、自らもジャマトの幼体を捕食したことでマーレラジャマトに変工した。教祖のように振る舞って集めた人々をジャマトに感染させ、知恵の樹にその記憶を集めていた。だが、ベロバたちに知恵の樹を狙われたところを道長と祢音に救われ、終末のデザイアグランプリでは、ゲームマスターと自らが育てたジャマトとともに戦った。
- 当初は再登場は考えておらず、脱落して終わりであったが、道長が悪になりきれないキャラクターになっていたため、もっと悪いヤツが必要になったことから、続投させてジャマーガーデン側へ連れていったという。

我那覇 冴（） / 仮面ライダーロポ
乖離編のデザイアグランプリ参加者のひとり。優れた身体能力を持つ陸上競技の霊長類最強女性アスリート。22歳。母親の真紀、妹の澪と弟の潤の4人家族。過去のデザイアグランプリでは英寿や大智とともに決勝戦まで進んだことがある。
デザイアカードには「年齢で衰えない身体能力」という願いを書き込み、参戦する。
実家は沖縄料理店「泡ぐら」を営んでいたが、父親が病気で倒れたことで経営が回らなくなって閉店となり、家族を養ったり、スポーツで全国を目指す子供たちの夢を叶えるためにデザイアグランプリに参加し、前述の願いはずっと現役でい続けられるという理由であった。
第3回戦の「時限爆弾ゲーム」で家族がターゲットにされた一方で、祢音がデザスターであることを知る。祢音の協力を得て家族は助かったものの、「本当の愛がほしい」という彼女を勝者にして願いを叶えるために、自分にデザスターの疑いがかかるように仕向け、自分を含めた参加者の満場一致の投票によって脱落する。

### デザイアグランプリの運営スタッフ
デザイアグランプリをさまざまな時代で開催していた未来人で、地球が滅んだ後に宇宙空間へ移住した精神のみの思念体であり、寿命や姿など人生のすべてを自由にデザインした身体を利用している。
- デザイアグランプリを見るたくさんのオーディエンスがいることが後に判明することから、「仮面ライダーの世界観に視覚的に携わっている者」として、目に関するネーミングとなっている[出典 12]。

ツムリ
正体不明のデザイアグランプリのナビゲーター。運営やオーディエンスによって選ばれたプレイヤーの候補者たちにデザイアドライバーとIDコアを渡し、ゲームのルールを説明する。いずれも参加者たちには、「様」をつけて呼んでいる。未来人だが、その年齢などは不明。
後にデザ神となった英寿の願いによって彼の姉となる。英寿たちに対しては公正中立の立場をとっていたが、後に心を開き、彼らを案ずるようになる。
その正体は、創世の女神であるミツメの後継者となるためにスエルによってデザインされた存在であり、道長がジャマ神となり、英寿の復活を願ったことで、創世の力に覚醒するが、ジットたち運営にその力を利用されてしまう。ジットによって、創世の女神に変えられそうになるが、必死に抵抗したことで、不完全な女神となり、景和の願いを叶えた。
英寿によって救われるが、黒いツムリに同化されたことで、英寿の肉体を葬ってしまう。
戦いが終わった後は、英寿を祀る神社を守る巫女となり、みんなの願いを見守った。
- 名前の由来は、運営側の横暴に気付きながら「目をつむって」見て見ぬふりをすることにかけている。
- オープニングでマグナムシューター40Xの銃口を英寿に笑顔で向けているシーンでは、企みの笑顔ではなく、本心からの笑みであることから可愛い笑顔であるという。テンションの高さは、ライダーたちに寄り添っているのを伝えるために、ツムリなりの意志もあることから嘘がなく、無理に上げないようにしているという。失格を告げる際には、当初は悲しい気持ちを作って演じようとしていたが、監督の上堀内から「長い間ナビゲーターをしてきて、脱落や失格を告げることには慣れているため、ただ事実を仕事として告げてほしい」と言われてからは、できるだけ淡々と伝えるようにしているという。

黒ツムリ
ジットがツムリが流した涙が変化した創世の女神の結晶から作り出した破壊の女神と呼ばれる存在で、黒を主とした衣装を着ている。創世の力をツムリ同様に宿しており、ケケラの願いを叶えた。
ジットやサマスの配下として暗躍し、終幕のデザイアグランプリでは、ゲームのナビゲーターとしてIDコアを一般人に配り、仮面ライダーに変身させた。
- 『ギーツ』の物語開始以前の作られたばかりのド新品のような感じであるといい、ボックスを届けるときは笑顔だが、それ以外は感情もなく真顔であるという。柴﨑とも相談して完全に初期状態で人間味をなくすために、まばたきを一切してないという。また、仮面ライダーの変身ポーズはツムリが2話で披露した変身ポーズの真逆であるという。

ギロリ / ゲームマスター / 仮面ライダーグレア
デザイアグランプリの出場者たちがミッションの合間に利用するサロンのコンシェルジュ。プレイヤーに対して常に柔らかい物腰で接する。
その正体は、デザイアグランプリのゲームマスターで、ゲーム参加者の前以外では髑髏のマスクを着用している。
デザイアグランプリの秘密を執拗に迫ろうとする英寿を脅威と捉え、「ゲームマスターは、ゲームの勝敗を操作してはならない」というルールがあるため直接的な介入ができず、謀略編のデザイアグランプリでは手駒であるウィンを参加者とすることで英寿を蹴落とそうと画策する。3回戦で自分自身がゲームマスターとしての正体を明かして仮面ライダーグレアに変身してパンクジャックを洗脳することでようやく英寿の脱落に成功する。
しかし、英寿が記憶を消される前に仕組んでおいた筋書きで再び参加することになったうえ、景和と祢音がゲームプロデューサーのニラムにゲームへの関与を報告したことで、ニラムによって「やらせ」であると考えられてゲームマスターを解任され、消滅させられる。
- 名前の由来は、支配欲や我の強さのイメージから。脚本の高橋は、年内で退場する予定は当初からあり、その退場もデザイアグランプリの内情を紐解いていく過程で必要であったと思ったという。
- ギロリのマスクは田嶋秀樹がデザインを担当。
- コンシェルジュという設定から、ホテルのコンシェルジュをイメージして忍成が選ばれたという。

ニラム / 仮面ライダーゲイザー
コマンドツインバックルを不当な状況に追い込まれた英寿に与えた男。その正体はデザイアグランプリのゲームプロデューサーで、スポンサーとの交渉役も務める。現代の食べ物に深い興味を示す。ゲームの公正を監視する立場にあり、ゲームがリアルであることにこだわりを持ち、ルールに反してプレイヤーと戦ったギロリを失脚させた。
デザイアグランプリから退場したはずの道長が復活したことを英寿から聞かされ、本来存在しないはずの道長を抹殺するためにゲイザーへと変身。二度も死を乗り越えた道長がフィクションではなくリアリティであると悟り、止めは刺さなかった。
ジャマトグランプリで創世の女神に関する事実を知った英寿と対峙するが、バッファによる不意打ちを受けたことで地獄の穴に落ち、ギーツとともに消滅してしまう。その後は、スエルによって復活し、デザイアグランプリの撤退を改めて表明。再び英寿と対峙するも、ブーストフォームマークIIIに変身したギーツを見て恐怖するが、ミツメが真実の愛で起こした奇跡を、スエルが創世の女神に変えて利用したことを知って反発し、今のデザイアグランプリをフィクションと吐き捨てるも、サマスの裏切りに遭って撃たれ、腹部に致命傷を負ってしまう。命からがら英寿を発見し、彼の行く末を見守りながら消滅した。
- 食通という設定は、第17話の撮影時に普通にオフィスで会話する予定であったが、監督の中澤の遊び心で屋台でラーメンを食べるというシーンになったことがきっかけであるといい、食べたことがないことから、早く食べたがっているような、ワクワク感を出しているという。ただし、未来人であることから、現代の食べ物に対しての興味はあるが、恵方巻を食べながら途中で喋ったりするなど、食べ方やマナーは知らない、ということを意識して食べているという。

サマス
英寿に支援すると言って近づいた女性。デザイアグランプリのアシスタントプロデューサーで、ニラムの部下。
その正体はスエル直属の部下で、フィクションと吐き捨てたニラムに発砲して彼の後釜となった。
ツムリを新たな創世の女神にするためにジットとともに暗躍するが、元の世界に戻ることができずに消滅してしまう。

チラミ / 仮面ライダーグレア2
ギロリに代わって乖離編のデザイアグランプリから新たにゲームマスターになった男。ギロリとは真逆にテンションが常に高く、不思議な口調で喋る。その一方で、ゲームのためであればいかなる犠牲も厭わない非情さも持ち合わせている。
第3回戦終了後からジャマト側の策略によってジャマトが出現しないことを受けて自ら仮面ライダーグレア2に変身して鬼役となり、第4回戦「鬼ごっこゲーム」を始めるが、ベロバによってヴィジョンドライバーを奪われてしまう。道長がジャマ神になったことを受け、グランプリの参加者を招集するも、バッファに返り討ちにされ、最終手段として英寿と景和の復活をジーンとケケラに申し入れするも、復活したギーツの裏切りにあったうえに、横やりしたバッファに致命傷を受け消滅した。

スエル / 仮面ライダーゲイザー / 仮面ライダーリガドΩ
デザイアグランプリの創始者かつ運営のトップ。マスクを常につけているため、その素顔は不明。かつてミツメをヴィジョンドライバーによって創世の女神に変えさせた。
デザイアグランプリのプレイヤーたち古代人を「見世物小屋の動物」と蔑み、彼らの世界をバッドエンドにしようとするため、すべてを消し去るグランドエンドや一般人を仮面ライダーにして戦わせる終幕のデザイアグランプリを遂行しようとした。
- マスクは田嶋秀樹がデザインを担当。コラスのマスクを改造しており、嘴をなくし一つ目にして表情が読み取れない面にして上位のゲームマスターな感じを出している、
- マント姿でも分かるポーズとしてよく腕組みをしていたという。

ジット / 仮面ライダーリガド
「創世編」から登場するチラミの後任として現れた新たな運営側のゲームマスターで、スエルからの命令で派遣された。残酷なショーを要求しているオーディエンスに応えるバッドエンド請負人で、ギーツを抹殺してグランドエンドを遂行させ、ツムリを第二の創世の女神にしようとする。キックや特殊警棒などの高い戦闘力で英寿たちを襲う。
その正体はスエルがデザインした傀儡であり、リガドに変身して創世の力を継承した英寿と戦った後、スエルに吸収された。
- ラスボスはスエルだが、仮面を付けたキャラにしていたため、異なるやり方で見せる手段として、マスクを本人が取るということも考えられたが、頻繁にラスボスが動き回るのも威厳がないため、顔出しで別のゲームマスターとしてジットというキャラクターが設定された。ただし、スエルとの対比から弱く見えないように、スエルの一部が実体化した姿として設定された。

### デザイアグランプリのサポーター
ジーン / 仮面ライダージーン
デザイアグランプリの未来人のオーディエンスのひとりで、ギーツのサポーターである少年。
乖離編のデザイアグランプリ第4回戦「鬼ごっこゲーム」では、ヴィジョンドライバーを奪おうとするベロバたちの前に現れ、仮面ライダージーンへと変身する。
慟哭編のジャマトグランプリでは、英寿が西暦元年から参加していたと語っていたり、「母に会いたい」という願いをデザイアカードに書いたが却下されたということを知り、英寿とは別の人物がその願いを書いたと推察し、調査を始め、戦国時代の「八雲栄守」という人物の「生まれ変わった俺が、いつか世界を覚悟を決めたときにそれを実現する力」という願いが叶ったことをニラムから聞かされる。
未来では寿命でさえもデザインされて死という概念がなく、英寿の生きざまと死にざまを見て感動したい、という態度を見せていたため、英寿からは俺の人生はお前の娯楽ではないと突き放されていた。だが、英寿がベロバによって死を迎えようとした瞬間に、もう英寿に会えなくなるという思った時に人の人生が終わるという苦しい気持ちを味わったという。そして、英寿の正体を知ったことでこれまで流してこなかった涙を流して深い感動を味わうと、自身のレーザーレイズライザーを英寿に託し、自らの時代に生きる意味を見つけるために未来へと帰っていく。
- ジーンを演じる鈴木は、18歳になったら仮面ライダーの主演オーディションを受けると思っており、本作品のオーディションでは主人公役で書類を送ったが、鈴木のエントリーを知った東映から「オーディションはなしでこちらから声を掛ける」と言われて落とされたが、正式なオファーを放送初期のころに貰ったという。

ケケラ / 仮面ライダーケケラ
デザイアグランプリの未来人のオーディエンスのひとりで、タイクーンのサポーターである喋るカエルの置物。ベロバと戦った際には身なりのいい中年男性の人間態で登場し仮面ライダーケケラに変身する。
異常なまでの景和のブーストバックルの高い入手率はケケラの仕業によるもので、荒い口調ではあるものの、他者のために戦う彼を真の仮面ライダーになる逸材と称え応援している。その一方で景和を、自身の悲しき涙を仮面で隠す戦士こそが仮面ライダー、という理想のヒーローにするために手段を選ばない。
景和から絶縁されたことを逆恨みして、景和を苦しめるために「仮面ライダーはタイクーンしか存在しない世界」という願いを黒いツムリの力で叶え、仮面ライダーゲームを始めるが、タイクーンに敗れたことで消滅する。
- 監督の中澤から、人間の姿で出てくるのではなく、変化をつけたい、というリクエストがあったため、カエルの置物で登場することとなった。
- カエルということから、鳥獣戯画を連想し、手を大きく広げるポーズをしたり、ヨガのカエルのポーズをしたり、置物がしていた頬杖もトレードマークのようにしている。景和が変身する際に腹太鼓を打つことがあるため、タイクーンを表現する際には2回叩いている。

キューン / 仮面ライダーキューン
デザイアグランプリの未来人のオーディエンスのひとりで、ナーゴのサポーターである青年。サポーターとしては直接姿を見せず、パッドを通じてリアルタイムでメッセージが表示される応援の手紙を贈って優しく励ます一方で、祢音と接触する際には素性を明かさずに祢音チャンネルのアンチ視聴者を装い、手紙とは真逆に彼女を心配するあまり、辛辣な言葉で説教するが祢音を導いている。
そして、祢音の誕生日当日にも自身の正体を隠して彼女に渡そうとするが、祢音にはすでに正体を知られていたことに狼狽し、本意を伝えられないまま別れてしまい、その先で出会った光聖から未来の人間とコネクションを作って財閥を発展させようと祢音のことを頼まれる。祢音が真実を知ったことで窮地に追い込まれ、何もできないでいたが、英寿から祢音の不幸に同情して行動を起こさないのならこの時代にいる意味がないと諭され、祢音が苦しむ姿が自分を苦しませることを知ったという本心を告げ、祢音とともにダンクルオステウスジャマトを倒して闘牛ゲームを引き分けに終わらせる。
戦いが終わった後は、「スーパーセレブ祢音TV」のスタッフとなった。
- 監督の中澤から、人間の姿で出てくるのではなく、変化をつけたい、というリクエストがあったため、推しと手紙をツールにして接触することとなった。

### デザイアグランプリの関係者
桜井 沙羅（） / 仮面ライダーハクビ
景和の姉。24歳。派遣社員として働くOL。祢音のファン。景和の面倒を亡くなった両親の代わりに見てきた。
デザイアグランプリのことはまったく知らなかったが、消滅した景和を取り戻すために仮面ライダーとなってデザイアロワイヤルに参戦する。ケケラの景和に悲劇を与えるという企みに利用され、大智によってジャマトに感染させられ、道長によって倒されたことで景和の眼前で消え去る。
だが、道長たちの活躍によって復活し、英寿が創世した新たな世界では、祢音ファンぶりを見せている。
- 最初からタイクーンが姉の沙羅を失うことによって覚醒するという展開は決めており、脚本の高橋の想定では沙羅の退場はもっと早く、新章のプロットが出るたびに書いていたが、景和とのほっこりとしたシーンが笑えるものであったことから、そういった展開が先延ばしになり、登場期間が長くなるにつれ、高橋からあえて犠牲にしなくてもいいのではないか、という話が出るようになったが、結果的にバッファにやられてしまうという流れになったという。

鞍馬 伊瑠美（）
祢音の母。祢音があかりの代わりに作られた存在ということは記憶操作によって覚えていなかったが、祢音が自身のIDコアに触れさせたことですべてを思い出した。

鞍馬 光聖（） / 仮面ライダーギャーゴ
鞍馬財閥の総帥で、祢音の父。鞍馬財閥はデザイアグランプリのスポンサーでもあることがベンとジョンの調査で判明し、情報の統制などを行っていた。亡き娘の代用品としてその見返りに祢音を得る。いつしか真の娘として祢音を愛するようになり、彼女を救うために仮面ライダーとなる。

ベン / 仮面ライダーランサー
祢音のSP。祢音の依頼でジョンとともに光聖の部屋を捜索した際に、自分のヒョウのようなIDコアを発見し、それに触れたことでかつて仮面ライダーランサーとしてデザイアグランプリに参加していたことを思い出す。
慕情編ではデザイアロワイヤル開幕前に、ツムリによってドライバーとIDコアを渡されて変身するが、ジャマ神となったバッファによって倒され、IDコアを砕かれた。

ジョン / 仮面ライダーガルン
祢音のSP。祢音の依頼でベンとともに光聖の部屋を捜索した際に、自分のトラのようなIDコアを発見し、それに触れたことでかつて仮面ライダーガルンとしてデザイアグランプリに参加していたことを思い出す。
慕情編ではデザイアロワイヤル開幕前に、ツムリによってドライバーとIDコアを渡されて変身するが、ジャマ神となったバッファによって倒され、IDコアを砕かれた。

ミツメ
英寿の最初の母親。デザイアグランプリのツムリの前任であったナビゲーターで、トップシークレットの存在であるという。
約2,000年前のデザイアグランプリでデザ神となった勇者と恋に落ちたが、未来人と古代人では肉体の構造が違うため、子供を授かることはできなかったが、3日3晩ミツメが祈ったことで奇跡が起こって、後の浮世英寿が誕生する。だが、運営によって自由を奪われ、スエルによって女神像へと作り変えられた。

永山 一徳（） / 仮面ライダーグルービー
慕情編に登場する仮面ライダーの一人。デザイアロワイヤル開幕前に変身したが、ジャマ神となったバッファによって倒され、IDコアを砕かれた。

浅利 切人 / 仮面ライダーターボン
かつてデザイアグランプリにエントリーし、退場していたギャングライダーズのリーダーを務めていた凶悪犯の男。景和の願いによって復活し、ターボンとなって街を破壊し、沙羅たち景和の家族を手にかけたことで景和の怒りを買い、景和に敗れたことでその座を追われる。

沼袋 一男（） / 仮面ライダーブラーリ
あかりを11年前に誘拐した犯人の男。景和の願いによって復活し、ベロバにそそのかされ祢音を誘拐し、光聖と伊瑠美に3億円の身代金を要求する。

### ジャマーガーデン
アルキメデル
ジャマーガーデンで植物のようにジャマト状の植物・ベイビージャマトを育成する謎の老人。その正体はデザイアグランプリでジャマトの育成や品種改良を開発担当する未来人の運営スタッフ。
謀略編第2回戦「迷宮脱出ゲーム」において、ジャマトがジャマトライダーに変身したことを進化したと訝しんだギロリから電話連絡が来たが、ジャマトの世話を優先して受話器を取ろうとはしなかった。「迷宮脱出ゲーム」終了後には「世界は我々のものだ」と呟き、育てているジャマトに対してデザイアグランプリを破壊するように命じている。また、ギロリからジャマトがライダーに変身したことを非難された際には、「勝手に賢い個体のジャマトが学習した」と言いつつも、「ジャマトが強い方がライダーも戦いがいがある」と嘯いた。
ジャマトのことは「息子」と呼んで溺愛しており、人間の記憶を吸収して、人語を喋り、人間に擬態するジャマトを研究の末に育てていた。運営に反旗を翻してベロバと協力する。
古代の地層からダンクルオステウスジャマトを発掘して対ギーツ用として育成し、ジャマトに養分を与えるため、ジャマトに自ら捕食された。

ベロバ / 仮面ライダーベロバ / 仮面ライダーグレア2
ジャマトを支援するスポンサーを務める未来人の少女。人の不幸が大好物であるといい、道長のスポンサーを自認する。350歳。
また、デザイアグランプリの持つ「創世の女神」を奪取することが目的であるといい、道長や大智とともに運営に対抗するゲリラ組織を結成する。乖離編のデザイアグランプリ第4回戦「鬼ごっこゲーム」でチラミを誘き出して創世の女神にアクセスする鍵であるヴィジョンドライバーを奪取し、創世の女神がいる女神の間へと向かうが、ニラムの持つヴィジョンドライバーを奪えなかったため、失敗に終わる。そして、英寿たちが自分やデザイアグランプリ運営、オーディエンスが遥か未来から来た存在であることを知ったことで仮面ライダーベロバへと変身し、ジャマーガーデンを一掃した。
以後はデザイアグランプリを乗っ取り、ニラムの持つヴィジョンドライバーを狙ってジャマトグランプリを開催する。
ジャマトグランプリ第2回戦の戦国ゲームでは、チラミの指紋のデータをレーザーレイズライザーで入手して自身の指にデザインし、仮面ライダーグレア2に変身した。
そして、ヴィジョンドライバーを運営から2つ奪うと、創世の女神の力を使って道長に世界を作り替えさせた。その後、運営が撤退すると、「理想の不幸を見るまで、この世界に存在できる権利」を創世の女神の力で手に入れ、ケケラとともに暗躍する。
だが、ファンタジーフォームとなったナーゴに退けられ、最後はバッファの手で消滅させられた。
- 悪役であることから、やや話すスピードをゆっくりにして、低めの声にしており、小さな子供も見ていることから、意識的に身振り手振りは入れるようにして、伝わりやすい演技を心掛けているという。また、並木自身が「落ち着いている」と元々言われるため、未来人らしさにそういった部分を繋げているという。オッドアイという設定は最初からあったわけではなく、いくつかカラコンが用意された中で、違う色のものを片方ずつ入れて監督の山口恭平に確認してもらおうとしたら、それがいいと言われたことで、偶然から生まれたものである。山口からはハーレイ・クインのようなイメージと言われたため、ハーレイが登場する映画は見たというが、並木の芝居の先生からは『今際の国のアリス』のミラがベロバに近いと教えられたため、動きや表情はそれを観て勉強したという。

## 仮面ライダー
本作品に登場する仮面ライダーは、IDコアをデザイアドライバーにセットすることで固有のマスクを装着して戦闘力の低いエントリーフォームにエントリーし、レイズバックルを使用することで追加で武器やアーマーを拡張装備する。

### コンセプト・造形
本作品では7人が同時に最初から出るため、企画段階では3号、4号などと呼称されているが公式にはせず、重要なキャラクターであるタイクーンのみ2号と呼称し、それ以外はヒロインやライバルというような言い方となった。
変身ベルトのコンセプトから変更するということから始まり、改めて連動アイテムをやるかどうか、というのを考えていく中で「バックルを集める」というコンセプトで考えていた時期もあり、5個からバックルの数が減っていき、2個のバックルを付け替えるということとなった。
バックルが2個になったことで、仮面ライダーで『ビーロボカブタック』の「スーパーチェンジシリーズ」や『快盗戦隊ルパンレンジャーVS警察戦隊パトレンジャー』の「DXエックスエンペラー」などの上下逆さまになるとフォームチェンジするフィギュアを売りにすることとなった。
撮影用スーツの分割方法は、アンダースーツや甲冑の都合から、仕様上元々上下に分割されているため、右に入れたバックルは上半身、左に入れたバックルは下半身に反映ということにしてデザインし、1つのバックルにつき、上半身と下半身の造形が必要となり、上半身パーツか下半身パーツのどちらかのみを着ける、というやり方で、左右どちらにバックルが入っているのかを見せるつもりでいたという。当初はバックルを取り外して、左右反対のスロットに入れ替えてフォームチェンジするといったスタイルであったが、バックルを360度回転させることで上半身が下半身に変形するものとなった。そのため、どの組み合わせで遊んでも成立するように、上下のないデザインのバックルにして、左右どちらから入れても成立するようにしている。スーツは上下、バックルは左右という感覚の乖離を少なくするため、アイテムの分割ラインを斜めにし、その延長ラインをスーツにも入れている。これによって左右のスロットのどちらにアイテムを入れてもスーツが成立するが、1つのバックルに上半身と下半身の両方の造形が必要となり、全身のアーマーをまずデザインし、上半身のみを着けるか下半身のみを着けるかでアイテムの上下を切り替えるつもりであったという。これまでも上半身と下半身が切り替わるロボットはあったが、ある程度人体をデフォルメするのが前提で成り立っていたが、本作品では切り替え前後を両方人体のバランスとして成立させなければならないため、上半身に脚部が来た時には胸に太ももの部分、脛から下を、二の腕・前腕・拳に割り振る手法を取ることで、リアル体形で人体に見せている。上下反転した際にはヘルメットを顔の上半分に被せるギミックにすることで、顎部分をそのフォーム固有のデザインにし、複眼の色も変わるようになっている。
タイクーン、ナーゴ、バッファ、パンクジャック、ギンペン、メリーは、各モチーフをヘルメット部分のみで表現する必要があるため、いろんな動物モチーフの頭部デザインを多く描き、その中から選ばれたものとなっている。
プロデューサーの武部がデスゲームを「儀式」や「お祭り」のようなものになぞらえているように感じたため、儀式で使うような「お面」をモチーフにしている。マスクは動物をモチーフとしているほか、デザインコンセプトに世界各国のお面を取り入れている。ただし、世の中に動物モチーフのマスクデザインは多くあるため、裏モチーフとしてヘルメットなど「頭に付けるもの」のモチーフを足している。
マスクは人が被るヘルメットのように顎と口元から上のパーツが分離している構造となっている。マスクは個々のキャラクターに応じたディテールをベースとなる顎と後頭部のマットブラックの部分に付加して作られる。フォームチェンジは顎と眼を換装することで表現している。下顎のパーツはスーツアクターによって顎のサイズや形が異なるため、仮面とは別個に顎パーツが作られている。
エントリーフォームのデザインやベーススーツは共通だが、個別にスーツを作っており、腰から太ももに走るたすき掛け状のラインの色はバックルのキーカラーに変化し、1個しかない上半身と足の武装系のパーツは複数のライダーで着回して使っている。ただし、女性の場合はサイズの問題があることから、パーツの一部を抜くなどちょっとした改造が必要であるという。また、脚部も男女で太さが違うことから、2種類の下半身パーツが用意された
武装バックルを使用した際にはアシンメトリーのバランスでデザインしており、共通の肩アーマーを右側に設けて、ゼッケンのイメージで使用バックルのマークを右胸に入れている。下半身になった際にはアーマーが左太ももに来るようにしており、バンドの色を武装バックルごとに変えている。エントリーフォームとの違いを強調するために目の色を金色にしている。
各フォームのデザイン画はすべては存在せず、画像編集ソフトでボディ・バックル・アーマーの組み合わせをシミュレーションしている。
サポーターライダーは全員が人型の人間サイズであるとビジュアル的に変化に乏しいとの判断から、4体のうち3体はCGを使ったキャラクターとなった。ジーンのみスーツを造り、他3人はアバター的な未来のテクノロジー感を表現するために改造したCGで人型からあえて外している。

### 共通ツール
デザイアドライバー
デザイアグランプリの参加資格者が仮面ライダーへの変身に使用する変身ベルト。バックル・ライドルベースの状態で携行され、腰部に当てるとバンド部・ライドルラインが自動で展開して装着される。本人専用のIDコアとは違い、参加者であれば誰でも使用可能。
IDコアを中央の専用ソケット・パーフェクターコアにセットすることで「ENTRY」の音声とともにエントリーフォームに変身する。そこからベルトの左右のスロット・ホップアップアセンブルにレイズバックルを装填すると「SET」の音声が鳴り、レイズバックルごとの特定の動作を行うことで「DUAL ON（2本装填の場合）○○（セットされたレイズバックルの固有音声） READY FIGHT」の音声とともにレイズバックルに対応した拡張装備を展開してフォームチェンジを実行する。
また、レイズバックルをセットし、拡張装備を身につけた状態で、右側の解除スイッチ・リボルブアンロックを押すとメインユニットである装備転換装置・リボルブシフターのロックが解除され、リボルブシフターを時計回りに回してバックルの位置を反転させることによって「REVOLVE ON」の音声とともに上下の拡張装備の展開部位を入れ替えるリボルブオンを行う。また、再度バックルを操作することで必殺技が発動する。
- 連動アイテムを交換するのではなく、ベルト本体が変わっていく「カメレオン変身ベルト」というイメージで、見た目もバックルを付け替えることで大きく変わり、遊び方もまったく変わるものとなっている。『仮面ライダーW』のダブルドライバーのように左右のスロット専用のアイテムにするのではなく、左右どちらでも使用できるようにしようというコンセプトとなっている。
- 子供が遊ぶことから、大きなベルトにはしないということを依頼していたが、色々な機能を重視したことから結果的に大きくなったという。ベース部分を装填したバックルで覆い隠すようにすることで、まったく異なるベルトに見えるようにデザインされている。発光するサークル部分は下から装填したバックルを照らしているが、マグナムとブーストはクリアの補色でそれぞれの色で印刷された模様が照らされた際に切り替わる仕組みを取り入れている。
- アップ用モデルは1個が制作されており、回転ギミックが内蔵されている。

ヴィジョンドライバー
グレア・ゲイザー・グレア2の変身ベルト。バックルの状態で携行され、腰部に当てるとバンド部・チャージラインが自動で展開して装着される。
上部の生体認証装置・バイオメトリクサーに指を置いて指紋認証すると「○○（変身するライダー名）, LOG IN」の音声が鳴り、プロビデンスカードをバックル部右側のヴィジョンリーダーにスキャンしてインストールさせることで、「INSTALL」の音声とともに使用者権限に応じた高次元のカスタマイズを実行し、さまざまな特性を有した仮面ライダーへと変身する。
変身後にバイオメトリクサーに指を置いて再認証すると「HACKING ON CRACK START」の音声が鳴り、装甲の一部を分離させてライダーの頭部に被せることでドライバー装着者の制御下に置くことができる。また、再度プロビデンスカードをスラッシュすると「DELETE」の音声が鳴り、必殺技を発動する。
左側には拡張スロット・アップグレードアセンブルを有し、レイズバックルをセットすると「SET UPGRADE」の音声が鳴り、対応した操作を行うことで「REMOTE CONTROL ○○（セットしたレイズバックルの名称）」の音声と共に制御下に置いたライダーにリモートコントロールで拡張装備や拡張武装を展開可能。
ゲームマスターが使用でき、ゲームの管理に用いられる。創世の女神へのアクセス権限を持ち、2つドライバーを揃えることで、創世の女神の力が行使可能となるほか、運営に関わるあらゆる記憶が保存されている。
- ジーンたちがカードで未来ライダーに変身することになったため、カードを変身に絡めた方がいいとなり、カードをスラッシュすることで変身する仕様となった。
- 前作『リバイス』のデモンズドライバーが好評であったため、発光部をデモンズドライバーよりも広げて「全面LED」というイメージとなっている。当初は2つ目が付いた形でデザインしていたが、最終的に発光部分は1つになっており丸が中央にあり楕円形がその周辺にあることで、仮面ライダー1号の変身ベルトのような雰囲気も出している。サイドと中央で発光の方式を変えることで、周囲と中央の発色に変化が生まれ、目玉感を強調している。
- ベルトからプロップが取り外しが可能となっている。

プロビデンスカード
ヴィジョンドライバーの右側に配されたプロビデンスカードホルダーに収納されているカード型特殊記憶デバイス。記憶容量は3ゼタバイトで、データ転送速度は約0.03秒という超高速である。
- モチーフは目。

レーザーレイズライザー
デザイアグランプリの公認サポーターが持つ銃型の変形デバイス。レイズライザーカードをセットした個人識別符号端末・ライズカードリッジを腰に翳すことでベルト型エネルギーデバイス・レイズライザーベルトが出現し、本体はレイズライザーベルト右側面のホルダーに懸吊される。
レイズライザーカードをセットしたライズカードリッジを本体にセットすると銃型となり、「○○（セットしたレイズライザーカードの名前） SET」の音声が鳴ってパーソナライズが行われ、インプットリガーを引くことで「LASER ON ○○ LOADING READY FIGHT」の音声とともにエネルギー体が発射され、使用者が有する理想の自分をコーディネイト・プロデュースする力・デザイン力に応じた高次元の変身が可能となる。
また、単独でも光線銃としても使用が可能で、後部にはモード切替レバー・クロスオルタネーターがあり、1回入力で必殺技のレーザービクトリーを発動するフィニッシュモードに、2回入力でレーザーチャージを発動するためのサポートモードに移行する。ギーツがレイズライザーカード未装填の状態でレーザーブーストフォームの変身に使用するほか、30話ではナーゴも使用し、槍型の武器に変化させた。
- 追加でギーツのパワーアップアイテムとして使用することを前提に、ブーストマークIIバックルと合わせてデザインされている。モチーフはレールガンで、エネルギーを上下の突起の隙間から発射するイメージとなっている。デザイアドライバーの右スロットに装填できるように、ライズカートリッジを外して対応することとなった。
- サポーターライダーはカードがマスクとボディに刺さったようなデザインにしており、ヒーローデザインとレーザーレイズライザーに装填時のカードの向きをリンクさせることによってそれぞれ変身の決めポーズが異なっており、レーザーレイズライザーをそれに合わせて構えている。

サポート技
レーザーチャージ
サポートモードで発動。さまざまな特殊効果を対象に与える。ジーンの場合は、射出したカード型のエネルギー体で、ギーツをサポートする。
レイズライザーカード
デザイアグランプリの公認サポーターが持つカード型デバイス。サポーターのパーソナルデータが収められており、推しの仮面ライダーのクレストが裏面に刻まれている。レーザーレイズライザーのライズカードリッジにセットした後、本体と合体させることでサポーター固有のライダーに変身する。
- クリア成形にして未来感を表現している。各ライダーのマスクデザインとグラフィックをシンクロさせている。
- セット用と手持ち用の2種類が制作された。

ブラックレイズライザーカード
デザイアグランプリのプレミアム会員の証で、仮面ライダーを上回るプレミアムな力を有する。

ジリオンドライバー
リガド・リガドΩ・ゲイザーゼロが使用するデザイアグランプリ運営の限られた存在のみが使用可能な最高位のドライバー。バックルの状態で携行され、腰部に当てるとバンド部・シュラウドラインが自動で展開して装着される。
天面の生体認証装置・スティグマメトリクサーに指を置いて指紋認証すると「○○（変身するライダー名）, ACCESS」の音声が鳴り、シリウスカードをバックル部右側のジリオンリーダーにスキャンしてインストールさせることで、「GENERATE」の音声とともに使用者権限に応じた高次元のカスタマイズを実行し、さまざまな特性を有した仮面ライダーへと変身する。
左側には拡張スロット・グレートアセンブルを有し、レイズバックルをセットすると「○○（セットしたレイズバックルの名称） INFINITY」の音声が鳴り、対応した操作を行うことで制御下に置いたライダーにリモートコントロールで拡張武装を展開可能。
リガドΩの場合はグレートアセンブルを押し込んで認証し、シリウスカードをスラッシュすることで変身する。
創世の力を有する者を創世の神へと変える能力を有する。
- ヴィジョンドライバーの上位互換という設定で、デザイン時は「ハイヴィジョンドライバー」という呼称であった。オーディエンスたちの権化のようなベルト、というキーワードがあったため、「複眼の目」が外観の意匠のモチーフとなっている。中央に1つ、周囲に4つあり、その目は視線がギョロギョロと動いているイメージでデザインされた。
- ヴィジョンドライバーよりもLEDの数は少なく、ハーフミラーを代わりに採用して、「虚無のドライバー」をコンセプトに、奥に反射で無限に光が続いているイメージを表現している。

シリウスカード
ジリオンドライバーの右側に配されたシリウスカードホルダーに収納されているカード型特殊記憶デバイス。記憶容量は60ゼタバイトで、データ転送速度は約0.03秒という超高速である。

### アイテム・武器
IDコア
ライダーのマスクと同様の動物の顔が付いたデザイアグランプリへの参加有資格者を表す個人識別符号端末。デザイアドライバーのブートコネクターにセットするとゲームへの参加が登録され、エントリーフォームへの変身を可能とするほか、参加者のスコアや行動などの情報を保持するストレージ装置にもなっている。デザイアグランプリの記憶はゲーム終了後に消却されるが、IDコアに触れることで復活させることが可能。
なお、退場して破損したものでも変身は可能だが、激痛が変身者にもたらされる。ジャマーガーデンに退場者のIDコアが集められ、ジャマトの品種改良に利用されるほか、ジャマトは退場者の知恵や記憶を身につけるほか、退場者に擬態する。
デザイアロワイヤルではIDコアが破壊されると二度と仮面ライダーに変身できず脱落となる。
- ミニバックルを他のライダーに奪われた場合、変身ベルトとして機能しなくなるため、ミニバックル交換システムの問題点を打破するためにミニバックルが仮になくても変身できる方法として、IDで変身するというのを原形に、システムとしてそのまま残った部分であるという。『仮面ライダー鎧武』の戦極ドライバーは劇中に特定のライダーのプレートがあらかじめ付いた形で登場しているが、本作品ではIDコアをベルトに入れると「エントリー」という音声が鳴るギミックがあるため、IDコアを空のドライバーに自分で入れるようなシーンがある方が面白いと思い、IDコアとベルトを分け、IDコアに触れると記憶が戻る、という設定もその流れで出てきたという。ただし、IDコア自体には意味を乗せないことにしており、ギーツだからと言って、キツネの能力が使えるようになるわけではなく、あくまで名札としての機能のみであるという。
- 当初はベルトがリボルブオンで回転した際に上下が反転しても絵柄が成立するように、トランプの絵札をイメージしていたが、何が描いてあるかわからないことから、マスクの正面を意匠化したデザインとなった。

マグナムシューター40X（）
マグナムバックル、マグナムシューター40Xバックルを使用することで出現する拡張武装。連射を素早い動きとともに行うハンドガンモードと長距離精密射撃のライフルモードの2モードに変形し、弾倉の40Xリボルバーでエネルギー弾を生成して発射するほか、レイズバックルをセットするとその能力を利用するさまざまな特殊射撃が可能となる。
- ネーミングは狐の英訳「FOX」の捩り。
- ギーツの基本フォームであるマグナムブーストフォームを象徴するものであるため、さまざまなバックルを装填できるギミックを付けている。「リボルバーをアレンジしたSF銃」のイメージでデザインしているが、ギーツの専用武器というわけではないため、キツネの意匠はないものの、ギーツのキャラ付けをしたかったことから、撃鉄はキツネの尻尾をイメージして曲線的にしている。
- アップ用プロップは変形ギミックを内蔵しているほか、2モードのアクション用が制作された。フィーバーマグナムフォーム時にはアップ用とアクション用を併用している。

必殺技
バレットチャージ
ハンドガンモード時の必殺技。「BULLET CHARGE」の音声とともにレバーを引いた後、エネルギーをチャージし、威力を高めた連射攻撃で敵を一掃する。
タクティカルシュート
ライフルモード時の必殺技。「CHARGE」の音声とともにレバーを引いた後、「TACTICAL SHOOT」の音声とともにレバーを引き、威力を高めた赤いエネルギー弾を連射する。
タクティカルブラスト
マグナムシューター40Xにレイズバックルをセットし、「○○（セットしたレイズバックル） TACTICAL BLAST」の音声とともにバックルのギミックを操作して放つ必殺技。
マグナムタクティカルブラスト
マグナムバックルをセットし、アプルーバルリボルバー型のエネルギーを込めて発射する。ギーツがハンドガンモードで、バッファがライフルモードでそれぞれ使用した。

ゾンビブレイカー
ゾンビバックルを使用することで出現するチェーンソー型の拡張武装。
必殺技・タクティカルブレイクの発動の際、刀身のフォアグリップ・デッドリーポンプを上に引き上げると薬液筒・ドックシリンダーが可動してゾンビフォームが生成するpoi-zomを充填する。
- 指型の窪みがスライド部にあるが、チェーンソーの刀身にゾンビフォームの左腕の培養槽から指に滴る毒液を塗っている、というイメージで取り入れた意匠となっている。
- アップ用プロップはワイヤーを柄部分にセットすることでドックシリンダーが可動するほか、デッドリーポンプのスライド機構を備える。
- 縄田のアイデアで足を使ってチャージしている。

必殺技
タクティカルブレイク
「POISON CHARGE」の音声とともにデッドリーポンプを上に引き上げpoi-zomを充填してから、「TACTICAL BREAK」の音声と共に回転する刃のオーラを放ち敵を一網打尽にする。

ニンジャデュアラー
ニンジャバックルを使用することで召喚する両刃形状の忍者鎌型の拡張武装。基本は逆手持ちで、大型の弧を描く刃を持つシングルブレードと、2つに分離させた二振りの脇差しツインブレードの2パターンの変形が可能となり、操作盤・シュリケンラウンダーを回転させることで必殺技を発動させる。
- 手裏剣と歯車を模した回転部を回すと必殺技を放てるギミックを短い方に入れている。グリップはバンテージを巻いたような意匠にしていて、和風イメージをわずかに入れている。
- 玩具では分割する際にボタンを押さなければならないため、子供でも真似できるように、現場でも、ちゃんとボタンを押せる流れになっているかどうか常に気を付けていたという。

必殺技
タクティカルスラッシュ
シュリケンラウンダーを1回回すことで発動する必殺技。「ROUND 1」の音声とともに回した後、「TACTICAL SLASH」の音声とともにトリガーを引き、緑色の手裏剣を放つ。
タクティカルフィニッシュ
シュリケンラウンダーを3回回すことで発動する必殺技。「ROUND 1・2・3 FEVER」とともに回し切った後、「TACTICAL FINISH」の音声とともにトリガーを引き、使用者と同じ姿をした分身を無数召喚し、敵を4方向に囲んだ後、火・水・風・土のエネルギーをまとってから突撃する。

ビートアックス
ビートバックルを使用することで召喚するフライングV型エレキギターに似た形状の斧型の拡張武装。調律装置・エレメンタドラムを押すことで3曲の楽曲を選択してから演奏し、ネックの部分を持ってアックスモードに持ち替えてからピンク色のボタン・インプットトリガーを押して各々の属性攻撃で戦うことができる。
- デザインモチーフはギターで、持ち替えることでギターを叩きつけるようなイメージで斧モードになるようになっている。必殺技のモード切り替えをする丸い部分はドラムがモチーフで、イコライザーの部分はメーターがレンチキュラーシールで上下しているように見せている。

必殺技
タクティカルファイア
「ROCK FIRE」の音声とともにエレメンタドラムを1回タップしロックンロール調が特徴の「ロックファイア」を選曲してからアックスモードに持ち替え、「TACTICAL FIRE」の音声と共にインプットトリガーを押し、炎をまとった斬撃で敵を一網打尽にする。
タクティカルサンダー
「METAL THUNDER」の音声とともにエレメンタドラムを2回タップしヘビーメタルのような重厚感あふれる「メタルサンダー」を選曲してから「TACTICAL THUNDER」の音声と共にインプットトリガーを押し、弦先から雷を放出して周囲の敵を一掃する。
タクティカルブリザード
「FUNK BLIZZARD」の音声とともにエレメンタドラムを3回タップしファンキーで軽快なサウンドが特徴の「ファンクブリザード」を選曲してからアックスモードに持ち替え、「TACTICAL BLIZZARD」の音声と共にインプットトリガーを押し、冷気をまとった斬撃で敵を凍らせる。

レイジングソード
コマンドジェットバックルを使用することで召喚する長剣型の拡張武装。超高熱と電撃を帯びた2つの刃・レイジングエッジを持ち、残存エネルギーを対象を撃破するごとにチャージする性質を持ち、一定の閾値に達するとコマンドキャノンバックルが解放される。
- 柄部分には、エネルギーを装着されたバックルにチャージするイメージでメーターを付けている。
- ポリ製のアップ用プロップには電飾などのギミックは仕込まれていない。

必殺技
タクティカルレイジング
レバーを引いて入力装置・インプットリガーを引くことで発動する必殺技。エネルギーを纏ったレイジングソードで敵を一閃する。

ギガントソード
ギガントソードバックルを使用することで召喚する大剣型のパワードビルダーバックル専用アームド。
ギガントブラスター
ギガントブラスターバックルを使用することで召喚する大型銃型のパワードビルダーバックル専用アームド。モデリングマテリアルや高熱火炎、光弾を放射する。
ギガントハンマー
ギガントハンマーバックルを使用することで出現する大槌型のパワードビルダーバックル専用アームド。

ギーツバスターQB9（）
ブーストマークIXバックルを使用することで召喚する銃剣型の拡張武装。荷電粒子砲を備えたレールガンモードと銃撃と剣撃を同時に行うブレードモードの2パターンでの運用が可能となっている。
- マグナムシューター40Xの色替えで、刀身（銃身）部分のパーツを変更している。刀身部分はギーツIXの手足のマフラーやマントと同様の意匠にしており、バイクのエンジンディテールを根本に取り入れている。
- マグナムシューター40Xの銃身部分が剣に置換された形状で色が異なるが、プロップは新規造形である。アップ用モデルには変形ギミックが仕込まれている。
- 変形機構が一折りしかないため、抜刀のニュアンスを入れようと思い、最初は銃として用いり、玩具と同様に変形用のボタンを押すと鹿威しの要領でカタンと鳴り、オープニングをいいタイミングで流すために、オープニングをその瞬間のみ止めさせてSEが鳴るようにしている。

必殺技
ブーストタクティカルビクトリー
レバーを引くことで発動する必殺技。ブレードモードの状態では敵にエネルギーを纏ったギーツバスターQB9を投げつける。ガンモードの状態では敵に青い光弾を放つ。

武刃（）
ブジンソードバックルを使用することで召喚する日本刀型の拡張武装。タイクーンブジンソードが有する剣技に対応した調整が施され、破壊力を最大化させる。
- 撮影用プロップは新規造形。

ブーストライカー
ブーストバックルを使用することで召喚する拡張車両。バックル単体で起動させることで変身前の状態でも運用可能となる。英寿は「コンちゃん」と呼んでいる。
- オフロードバイクをベースにしたものが数年続いていたため、オンロードバイクとなり、ブーストフォームと同様の焼色を後方の大きなマフラーに付けている。

ギーツモード
ギーツが召喚した際に変形するブーストライカーのキツネ型のギーツ専用のモード。
バッファモード
バッファが召喚した際に変形するバッファ専用のモード。

スパイダーフォン
デザイアグランプリの参加者に貸与されるサポートデバイス。デザイアグランプリの脱落者や順位などの情報を取得するほか、スマートフォンや通話にも使用される。また、スパイダーモードに変形してミッションボックスを運んだり、偵察などを行う。英寿は「スパ太郎」と呼んでいる。
- 当初は他プレイヤーの盗聴や偵察を行う際のスパイアイテムのようなコンセプトのツールとして使うことを想定していたという。

ミッションボックス
デザイアグランプリ参加者に手渡される「宝箱」とも呼ばれるアイテム格納デバイス。
- ゲーム中にバックルが出てくるため、アイテムを入れる箱としてデザインされている。メカディテールとしてスーツやベルトのデザインの特徴である斜めラインが入っている。

ビックリミッションボックス001
IDコアとデザイアドライバーが入っているタイプ。
ハテナミッションボックス002
バックルが何か1つだけ入っているタイプで、エリア内に隠されている。
サポートミッションボックス
各ライダーのマークが入ったもので、各ライダーのためにサポーターが用意したレイズバックルが入っている。

#### レイズバックル
デザイアグランプリで取得することが可能なバックル型仮面ライダー拡張アイテム。1つのみをデザイアドライバーにセットすると上半身もしくは下半身のみの強化だが、デザイアドライバーの両サイドにセット（デュアルオン）することで、バックルに秘められた拡張武装や拡張装備の実装・付与による全身強化が可能となる。各ライダー専用のものではなく、デザイアグランプリ参加資格を有する者であれば誰でも使用が可能だが、各IDコアとの間には相性があることが明かされている。しかし、その力を活かしきれるかは使用者次第である。
作中ではジャマーエリア内に配置されるミッションボックスの中に格納されているが、中身はランダムのため、「当たり」や「ハズレ」とされるバックルがあり、なおかつゲームに有利なバックルを手にしたとしても必ずしも勝者になれるとは限らない。
- 数種類のバックルが出ているが、過去のように多く登場させて商品を販売するのとは異なるやり方を考えており、メダルやスタンプなどのコレクションアイテムから脱却することが決まったという[6]。当初は4 - 5種類のミニバックルでの変身を想定していたが、ヒーローのボディが使用するバックルの数に応じて変化するとしたら、バックルの数が多いほど一つ当たりのバックルで変化する部位も少なくなり、ヒーローの細かなところが変化しても違いが分からないため、バックルの数はある程度絞った方がいいという考えになったのと同時に、ベルトの見た目を大きく変えるためにも一つのバックルのサイズは大きくしたいという気持ちになったことから、2個のバックルで変身することとなった[104]。ミニバックルはアイテムのコンセプトをゲームのステージごとに変えることから、忍者やゾンビなど映画のジャンルを参考にしている[104][95]。武装バックルは共通の台座部分に、色と武器を象ったレリーフを変えることで差別化しており、ワンギミック入っており、それぞれ動かし方を変えている[104][95]。
- 武装バックルを装着すると出てくる武器は簡素にしており、歴代作品に登場した武器を改造したり、色替えしている[104]。

マグナムバックル
マグナムフォームの拡張装備とマグナムシューター40Xを装備する。ギーツと相性がいい。銃火器を使用した戦闘に特化したカスタムが行われる。
- グリップとリボルバーの回転式シリンダーをイメージしてデザインしている。銃を横向きに付けると、デザインが反転した際に成立しないため、正面に銃口を向けたリボルバー銃をモチーフにしている。シリンダーに装填した弾丸を勾玉に見立てている。当初は狐面繋がりで神社の鳥居に使われている朱色で進行していたが、ブーストバックルと色を交換して白となった。ブーストバックルと合わせた際に現れる中央の正円は、色とディテールででんでん太鼓や注連縄に見えるようにデザインしている。

ブーストバックル
ブーストフォームの拡張装備を装備する。すべてのレイズバックルの各種アビリティが数倍に強化可能で、すべてのプレイヤーが探している。
高性能でその強大な力ゆえに必殺技の発動回数は一度のみで、必殺技発動後はロケットのようにジェット噴射しながらドライバーから排出される。
- 主人公に必要なスペシャルなアイテムとして、映画のジャンルにはない異質なパワーアップアイテムの「ブースター」というバックルが原形で、戦況をひっくり返す切り札のバックルだが、戦闘終了後にはどこかに飛んでいくという特徴を付けている。ブーストバックルが特別な存在になるということから、「ブーストマークIバックル」という名称にする予定であったが、武部からマークIという名称であると、マークIIがあることがバレてしまうため、ブーストバックルという名称となった。
- ノーモチーフのため大きな拳やエキスパンダーなどの試行錯誤を繰り返したが、ライダーらしくバイクモチーフに立ち返ることとなり、操作部をバイクのハンドルに見立て、全体のバランスは仮面ライダー1号の変身ベルトを意識して大きなサークルを中心にレイアウトしている。

ゾンビバックル
ゾンビフォームの拡張装備とゾンビブレイカーを装備させる。バッファと相性がいい。毒性やダメージなどへの耐性を大幅に高める。
- 鍵穴にはまった鍵をひねると、鉄格子の扉が開いてゾンビの手が中から飛び出すというギミックとなっている。鉄格子部分はあばら骨のイメージも取り入れている。ベルト装填時の発光部は、グラフィック化したガラスのひび割れを入れている。

ハンマーバックル
アームドハンマーの拡張装備を呼び出し、衝撃波や打撃力を増幅させて攻撃するピンク色のハンマー・レイズハンマーを装備させる。

アローバックル
アームドアローの拡張装備を呼び出し、エネルギーアローを連射する鋭利な弓部による近接戦闘も可能なクロスボウ型拡張武装・レイズアローを装備させる。有効射程は90メートル。

ウォーターバックル
アームドウォーターの拡張装備を呼び出し、打撃系の武器としても使用可能な高圧水流を発生させるレイズウォーターを装備し、水の力で戦うことが可能。水のある場所では水を吸い上げ、敵を激しい水流で攻撃する。

シールドバックル
アームドシールドの拡張装備を呼び出し、衝撃や高熱から守る強靭な盾・レイズシールドを装備させる。

クローバックル
アームドクロ―の拡張装備を呼び出し、敵を鉤爪状の超硬ブレードで切り裂く鋭い手甲型のクロー・レイズクローを装備する。

チェーンアレイバックル
アームドチェーンアレイの拡張装備を呼び出し、トゲ付きの鎖鉄球・レイズチェーンアレイを装備する。

ニンジャバックル
ニンジャフォームの拡張装備とニンジャデュアラーを装備する。タイクーンの精神に共鳴する。忍術と俊敏性を用いた戦闘を行う。
- クナイの取っ手を引っ張ることで、ゼンマイのからくり歯車で力が伝わって手裏剣が回転するというデザインで、歯車は装飾ではなくパーツが本当に噛み合ってギミックとして機能しているものとなっている。ベルト装填時の発光部はグラフィック化した回転する歯車となっている。当初は、クナイ部分を巻物に見立ててデザインしたものや、手裏剣パーツがクナイを引くと増えるものもあった。
- アップ用モデルは手裏剣状のパーツと背後のギアがレバー部分を引くことで回転する。

モンスターバックル
モンスターフォームの手部拡張装備・モンスターグローブを装備する。モンスターのような超打撃力を使用した格闘能力が与えられるが、一定以上稼働すると瞳が閉じられ、力を回復する眠りに就く。
- モンスターフォームの殴るというファイトスタイルを表現したギミックとして、カートゥーン風のキャラクターの頭部を叩くと目を開けて飛び起きるものとなっている。やんちゃなイメージにするために絆創膏をしていたりキャップを被っている。

ドリルバックル
アームドドリルの拡張装備を呼び出し、回転力と硬度で攻撃するレイズドリルを装備する。

プロペラバックル
アームドプロペラの拡張装備を呼び出し、飛行可能なレイズプロペラを装備する。

ビートバックル
ビートアックスを装備する。音楽を鍵盤型の選択装置・セレクトケンバーンで流すことで、さまざまな「音」を利用した特殊効果を発現する。
- 音楽系のバックルであることから、音が単体でも鳴る仕様になっている。シンセサイザーやターンテーブルをレイアウトして、実際にそこを操作して変身するというデザインとなっている。ベルト装填時の発光部はイコライザーをモチーフとしたグラフィックとなっている。

フィーバースロットバックル
デザイアドライバーにセットすると「SET FEVER」の音声が鳴り、ゴールデンレバーを手前に引いて出たスロットの図柄によってレイズバックルの拡張装備をランダムに実装する。スロットリールにデュアルオンされた大型バックルと同様の絵柄が出ると、数倍に力が高められる「フィーバー」が発動し、上下半身に同じ属性のパーツが装備され、金色のパーソナルアクセサリー・バランサーが付加されたフィーバーフォームとなる。出た絵柄が「???」に当たると小型のバックルを含めたすべてのバックルからランダムに実装される。
- 左右一緒のバックルで変身するのを実現するバックル、というのが玩具的なコンセプトである。同じ商品を2つ買わなくても変身できるように、片方のスロットに入れたバックルの力を2倍にする「何でも2倍バックル」というコンセプトで、初期案では「×2」という文字がバックルにデザインとして入っていた。だが、発想の転換から「片方の力を2倍にする」のではなく、「なんにでもランダムになれる」というバックルとなった。片方に入れたバックルと同様のものが出たら「当たり」となって、上下が揃うというランダム性をスロットマシーンをモチーフにした遊びに落とし込んで、キラキラした意匠とカジノっぽい派手さを散りばめている。このバックル以後に登場する新たなバックルにも対応可能なように「???」のマークを追加している。

ジャマトバックル
ジャマトライダーが使用するバックル。ディスコアIDとの使用を基本としており、ジャマトの身体機能を高める装備のため、人間がIDコアで変身するためのものではないことから、変身者に重大な後遺症をもたらし、使用を重ねていた道長は身体がジャマト化している。
- 植物がヒビ割れたIDコアから生えてベルトを侵食している、というイメージとなっている。

コマンドツインバックル
コマンドジェットバックルとレイジングソードの束部分に装備されているコマンドキャノンバックルの左右一対で構成される強化および発展型のバックル。
- 本作品は左右でバックルが異なるというのがコンセプトであったが、こちらは逆に左右で統一したデザインのバックルになるというのがコンセプトとなっている。メカフォームやロボフォームのようなイメージの姿に変身すると考えていたため、その操縦レバーをコンセプトとしている。
- アップ用はコマンドフォーム同士の対決があるため、2組が制作された。

パワードビルダーバックル
パワードビルダーフォームの拡張装備を装備する。デザイアドライバーにセットすると「SET WARNING」の音声が鳴る。瞬時にあらゆる構造物を建築可能とするほか、対応するウェポンバックルを中央部のスロット・ギガントアセンブルにセットすることで専用アームドを召喚可能。

ギガントバックル
パワードビルダーバックル用の小型バックル。パワードビルダーバックルに直接セットするほか、ギガントコンテナバックルを用いることで3つ同時にセットすることが可能。
ギガントソードバックル
ギガントソードを装備する。
ギガントブラスターバックル
ギガントブラスターを装備する。
ギガントハンマーバックル
ギガントハンマーを装備する。

マグナムシューター40Xバックル
マグナムシューター40Xを装備する。

ブーストマークIIバックル
世界を守る覚悟を決めた英寿の持つブーストバックルにかつての英寿の願いが発動して飛来した4つのブーストバックルが合体して奇跡の力で誕生したバックル。遥かに通常のブーストバックルを上回る性能を有し、使用者に超常的な速度と戦闘力を与える。
- ブーストバックルの強化版ということで、展開部分とマフラーの意匠を倍に増やしている。ブーストフォームIIを黒ベースのカラーにしたためこちらも黒くして、ブーストの赤メッキが展開することで露出するようにデザインしている。ベルト装填時の発光部はレーザーレイズライザー装填時の発光部分と位置を合わせるため、他のバックルとは形状を変更し、広く四角くしている。浮かび出てくる模様は、ブーストフォームマークII時はファイヤーパターン、レーザーブーストフォーム時は∞が並ぶサークルの模様に変化する。

ブーストマークIIIバックル
英寿に発現した創世の力で生み出されたバックル。数十倍に使用者の各種アビリティを高める特殊機能を備え、遥かに通常のブーストバックルを凌駕する速度と戦闘力を生み出す。
- デザイン段階では、他のライダーも使える想定で動いており、スーツも実際に作ったが、ドラマを作っていく過程でギーツ専用バックル以外には考えられない展開となり、ニラムのゲイザーとの一戦を用意した。
- ブーストバックルの延長線上にあるアイテムのため、同様にバイクのメーターとマフラーの意匠を取り入れている。

ブーストマークIXバックル
ブーストマークIIIバックルの秘められた力を解放した真の姿で、使用者に生み出した高次の出力によって超常的なスピードと戦闘力、事象の加速をも可能とする破壊と再生を司る神の如き力をもたらす。
ブーストマークIIIバックルを2つに分割させた後、「SET IGNITION」の音声とともにデザイアドライバーにセットし、リボルブオンする。
最終回で石化状態で祠に安置された。
- デザイアドライバーはリボルブオンするとIDコアが上下反転してしまうため、その部分を展開した立体の狐で隠す仕掛けとなっている。

ブジンソードバックル
創世の力に目覚めかけたツムリが景和の世界を守る力が欲しい、という願いを受けたことによって生まれた特殊な大型バックル。剣の技を強化する。他のバックルを右側の部分に装着することも可能。
- 全体的なディテールはニンジャバックルの上位版としてデザインされ、武将のフォームであることから、刀を居合い斬りのように抜いて変身というギミックとなった。IDコアに刀身が被さることで怖いタヌキの面持ちのグラフィックとなっている。

ファンタジーバックル
創世の力を持つ英寿が光聖の願いによって生み出したバックル。後に祢音が光聖から受け継いだ。
- ニンジャバックルを基に新規造形しており、ニンジャの手裏剣と剣を魔法陣に模した形状に変更している。

リバイスドライバーバックル
『仮面ライダーリバイス』最終話、『MOVIEバトルロワイヤル』に登場。

シノビバックル
『シノビ』に登場。ニンジャバックルが仮面ライダーシノビのメンキョカイデンプレートに反応して変化したバックル。

Vバックルレイズバックル
仮面ライダー龍騎の力を有するバックル。景和が龍騎から貰ったものを英寿が拝借した。

Vバックルレイズバックル（王蛇ver.）
仮面ライダー王蛇の力を秘めたバックル。バッファを認めた王蛇から与えられた。
| 名称                  | 使用者                                                                                          | 起動時の動作                                                                                             | 初登場             | 変身時の固有音声                  |
| --------------------- | ----------------------------------------------------------------------------------------------- | --- | ------------------ | --------------------------------- |
| マグナム              | - ギーツ - ダパーン - バッファ                                                                  | 安全装置・アプルーバルリボルバーを回転させストライクトリガーを押す                                       | 1話                | MAGNUM                            |
| ブースト              | - ギーツ - ナーゴ - バッファ - タイクーン                                                       | 入力装置・ブーストスロットルを絞る                                                                       | 1話                | BOOST                             |
| ゾンビ                | - バッファ - ギーツ - ロポ - タイクーン                                                         | 端のウェイキングキーを回す                                                                               | 1話                | ZOMBIE                            |
| アロー                | - タイクーン - ギンペン - シロー - ナッジスパロウ                                               | 弓を引く                                                                                                 | 1話                | ARMED ARROW                       |
| ハンマー              | - ナーゴ - ギーツ - ブラーリ - ジエンドライダー - ブッチー                                      | ハンマー部を押下する                                                                                     | 2話                | ARMED HAMMER                      |
| ウォーター            | - ギーツ - バッファ - ジエンドライダー                                                          | 蛇口形状のハンドルを捻る                                                                                 | 2話                | ARMED WATER                       |
| シールド              | - メリー - ギーツ - バッファ - パンクジャック - ジエンドライダー - ギャーゴ                     | シールドを押す                                                                                           | 2話                | ARMED SHIELD                      |
| クロー                | - ナーゴ - ハクビ - ジエンドライダー                                                            | クローをスライドさせる                                                                                   | 5話                | ARMED CLAW                        |
| チェーンアレイ        | - メリー - ターボン - ジエンドライダー                                                          | チェーンアレイをスライドさせる                                                                           | 5話                | ARMED CHAIN ARRAY                 |
| ニンジャ              | - ギーツ - タイクーン - ケイロウ - バッファ - ロポ - グルービー                                 | レバー・クナイスターターを引き出して再度押し込む                                                         | 7話                | NINJA                             |
| モンスター            | - ギーツ - パンクジャック - ナッジスパロウ - タイクーン                                         | ラウトクラップメットを叩く                                                                               | 9話                | MONSTER                           |
| ドリル                | - バッファ - ジエンドライダー                                                                   | ドリルをスライドさせる                                                                                   | 9話                | ARMED DRILL                       |
| プロペラ              | - ナーゴ - レター - ケイロウ - ジエンドライダー - ギーツ                                        | プロペラを回す                                                                                           | 9話                | ARMED PROPELLER                   |
| ビート                | - ナーゴ - ギーツ - ガルン - ダパーン - パンクジャック                                          | Dスクラッチャーを回す                                                                                    | 10話               | BEAT                              |
| フィーバースロット    | - ギーツ - タイクーン - ナーゴ - バッファ - パンクジャック - ロポ - ジャマトライダー - ランサー | ゴールデンレバーを手前に引く                                                                             | 11話               | FEVER                             |
| ジャマト              | - ジャマトライダー - バッファ                                                                   | - | 11話               | JYA MA TO                         |
| コマンドツイン        | - ギーツ - タイクーン - バッファ                                                                | 起動ボタン・ジェットレイザーを押す キャノンスラストレバーを引く                                          | 13話               | GREAT                             |
| パワードビルダー      | ギーツ                                                                                          | パワードヘビーローダーを開いて押し込む                                                                   | 17話               | WOULD YOU LIKE A CUSTOM SELECTION |
| ギガントソード        | ギーツ                                                                                          | - | 17話               | GIGANT SWORD                      |
| ギガントブラスター    | ギーツ                                                                                          | - | 17話               | GIGANT BLASTER                    |
| ギガントハンマー      | ギーツ                                                                                          | - | 17話               | GIGANT HAMMER                     |
| マグナムシューター40X | ギーツ                                                                                          | - | 19話               | MAGNUM SHOOTER                    |
| ブーストマークII      | - ギーツ - タイクーン                                                                           | 入力装置・ブーストスロットルマークIIを絞り、花びらのように4本のリアクターを展開させる                    | 26話               | BOOST MARK II                     |
| ブーストマークIII     | ギーツ                                                                                          | 入力装置・ブーストスロットルマークIIIを絞り、トライアングルエグゾーストを展開させる                      | 37話               | BOOST MARK III                    |
| ブーストマークIX      | ギーツ                                                                                          | リボルブオン時に排気ユニットマークIXエグゾーストを展開させた後、入力装置・ブーストスロットルレバーを絞る | 38話               | MARK IX                           |
| ブジンソード          | タイクーン                                                                                      | 入力装置・バッケントリガーの小太刀を抜剣する                                                             | 41話               | BUJIN SWORD                       |
| ファンタジー          | - ギャーゴ - ナーゴ                                                                             | 入力装置・トゥインクルケイン'を引き出す                                                                  | 43話               | FANTASY                           |
| リバイスドライバー    |                                                                                                 | ベルトを押す                                                                                             | 『リバイス』最終話 | REVICE DRIVER                     |
| シノビ                | タイクーン                                                                                      | レバーを引き出して再度押し込む                                                                           | シノビ             | SINOBI                            |

### 仮面ライダーギーツ
浮世英寿が変身する白い狐をモチーフとした仮面ライダー。キーカラーは白と朱。パーソナルアクセサリーはマフラー・ギーツテイル。「ここからがハイライトだ」が決めゼリフ。
- 「仮面」がデザインコンセプトとなり、「お面」をモチーフにすることが決まり、さまざまな動物の中からお面ということで「狐」が選ばれたが[6][96]、「生き残りゲーム」とは関連がないという[13]。耳の中を抜くことで内側のV字をライダーの触角に見立て、奥行きを目頭に出すことで鼻先を狐らしく尖らせている[96][108]。また、正面と横では印象が変わるデザインであり、アクションシーンではところどころでそのデザインを意識して顔のアップが入る構成が多用されている[6]。首のマフラーのモチーフは狐の尻尾[164]。裏モチーフはロードバイクのヘルメットで[108]、穴のようなディテールや前後に流れるラインはその表現となっており、ヘルメットを被っているイメージで、顎は顎紐のような意匠を抽象化している[96]。目頭→隈取り→耳をひとつながりの赤いラインにして、後頭部で繋げて一筆書きのような流れを作っている[96]。
- また、主役ライダーとして白いライダーは『仮面ライダーフォーゼ』以来となる[13][6]。
- 変身ポーズは、英寿役の簡、ギーツのスーツアクターを務める中田、アクション監督の藤田、監督の中澤の4人で話し合って決め、大部分は藤田が考案したものだが、手をキツネの形にするのは簡が考案したものである[165]。

形態
エントリーフォーム
ギーツIDコアをセットしてエントリーしたギーツの素体となる基本形態。
- 当初から真っ黒のボディというコンセプトで、リボルブチェンジギミックに必要なディテールのみで構成されている。二の腕や太もも横のパーツ、膝は硬質なパーツを想定していたが、「もっとシンプルに」というオーダーがプロデューサーからあり、エントリーフォームの時とアーマーの着用時との差をもっと出すため、布地で各種パーツを作ることでボリュームダウンさせ、全体としてスリムな印象にしている。

マグナムフォーム
マグナムバックルをセットして、白いマグナムフォームの拡張装備を身につけて強化した形態。
状況分析に優れた目・ギーツアイとレーダーの役割を果たす耳・ギーツイヤーを備えており、銃の狙いを定めるのにこれらの機能が役立つため、ギーツが得意とするフォームである。マグナムシューター40Xのほかに弾丸を撃ち出す固定式拳銃・アーマードガンが前腕ガンスリンガーアームから飛び出し、銃撃戦で活躍する。リボルブオンすると、アーマードガンを含むアーマーが脚部に移動する。
- 当初は朱色で進行していたが、赤い上半身の主役ライダーは多くおり既視感が出ることから、白いライダーの印象を強調するために、マグナムを白くすることとなった。シューティングのイメージからタクティカルスーツのような雰囲気を抽象化していたが、各パーツの意匠が何なのか明確なモチーフが欲しい、というオーダーがあったことから、ブラッシュアップしている。上半身の胸部は斜め上からリボルバーのシリンダーを上から見た意匠で、そこに装填されている弾丸を勾玉っぽくして首飾りのようにしている。胸部の凹みはシリンダーの凹みを意識している。肩は引き金をイメージしており、引き金を引いた際に現れる部分を赤くして、平安時代の狩衣装束の肩口のスリットにも見立てている。武部のリクエストから、上半身の前腕には展開式の銃身が仕込まれており、下半身になった際には、その部分が足首から伸びた展開式の銃となる。
- 演出サイドからの要望でアーマードガンが取り入れられた。ただし、リボルブオンさせて脚部で展開させた際には、銃身の都合上。地面に立つことができないため、キックのポージングで活用されている。アップ用スーツはアーマードガンの回転ギミックが実際に仕込まれている。

ブーストフォーム
ブーストバックルを使用して、赤い拡張装備を身につけて拡張強化する形態。
強力なパンチを放つ推進力となるほか、手にした武装を強化する機能を持つブーストパンチャーを両腕に備える。リボルブオンするとアーマーが下半身に移動し、両足にブーストパンチャーが装備され、キックを強化する。
初変身時はドライバーの左側にそのままブーストバックルをセットして変身している。また、「???」の図柄が出たフィーバースロットバックルで変身したこともある。
- 上半身は、胸部はバイクのエンジン、前腕はバイクのマフラー、肩はバイクのメーター、であるなどバイクモチーフを散りばめている。前腕の排気マフラーにはカラフルさを出すために「焼け」を入れている。下半身になった際には膝がバイクのメーター、太ももパーツがバイクのエンジン、足首はバイクのマフラーの意匠となっている。

マグナムブーストフォーム
マグナムバックルとブーストバックルをデュアルオンした形態だが、初変身時はブーストマグナムフォームからリボルブオンして変身している。キーカラーは白色と赤色。
変身時の固有音声は「GET READY FOR BOOST & MAGNUM」。
ブーストバックルによって機動力が上がり、マグナムシューター40Xによる銃撃戦を主体とした戦闘を得意とする。
マグナムバックルとフィーバースロットバックルで変身したこともある。
- エントリーフォームと同時にデザインされている。ギミックとしてリボルブチェンジの概念を成立させた後、スーツバランスにそれを落とし込んでデザインしており、ブーストマグナムと同時にデザインしている。足裏と靴は、リボルブチェンジ時に拳と手首になるため、握った手の指を落とし込んでデザインしている。狐面のマスクであることから、神社の神職のようなイメージで、上半身が無彩色の白、下半身は有彩色の朱色となっている。
- 撮影用スーツはアップ用が1種、アクション用が2種制作されている。

ブーストマグナムフォーム
マグナムブーストフォームの状態でドライバーをリボルブオンすることで変身する形態だが、初変身時はブーストバックルをセットしたままマグナムバックルをセットして変身している。
初変身時の固有音声はマグナムブーストフォームと同じ「GET READY FOR BOOST & MAGNUM」。
腕に移動させたエキゾーストパイプから放つ噴射によりブーストライカーを加速させる。
アームドウォーター
ウォーターバックルを使用して変身する形態。
強力な水流を撃ち出す銃が出現し、発射時の衝撃を吸収するプロテクターが胸に装備される。ブーストアームドウォーターからブーストバックルが飛び去った後は、下半身にアームドウォーターの拡張装備が付いた状態となった。
アームドウォーターブースト
ウォーターバックルとブーストバックルを使用して変身する形態。
変身時の固有音声は「BOOST ARMED WATER」。
ブーストバックルによって大幅に銃の力が上がる。
ブーストアームドウォーター
アームドウォーターブーストの状態でドライバーを半回転させてリボルブオンすることで変身する形態。
ゾンビフォーム
ゾンビバックルを使用して変身する形態。
ドライバーの右側にセットした場合は、ゾンビブレイカーと左手の伸ばした爪を武器とし、リボルブオンするとバッファ同様右足に伸ばした爪があしらわれる。
アームドハンマーマグナム
ハンマーバックルとマグナムバックルを使用して変身する形態。
変身時の固有音声は「MAGNUM ARMED HAMMER」。
足にアーマードガンが装備されており、弾丸を足から連射する。
アームドハンマー
ハンマーバックルを使用して変身する形態。
- エントリーフォームに胸プロテクターと肩プロテクターを追加して表現している。

アームドシールド
シールドバックルを使用して変身する形態。
ニンジャフォーム
ニンジャバックルを使用して変身する形態。
ニンジャデュアラーが武器で、分身の術や身代わりの術などの忍術を使うことが可能。リボルブオンするとタイクーン同様水面を走破できるようになる。
モンスターフォーム
モンスターバックルを使用して変身する形態。
変身時の固有音声は「MONSTER」だが、フィーバースロットバックルを使用した時の変身音声は「MONSTER HIT FEVER MONSTER」となる。
ビートブーストフォーム
ビートバックルとブーストバックルを使用して変身する形態。
変身時の固有音声は「BEAT & BOOST」。
フィーバーブーストフォーム
フィーバースロットバックルとブーストバックルを使用して変身する形態。
変身音声は「GOLDEN FEVER BOOST JACK POT HIT GOLDEN FEVER」。
フィーバーによって、ブーストバックルの力が数倍に高められ、全身にブーストフォームの装甲がセットされる。
アームドドリルマグナム
フィーバースロットバックルとマグナムバックルを使用して変身する形態。
フィーバーマグナムフォーム
スロットリールの絵柄を一致させたフィーバースロットバックルとマグナムバックルを使用して変身する特殊強化フォーム。
変身音声は「MAGNUM HIT FEVER MAGNUM」。
マフラー型のバランサーが追加され、アーマードガンと2挺のマグナムシューター40Xなどマグナムバックルの装備で全身を覆っている。
- 上下が揃っただけではなく、金色のマフラーを追加し、煌きをイメージした十字の装飾を襟に付けている。武装バックル装着時と同様に金色の複眼となり、フィーバーフォームとなるとパーソナルな装飾を2倍に増やしている。

レイジングフォーム
コマンドジェットバックルを使用して変身する第一形態。
外見は頭部を除いてエントリーフォームと同様だが、飛躍的に身体スペックは向上している。
コマンドフォーム
コマンドツインバックルを使用して変身する形態。
- 上下揃ったパワーアップだが、リボルブオンは取り入れたかったため、高速飛行と砲撃の2モードにリボルブオンできるようにしている。SFの戦闘機や戦車を参考にメカっぽさを強調しており、マシンを操縦しているイメージでバイザーをマスクの上から追加している。
- 当初、撮影用スーツは水色とオレンジの部分をシールで貼り替えて背中のキャノンとウイングを付け替えることでリボルブオンを表現できるように考えられていたが、タイクーンも変身するため、ジェットとキャノンがそれぞれ1着ずつ作られ、キャラクターごとにマスクも新規造形している。

キャノンモード
レイジングフォームでコマンドツインバックルをツインセットした状態もしくはコマンドフォーム ジェットモードの状態でリボルブオンすることで移行する強化形態。
変身音声は「TAKE OFF COMPLETE JET & CANNON」。
コマンドキャノンバックルの拡張装備に上半身が覆われ、エネルギー弾を両肩の大型ビーム砲・トロンキャノンから放ち、敵を粉砕する。
ジェットモード
コマンドツインバックルをツインセットして変身する強化形態。
変身音声は「TAKE OFF COMPLETE JET & CANNON」。
上半身がコマンドジェットバックルの拡張装備になっており、両肩の翼でマッハ1を超えるスピードで高速飛行し、必殺技を高空から繰り出す。
- マスクはアップ・アクション兼用で、新規造形。複眼パーツをアクション時にメッシュ状のパンチングシートに換装している。ベルト操作ができるように内側のグローブの地を露出させている。

ゾンビブーストフォーム
ゾンビバックルとブーストバックルを使用して変身する形態。
変身時の固有音声は「ZOMBIE & BOOST」。
パワードビルダーブーストフォーム
パワードビルダーバックルとブーストバックルを使用することで変身する形態。
右肩と顎のクラッシャー部分の形状がシーカーとは異なる。大幅に建機の力が上がっており、3種のギガントアームズをウェポンバックルで召喚する。
- 建機をモチーフにした外骨格のアシストスーツが展開して副腕となり、同時に大型の武装を使えるイメージでデザインされた。展開方法がアシンメトリーで右側の副腕が収納時には胸に来るようになっている。

パワードビルダーフォーム
パワードビルダーバックルを使用することで変身する形態。
変身音声は「 DEPLOYED POWERED SYSTEM」で変身前にセットした小型バックルもしくはギガントバックルによっては、この後に続く固有音声が異なる。
建設機械の能力をパワードビルダーバックルによって得ており、セメントをギガントブラスターから噴出して、急ピッチであらゆるものを建造する。
- 顎はパワーショベルのアームを虫の口のような雰囲気で折り曲げていたシーカーに対して、アームを伸ばして顎のラインをスッキリさせている。シーカーよりも右肩はスマートな印象にアレンジしている。

ギガントソード
ギガントソードを手にした状態。
ギガントブラスター
ギガントブラスターを手にした状態。
ギガントハンマー
ギガントハンマーを手にした状態。
ギガントシューター
手にしたマグナムシューター40Xの破壊力が強化されている。
ブーストフォームマークII
ブーストマークIIバックルを使用することで変身する強化フォーム。
1基でブーストバックル1個分に相当する超パワーを生み出す両肩と両膝のレッドゾーンチャージャーによる超高速戦闘が可能だが、現実との時間的差異が生まれてしまうことから、変身後に強烈な睡魔と疲労に襲われるという副作用を持つ。
- 柴﨑のアイデアで、ものすごく早く動ける代わりに、時間と人の流れが違うため眠くなってしまうというものとなった。例年であれば二段変身の第一段階では何かしらの欠陥として闇堕ちになるが、プロデューサーの武部は、英寿は完全無欠でずっと強いキャラであった方がいいと思ったため、そのようにはしたくなかったという。
- ギーツブーストフォームの手足にあった2本のマフラーの意匠は1本になっており、ギーツテイルは2対6本の尾・バーミリオンエグゾーストテールになっている。ビーストモードに変形することから、前後をキツネらしく長く、エッジ感が増しており、爪状のディテールをグローブとブーツに設けている。足裏パーツもブーツが朱色の成型色になるため新規に制作された。

ビーストモード
ブーストフォームマークIIの状態でリボルブオンすることで変身する形態。上下装備していた反転していたリボルブオンとは異なり、赤い四足歩行のキツネの姿となる。
俊敏性と走破性が向上し、対象を鋭利なツメで切り裂くほか、炎を尻尾から吹き出し、敵を吹き飛ばす。
- ブーストフォームよりも強いが、一定時間経過すると狐モードに変形して暴走する、という想定で描いている。リボルブオンすることでギーツの足が前脚、ギーツの腕が後脚に変形する。ブーストライカーのフロントカウルの意匠を胸に取り入れ、前後にマスクを伸ばしてより狐らしくしている。バイクのマフラーを口元にレイアウトして、元のギーツよりも目つきを荒々しいイメージにしている。

レーザーブーストフォーム
レイズライザーカードを装填していないレーザーレイズライザーとブーストマークIIバックルをハイパーリンクさせてデュアルオンすることで変身した強化フォーム。
変身時の固有音声は「HYPER LINK LASER BOOST」。
ブーストフォームマークIIの超常的なスピードを追加された白い装甲で制御する。レーザーレイズライザーを銃として使うことが可能なほか、敵を超強力な波動で拘束し、瞬間移動能力や分身を生み出すなど次元を超越した技を用いる。ブーストフォームマークIIの副作用がレーザーレイズライザーの能力によって抑え込まれているというメリットを持つ。
- 未来のテクノロジーで強力なバックルの力を安定化させるというコンセプトで、ギーツの首元にカード型のアーマーが刺さって狐モードへの変形を阻害し、そのまま展開してアーマーになるようなイメージとなっている。
- ブーストフォームマークIIと同時にデザインされ、アーマーデザインは∞マークとジーンの白いラインのイメージと掛け合わせている。胸部はレーザーレイズライザーの銃口の意匠となっている。マスクは新しいマスクがギーツの耳の空洞がはまる仕組みで、前方に突き出たジーンの耳を意識した形状の耳と後ろに流れるマークIIの耳が合わさっている。複眼もブーストフォームマークIIの荒々しいイメージから青い整然とした目に変化させ、額の2つのスリットがキツネの目にも見えるようになっている。
- マスクはアップ・アクション兼用のものが1個新規造形されている。スーツ部分はレーザーブーストのパーツをブーストフォームマークIIのパーツ上に一部換装することで表現している。ジーンの紫系と青の差し色を加えているが、過剰なカラーリングにならないようにまとめている。前面にジーンのキーカラーである白と青を配し、腰から前垂れにかけてのラインと両肩パーツは∞をイメージしている。

マグナムニンジャフォーム
マグナムバックルとニンジャバックルを使用することで変身する形態。
変身時の固有音声は「NINJA MAGNUM」。
素早いキックと射撃で戦う。
ニンジャマグナムフォーム
マグナムニンジャフォームの状態でリボルブオンすることで変身する形態。
ブーストフォームマークIII
ブーストマークIIIバックルを使用することで変身するパワーアップ形態。
運営が創造・管理していないイレギュラーな存在で、創世の女神から破壊の力を受け継いでおり、周囲の空間を発生させた尻尾のようなエネルギー体で破壊し、攻撃を敵に仕掛けると空間が再生するなど、その戦闘力はゲイザーと互角以上に渡り合うほどだが、創世の力の制御が難しく、ゲイザーとの戦いの最中に気を失ってしまったため、一度しかこの姿には変身しなかった。
- 変身ギミックにリボルブオンを入れ込むこととなり、変身をリボルブチェンジのベルトアクションで表現する、ということに挑戦している。
- 撮影用スーツは新規造形。ブーストフォームの腕のマフラーが狐の尾を想起させる形状となっている。

仮面ライダーギーツIX
ブーストマークIXバックルを使用することで変身する最強形態。
変身時の固有音声は「DYNAMITE BOOST GEATSIX」。
キツネ型メカ・レジェンドキュウビが変身時に出現し、これが変形して上半身の拡張装備を構成し、ブーストフォームマークIIIパーツが下半身を覆うことで完成する。創世の女神から受け継いだ破壊と再生を司る能力と、事象を加速させる機能を搭載した九尾であるギーツテイルナインを背面に有している。また、連続で創世の力を発動することが可能で、一瞬でビルを破壊・復元させたり、足場や盾などを形成し、空中歩行などの特殊能力も有している。
- ギーツの白を誇張して白い全身のイメージでまとめている。ブーストフォームマークIIIのボディがリボルブオンして下半身となり、リボルブオンによる変身をより印象的にするため、九尾の狐が変形してギーツIXのマスクと上半身になるギミックも入れている。キツネの尻尾を模したギーツのマフラーから九尾の尻尾を模したマントになり、ボディのシルエットが見えやすいように内側をシルバーにしている。モチーフが九尾のため、狐面の妖麗さをさらに誇張してギーツマスクをリファインしている。妖麗さを表現するために中性的な装飾を取り入れている。瞳のようにも見えるレーダーサイトのような紋様ギーツアイ・カムナは、朱の隈取ラインを眉に見立てることでギーツをさらに精悍にリファインした形状となっている。九尾の狐は妖怪とされているため、妖艶さを出すために瞳を複眼部分に入れており、ギーツたちを目がモチーフの未来人たちが覗いてきたが、逆にギーツが未来人たちを見つめ返しており、敵をゾッとするような眼光で睨むさまを想定している。本編開始後からのデザイン作業となったため、簡のキリっとした眉など彼の顔つきも反映されている。肩にもギーツマスクの特徴である耳のヌケを入れ、ギーツテイルナインなど九尾の狐の意匠を施しているほか、ブーストタイプの発展形であるため、バイクのメカニカルディテールを胸カノミックエンジンに取り入れている。腹部のサークルは当初強化案にあった「デザイアグランプリの世界をブラックホールの力を使って無に帰す」というイメージであったというが、リボルブオンの回転運動を強調する意図もあるという。
- 撮影用スーツはアップ・アクション兼用のものが1着新規造形されている。手の演技に目が行くように、グローブの手の平を朱くして、パーツをグローブの先端に付けて指を細く、長く見せている。
- 監督の杉原の提案でCGでレバーを入れたため、変身ポーズにはレバーを回す動きを入れており、運命を掴んで引き寄せる狐という感じとなっている。

テレビシリーズ以外の作品に登場する仮面ライダーギーツ
龍騎フォーム
超バトルDVDに登場。
Vバックルレイズバックルで強化変身した形態。
仮面ライダー龍騎の力を宿しており、アドベントカードは使用しないが、ドラグセイバーやドラグクロー、ドラグシールドを召喚し、龍騎の技を使いこなすことが可能。
仮面ライダーギーツワンネス
『映画 仮面ライダーギーツ 4人のエースと黒狐』に登場。
ワンネスカードを入れたワンネスバックルとブーストマークIIIバックルで変身する形態。

アームドプロペラ
『仮面ライダー THE WINTER MOVIE ガッチャード&ギーツ 最強ケミー★ガッチャ大作戦』に登場。
プロペラバックルで変身する形態。

モンスターマグナムフォーム
『最強ケミー★ガッチャ大作戦』に登場。
モンスターバックルとマグナムバックルで変身する形態。

大阪ギーツ
ファイナルステージに登場。
大阪の地の影響を受けたご当地ギーツ。
名乗りは「大阪ギーツ！たこやきカラーや！」。
福岡ギーツ
ファイナルステージに登場。
福岡の地の影響を受けたご当地ギーツ。
名乗りは「福岡ギーツ！めんたいこカラーたい！」。
名古屋ギーツ
ファイナルステージに登場。
名古屋の地の影響を受けたご当地ギーツ。
名乗りは「名古屋ギーツ！エビフライカラーだみゃー！」。
東京ギーツ
ファイナルステージに登場。
東京の地の影響を受けたご当地ギーツ。
名乗りは「東京ギーツ！浅草カラーだ。てやんでい！」。

スペック
| 名称                                        | 身長     | 体重     | パンチ力 | キック力 | ジャンプ力 （ひと跳び） | 走力 （100 m） | 初登場 |
| ------------------------------------------- | -------- | -------- | -------- | -------- | ----------------------- | -------------- | ------ |
| エントリーフォーム[12]                      | 205.2 cm | 78.0 kg  | 1.8 t    | 4.5 t    | 6.0 m                   | 7.9秒          | 1話    |
| マグナムフォーム[12]                        | 205.2 cm | 82.2 kg  | 2.4 t    | 5.8 t    | 8.6 m                   | 7.5秒          | 1話    |
| ブーストフォーム[12]                        | 205.2 cm | 84.5 kg  | 23.4 t   | 58.5 t   | 78.0 m                  | 2.7秒          | 1話    |
| マグナムブーストフォーム[12]                | 205.2 cm | 88.7 kg  | 2.4 t    | 58.5 t   | 78.0 m                  | 2.7秒          | 1話    |
| アームドウォーター[12]                      | 205.2 cm | 79.1 kg  | 1.8 t    | 4.5 t    | 6.0 m                   | 7.9秒          | 2話    |
| アームドウォーターブースト[12]              | 205.2 cm | 85.6 kg  | 23.4 t   | 58.5 t   | 78.0 m                  | 2.7秒          | 2話    |
| ブーストアームドウォーター[12]              | 205.2 cm | 85.6 kg  | 23.4 t   | 58.5 t   | 78.0 m                  | 2.7秒          | 2話    |
| アームドシールド[12]                        | 205.2 cm | 79.1 kg  | 1.8 t    | 4.5 t    | 6.0 m                   | 7.9秒          | 3話    |
| ゾンビフォーム[12]                          | 205.2 cm | 92.0 kg  | 2.8 t    | 6.0 t    | 6.0 m                   | 8.2秒          | 3話    |
| アームドハンマーマグナム[12]                | 205.2 cm | 83.3 kg  | 2.4 t    | 5.8 t    | 8.6 m                   | 7.5秒          | 6話    |
| ニンジャフォーム[12]                        | 205.2 cm | 81.6 kg  | 2.7 t    | 5.8 t    | 20.2 m                  | 5.3秒          | 7話    |
| モンスターフォーム[12]                      | 205.2 cm | 88.8 kg  | 8.8 t    | 18.5 t   | 6.5 m                   | 7.7秒          | 9話    |
| ビートブーストフォーム[12]                  | 205.2 cm | 89.8 kg  | 2.2 t    | 58.5 t   | 78.0 m                  | 2.7秒          | 11話   |
| フィーバーブーストフォーム[12]              | 205.2 cm | 91.0 kg  | 46.8 t   | 117.0 t  | 156.0 m                 | 0.9秒          | 11話   |
| アームドドリルマグナム[12]                  | 205.2 cm | 83.3 kg  | 1.8 t    | 5.8 t    | 8.6 m                   | 7.5秒          | 12話   |
| フィーバーマグナムフォーム[12]              | 205.2 cm | 86.4 kg  | 3.0 t    | 7.1 t    | 11.2 m                  | 7.1秒          | 12話   |
| レイジングフォーム[12]                      | 205.2 cm | 78.2 kg  | 2.3 t    | 5.8 t    | 7.8 m                   | 7.8秒          | 13話   |
| コマンドフォーム キャノンモード[12]         | 205.2 cm | 96.0 kg  | 12.8 t   | 32.0 t   | 15.2 m                  | 6.5秒          | 13話   |
| ゾンビブーストフォーム[12]                  | 205.2 cm | 98.5 kg  | 2.8 t    | 58.5 t   | 78.0 m                  | 2.7秒          | 15話   |
| コマンドフォーム ジェットモード[12]         | 205.2 cm | 96.0 kg  | 10.6 t   | 26.2 t   | 24.2 m                  | 6.0秒          | 15話   |
| パワードビルダーブーストフォーム[12]        | 205.2 cm | 135.1 kg | 5.9 t    | 58.5 t   | 78.0 m                  | 2.7秒          | 17話   |
| パワードビルダーフォーム[12]                | 205.2 cm | 128.6 kg | 5.9 t    | 12.2 t   | 4.8 m                   | 9.0秒          | 18話   |
| ブーストフォームマークII[12]                | 205.2 cm | 109.2 kg | 41.2 t   | 87.8 t   | 117.0 m                 | 2.0秒          | 26話   |
| ブーストフォームマークII ビーストモード[12] | 119.0 cm | 109.2 kg | -        | 78.1 t   | 134.7 m                 | 1.8秒          | 26話   |
| レーザーブーストフォーム[12]                | 205.2 cm | 116.2 kg | 42.7 t   | 90.9 t   | 120.5 m                 | 1.8秒          | 28話   |
| マグナムニンジャフォーム[12]                | 205.2 cm | 85.8 kg  | 2.4 t    | 5.8 t    | 20.2 m                  | 5.3秒          | 29話   |
| ニンジャマグナムフォーム[12]                | 205.2 cm | 85.8 kg  | 2.7 t    | 5.8 t    | 8.6 m                   | 7.5秒          | 29話   |
| ブーストフォームマークIII[12]               | 205.2 cm | 87.6 kg  | 55.9 t   | 119.1 t  | 143.3 m                 | 1.2秒          | 37話   |
| 仮面ライダーギーツIX[12]                    | 209.0 cm | 119.9 kg | 69.9 t   | 149.9 t  | 169.9 m                 | 0.9秒          | 38話   |

必殺技
マグナムストライク
マグナムフォームの必殺技。
ブーストストライク
ブーストフォームの必殺技。
ブーストグランドストライク
ブーストフォームの必殺技。炎を噴出しながらパンチやキックを決める。
マグナムブーストビクトリー
マグナムブーストフォームの必殺技。
マグナムブーストグランドビクトリー
マグナムブーストフォームの必殺技。2回続けてハンドルを回し、再度ハンドルを回すことで「BOOST TIME MAGNUM BOOST GRAND VICTORY」の音声とともに発動する。
脚部のエキゾーストパイプから超高密度エネルギーを放出しながら上昇し、ブーストライカーギーツモードとともに急降下キックを決める。
ウォーターストライク
アームドウォーターの必殺技。3話ではレイズウォーターを密室のドアに差して発生させた高圧水流を溜め、満杯になった後にレイズウォーターを引き抜くことで一気に水を放出して敵を押し流した。
ブーストウォータービクトリー
アームドウォーターブーストおよびブーストアームドウォーターの必殺技。
ブーストウォーターグランドビクトリー
アームドウォーターブーストおよびブーストアームドウォーターの必殺技。
ブーストアームドウォーター
水を巻き上げてブーストライカーギーツモードに吸い込ませてから放水した水の勢いとブーストパンチャーからの噴射の勢いに乗せてパンチを叩き込む技として使用した。
シールドストライク
アームドシールドの必殺技。
ゾンビストライク
ゾンビフォームの必殺技。3話では地面から出現させた相手の英文の刻印入りの墓石のエフェクトで相手を囲んでから、右足にそのエネルギーを集中させて蹴りつける技として、4話では左手のパーサークローの分身を召喚し、大勢の敵の足を拘束する技として使用した。
ハンマーマグナムビクトリー
アームドハンマーマグナムの必殺技。レイズハンマーで味方のライダーを打ち上げた後、キックと同時にアーマードガンからリボルバー型のエネルギーを込めた強力な連射とホルダーに携帯したマグナムシューター40Xをライフルモードに変化させ、超強力なビームを放つ。
ニンジャストライク
ニンジャフォームの必殺技。
モンスターストライク
モンスターフォームの必殺技。巨大なモンスターグローブのエネルギー体で敵を殴りつける。
ビートブーストビクトリー
ビートブーストフォームの必殺技。
ビートブーストグランドビクトリー
ビートブーストフォームの必殺技。
ゴールデンフィーバービクトリー
フィーバーブーストフォームおよびフィーバーマグナムフォームの必殺技。フィーバーブーストフォームの状態ではブーストライカーに搭乗して敵を一網打尽にした後、右手でブーストライカーを掴んで敵を殴りつける。フィーバーマグナムフォームの状態では四方八方に飛び回って両手足の砲身と2丁のマグナムシューター40Xを乱射して弾丸の雨を降らせる。
ドリルマグナムビクトリー
アームドドリルマグナムの必殺技。
ハイパーブーストグランドビクトリー
フィーバーブーストフォームおよびレーザーブーストフォームの必殺技。レーザーブーストフォームの状態では猛スピードで走りながら、炎のパンチを敵に放つ。
コマンドツインビクトリー
コマンドフォーム キャノンモードおよびコマンドフォーム ジェットモードの必殺技。キャノンモードの状態ではトロンキャノンからの強力な荷電粒子を浴びせる。ジェットモードの状態ではエネルギーを纏った右足で飛び蹴りを決める。
ゾンビブーストビクトリー
ゾンビブーストフォームの必殺技。
ゾンビブーストグランドビクトリー
ゾンビブーストフォームの必殺技。
ギガントストライク
パワードビルダーブーストフォームおよびパワードビルダーフォームの必殺技。ギガントソードを巨大化させて一刀両断する。
ブーストストライク
ブーストフォームマークIIの必殺技。4つ作り出した炎の拳で、連続パンチを浴びせる。
ブーストグランドストライク
ブーストフォームマークIIおよびブーストフォームマークIIIの必殺技。炎のパンチを肘からの噴射とともに決める。
レーザーブーストビクトリー
レーザーブーストフォームの必殺技。5体に分身し、キックを次々と決める。
マグナムニンジャビクトリー
マグナムニンジャフォームの必殺技。
ニンジャマグナムビクトリー
ニンジャマグナムフォームの必殺技。
ブーストナインストライク
仮面ライダーギーツIXの必殺技。使用の際はブーストタクティカルビクトリーとの連携で使われる。青白いエネルギーをまとってキックを放つ。
ブーストナインビクトリー
仮面ライダーギーツIXの必殺技。2回続けてレバーを操作し、再度レバーを操作すると発動。ダイナマイトブーストタイムで極限まで全能力を高め、跳び蹴りを決める。
龍騎ストライク
龍騎フォームの必殺技。ドラグレッダーの力で必殺キックを放つ。

### 仮面ライダータイクーン
桜井景和が変身する緑色のタヌキをモチーフとした仮面ライダー。
- 当初はものすごく強い主人公の英寿、知恵の人という座組みで、フクロウの予定で進んでいたが、お人好しなキャラクターの景和にフクロウは似合わないことから、昭和ライダーの雰囲気もある緑でタレ目のタヌキに変更された[出典 86]。
- 主人公になるような役回りのため、丸い複眼、触覚のようなライン、涙ライン、クラッシャーなど、タヌキでありつつも仮面ライダーらしさをかなり意識してデザインされた[出典 39]。タヌキモチーフは可愛くなりすぎるため、スポーツカーなどを参考にエッジやカクカクとした面取りにメリハリを持たせて、ヘルメットとしての立体感を強調している[出典 39]。当初は白ベースと朱のギーツと対になるように黒ベースと蛍光グリーンを差し色にした配色にしていたが、渋すぎることから、緑の面積を増やしている[22][128]。
- 変身ポーズは、景和役の佐藤がカッコいいと思ったさまざまなポーズを、監督とともにそれらを組み合わせ、ニンジャフォームになることから手裏剣を投げるイメージで手を回転させている[175][23]。また、タヌキの要素をポーズに入れられなかったため、7話以降では「やるぞ」と決めた時などにポンポンと胸を叩いている[175]。

形態
エントリーフォーム
タイクーンIDコアでエントリーするタイクーンの基本形態。
- 布を太腿に巻いている。

アームドアロー
アローバックルを使用して変身する形態。右肩装甲・ショルダーシェルと戦闘術がインプットされたグリーンオーバープレートが装着される。
ブーストフォーム
ブーストバックルを使用して変身する形態。ブーストライカーを呼び出し、敵に炎を吹き出すブーストライカーを放って攻撃した。リボルブオンすると走力が強化される。
アームドアローブースト
アローバックルとブーストバックルを使用して変身する形態。
変身時の固有音声は「BOOST ARMED ARROW」。
ニンジャフォーム
ニンジャバックルを使用して変身する形態。タイクーンの自分を犠牲にしてでも人を救おうとする忍の心にニンジャバックルが共鳴しているため、親和性が高い。変わり身の術や分身の術などの忍術を使うことが可能。
- 忍者モチーフとして忍装束の甲冑や鎖帷子を緑色にアレンジしてデザインしている。首元の銀色は鉢金をモチーフとしている。歯車をからくりのイメージで取り入れており、歯車がリボルブオンによって噛み合ったり外れたりするようレイアウトしている。当初は「サイバーニンジャ」のイメージで、ガンメタベースにライムグリーンを差し色として入れていたが、もっと明るいイメージにしたいことから、メインカラーをライムグリーンにしている。

ニンジャブーストフォーム
ニンジャバックルとブーストバックルを使用して変身する形態。
変身時の固有音声は「NINJA AND BOOST」。
アームドウォーターニンジャ
フィーバースロットバックルとニンジャバックルを使用して変身する形態。
フィーバーニンジャフォーム
フィーバースロットバックルとニンジャバックルを使用して変身する形態。
変身音声は「NINJA HIT FEVER NINJA」。
全身にニンジャフォームの拡張装備を装備し、大幅に通常のニンジャフォームを上回るスピードを誇る。
- 足に巻いた布が2倍となり、金の布が左足に付いている。

レイジングフォーム
コマンドジェットバックルを使用することで変身する形態。
コマンドフォーム
コマンドツインバックルを使用することで変身する形態。
- ボディの水色が入るとタイクーンの緑色と合わさって合成問題が発生することから、マスクの緑色部分をすべて覆ったデザインとなっている。

キャノンモード
レイジングフォームでコマンドツインバックルをツインセットした状態でリボルブオンすることで変身する強化形態。
変身音声は「TAKE OFF COMPLETE JET & CANNON」。
2門の荷電粒子砲・トロンキャノンを両肩に装備する。
ジェットモード
コマンドツインバックルをツインセットして変身する強化形態。
変身音声は「TAKE OFF COMPLETE JET & CANNON」。
ゾンビフォーム
ゾンビバックルを使用して変身する形態。
ブーストニンジャフォーム
ニンジャブーストフォームの状態でリボルブオンすることで変身する形態。炎を腕にまとうパンチで、ジャマトを倒した。
ブジンソード
ブジンソードバックルを使用して変身する最強形態。
変身時の固有音声は「BLACK GENERAL BUJIN SWORD」。
武刃による剣技で戦う。沙羅が救われてからは、己を取り戻し、正義の心で変身し、赤い目の状態であるレッドアイとなる。
- 企画段階では善に戻るかラスボスに戻るか未確定であったため、マントを羽織ってラスボス=強さを表現し、ギーツIXの白いボディーカラーの対比として武将の鎧、暗黒卿というイメージで黒を強調している。
- マスクはコマンドフォームの色替えで、クラッシャー部分と額周りのディテールを変え、各パーツの外周をブラックアウトしてライン取りを加えて鎧兜の面頬を表現して、より精悍な顔つきにしている。タイクーンバンテージが黒色のジーナバンテージになっているほか、パーツ全体もマットカラーの黒色に銀の差し色、キーカラーのライトグリーンも最小限に抑えている。ジーナバンテージと左右の肩当て、マントは新規造形で、マスクを含む胸甲冑、二の腕はコマンドフォーム、前腕はシノビフォーム、下半身はニンジャフォームの色替えとなっている。カシメ状の穴を銀色で強調することで鎧兜としての装甲感を増している。レッドアイは複眼パーツの差し替えで表現している。
- 創世の力で作られたもののため、機械の腕だった他のライダーと異なり、オーラ状の腕を3DCGで作り、ギーツIXと対を成すようなエフェクトとなっている。アーマーが文字から形成される前に無理矢理握り潰して装着するというプロセスにしており、「1秒でも早く目の前の敵を倒したいから待ってられない」という意味合いを込めているという。

ブジンブースト
ブジンソードバックルとブーストバックルを使用することで変身する形態。
ブジンモンスター
ブジンソードバックルとモンスターバックルを使用することで変身する形態。

テレビシリーズ以外の作品に登場する仮面ライダータイクーン
シノビフォーム
『シノビ』に登場。
シノビバックルで変身する形態。クロガネオオガマが変身時に出現し、体内でクロガネオオガマが精錬したアーマーがセットされる。紫のクナイが武器で、仮面ライダーシノビと同調して伝説の力「聖忍術」をシノビとの連携で放つ。
- ボロボロのマフラーは新造となっている。顎パーツは、ゾンビフォームのものをそのまま使用し、アーマーは仮面ライダーウォズ フューチャーリングシノビの胸甲冑を塗り替えている。

ブーストフォームマークII
ファイナルステージに登場。
ブーストマークIIバックルで変身する形態。

スペック
| 名称                                 | 身長     | 体重     | パンチ力 | キック力 | ジャンプ力 （ひと跳び） | 走力 （100 m） | 初登場 |
| ------------------------------------ | -------- | -------- | -------- | -------- | ----------------------- | -------------- | ------ |
| エントリーフォーム[158]              | 193.2 cm | 76.3 kg  | 1.2 t    | 3.6 t    | 4.8 m                   | 8.4秒          | 2話    |
| アームドアロー[158]                  | 193.2 cm | 77.4 kg  | 1.2 t    | 3.6 t    | 4.8 m                   | 8.4秒          | 3話    |
| ブーストフォーム[158]                | 193.2 cm | 82.8 kg  | 15.6 t   | 46.8 t   | 62.4 m                  | 2.8秒          | 7話    |
| アームドアローブースト[158]          | 193.2 cm | 83.9 kg  | 1.2 t    | 46.8 t   | 62.4 m                  | 2.8秒          | 8話    |
| ニンジャフォーム[158]                | 193.2 cm | 79.9 kg  | 2.1 t    | 4.9 t    | 19.0 m                  | 5.6秒          | 8話    |
| ニンジャブーストフォーム[158]        | 193.2 cm | 86.4 kg  | 2.1 t    | 46.8 t   | 64.2 m                  | 2.8秒          | 8話    |
| アームドウォーターニンジャ[158]      | 193.2 cm | 81.0 kg  | 1.2 t    | 4.9 t    | 19.0 m                  | 5.6秒          | 12話   |
| フィーバーニンジャフォーム[158]      | 193.2 cm | 83.5 kg  | 3.0 t    | 6.2 t    | 33.2 m                  | 2.8秒          | 12話   |
| レイジングフォーム[158]              | 193.2 cm | 76.5 kg  | 1.5 t    | 4.6 t    | 6.2 m                   | 8.3秒          | 14話   |
| コマンドフォーム キャノンモード[158] | 193.2 cm | 94.3 kg  | 12.2 t   | 31.1 t   | 14.0 m                  | 7.0秒          | 14話   |
| コマンドフォーム ジェットモード[158] | 193.2 cm | 94.3 kg  | 10.0 t   | 25.3 t   | 23.0 m                  | 6.5秒          | 18話   |
| ゾンビフォーム[158]                  | 193.2 cm | 90.3 kg  | 2.2 t    | 5.1 t    | 4.8 m                   | 8.7秒          | 20話   |
| ブーストニンジャフォーム[158]        | 193.2 cm | 86.4 kg  | 15.6 t   | 4.9 t    | 19.0 m                  | 5.6秒          | 23話   |
| ブジンソード[158]                    | 193.2 cm | 131.4 kg | 63.3 t   | 130.0 t  | 118.6 m                 | 2.0秒          | 41話   |
| ブジンブースト[158]                  | 193.2 cm | 137.9 kg | 82.2 t   | 130.0 t  | 118.6 m                 | 2.0秒          | 45話   |
| ブジンモンスター[158]                | 193.2 cm | 142.2 kg | 70.3 t   | 130.0 t  | 118.6 m                 | 2.0秒          | 45話   |

必殺技
アローストライク
アームドアローの必殺技。エネルギーをチャージし、黄緑色のエネルギーアローを放つ。
ブーストストライク
ブーストフォームの必殺技。
ブーストアロービクトリー
アームドアローブーストの必殺技。
ブーストアローグランドビクトリー
アームドアローブーストの必殺技。シングルブレイクで回転させたニンジャデュアラーに乗って敵の周囲を旋回し、跳び蹴りを放つ。
ニンジャストライク
ニンジャフォームの必殺技。
ニンジャブーストビクトリー
ニンジャブーストフォームの必殺技。
ニンジャブーストグランドビクトリー
ニンジャブーストフォームの必殺技。巨大手裏剣で跳び、キックを放つ。
ウォーターニンジャビクトリー
アームドウォーターニンジャの必殺技。
ゴールデンフィーバービクトリー
フィーバーブーストフォームの必殺技。宙を自在に舞いながら、連続攻撃を敵に決める。
コマンドツインビクトリー
コマンドフォーム キャノンモードおよびコマンドフォーム ジェットモードの必殺技。キャノンモードの状態ではトロンキャノンの荷電粒子を浴びせる。
ゾンビストライク
ゾンビフォームの必殺技。
ブーストニンジャビクトリー
ブーストニンジャフォームの必殺技。
ブーストニンジャグランドビクトリー
ブーストニンジャフォームの必殺技。
ブジンソードストライク
ブジンソードの必殺技。
ブジンソードビクトリー
ブジンソードの必殺技。極限までパワーを高めて必殺キックを放つ。
グレイトブーストビクトリー
ブジンブーストの必殺技。強力な必殺パンチを放ち、ギーツIXを打ち倒した。
シノビストライク
シノビフォームの必殺技。忍法分身の術を放つ。
熱風ライダーキック
シノビフォームの必殺技。仮面ライダーシノビとともに放つ。

### 仮面ライダーナーゴ
鞍馬祢音が変身する黒猫と古代エジプト神話の女神バステトをモチーフとした仮面ライダー。パーソナルアクセサリーはフィーバーフォームの際は手首のフィーバークロスバングル。
- 峰不二子のような女性をイメージして、当初の構想では、力のみだけではなく知恵も使い、相手を騙し合いで出し抜いて勝つ、という設定であった[22]。
- デザイン当時は、愛嬌と他者を出し抜く危険な一面を持ったキャラクターであったという[22]。「猫×エジプト」というオーダーもあり、バステト神を参考にデザインを進めている[22][95]。大きな金のリングを耳にしている姿が多かったため、これをヘッドホンに見立てて取り入れているが、これは企画初期の裏モチーフに現代の頭部装備を入れるといったコンセプトの名残りで、猫耳ヘッドホンを連想したからであるという[出典 53]。金管楽器のようなパイプ形状でラインを表現している[22][129]。漫画などでまつ毛の先端を表現する描き方を取り入れ、目付きが柔らかくなると思って金のラインを複眼中央に1本入れている[出典 95]。
- 変身ポーズは、祢音役の星乃、ナーゴのスーツアクターを務める宮澤、アクション監督の藤田と話し合って決め、星乃のリクエストで「にゃん」のポーズを入れている[34]。

形態
エントリーフォーム
ナーゴIDコアでエントリーするナーゴの素体形態。
- 宮澤の体型に合わせて描いているが、腹部から腰にある斜めのラインはものすごく短くなっている。固有の装飾として、金のリングを手首に付けている。目やマスクも黒いため、どこが目なのか分からないため、目つきが見方によっては鋭く見えるが、バックルを追加で装着すると目の全体が光るため、目つきが柔らかく見える、といったラインを狙っている。

アームドハンマー
ハンマーバックルを使用して変身する形態。
アームドハンマーブースト
ハンマーバックルとブーストバックルを使用して拡張変身する形態。
変身時の固有音声は「BOOST ARMED HAMMER」。
ブーストバックルでハンマーバックルの力を強化する。
ブーストアームドハンマー
アームドハンマーブーストの状態でリボルブオンして変身する形態。
巨大化したレイズハンマーを武器とする。
アームドクロー
クローバックルを使用して変身する形態。
アームドクローハンマー
クローバックルとハンマーバックルを使用して変身する形態。
変身時の固有音声は「ARMED CLAW ARMED HAMMER」。
右手に装備したレイズクローと左手に持ったレイズハンマーによる二刀流である。
アームドプロペラ
プロペラバックルを使用して変身する形態。
ビートフォーム
ビートバックルを使用して変身する形態。両肩のスピーカーから胸の部分で増幅した音を放ち、相手の感情を音楽で鼓舞させる能力を備えており、ダンスや音楽が好きなナーゴと相性がいい形態である。
ビートアックスによる音を用いた攻撃の他、斧としてビートアックスを振るう物理攻撃も行う。
- ヘッドホンをマスクに付けたため、音楽系のメインバックルとなった。当初はマスクの色に合わせて管楽器のようなクラシックなアーマーをデザインしていたが、もっとポップなイメージにしたいというオーダーから、電子楽器をモチーフとしている。ポップなイメージにするために、音ゲーの筐体を参考に、前腕や胸にイコライザー、肩にスピーカーをレイアウトしている。ナーゴのマスクに馴染ませるため、金色の部分が各所にある。
- ナーゴのスーツアクターを務める宮澤雪の体型に合わせてプロテクターが造形されるが、ギーツたちほかのライダーにも胸、肩、脇の延伸用のパーツが制作された。

アームドプロペラビート
フィーバースロットバックルとビートバックルを使用して変身する形態。
フィーバービートフォーム
フィーバースロットバックルとビートバックルを使用して変身する形態。
変身音声は「BEAT HIT FEVER BEAT」。
ビートフォームの拡張装備を全身にまとう。2本のビートアックスが召喚され、直結させてWネックギター状態で戦った。
- 手首のリングが2倍になりクロスしており、星型のアクセサリーが鎖で左側に垂れている。

ゾンビビートフォーム
フィーバースロットバックルとビートバックルを使用して変身する形態。
ビートゾンビフォーム
ゾンビビートフォームの状態でリボルブオンして変身する形態。
ブーストフォーム
フィーバースロットバックルを使用して変身する形態。
ビートブーストフォーム
ビートバックルとブーストバックルを使用することで変身する形態。
ファンタジーフォーム
ファンタジーバックルを使用して変身する最強形態。
幻想を具現化する力を持ち、剣型のエネルギー体・ファンタジーエフェクトを複数生み出し、これを攻撃や防御に用いる。また、自らの肉体の存在を操り、体を透過させて消えることで完全に敵の攻撃を受け流す能力を持つ。
- 初期からファンタジーフォームというのはあり、ビートフォームではなく、こちらが基本フォームになる予定であったという。
- ギャーゴとの共用を前提にデザインされ、賢者や魔法使いをデザインソースとして袖を付け、アンティークな色合いの全体にし、星空や魔法陣のグラフィックを広がる袖口に散りばめている。肩口の小さな複数の白いラインは真横から見た厚い本の重なったページを表現している。
- アイシャドウのようなライン状のシートを複眼の目尻側に貼り付けることで眼の大きさを少し小さくしてより精悍な顔つきにしている。ギャーゴとの差別化から顎ファンタジークラッシャーは猫ヒゲのような意匠をナーゴ用のブーストフォームの顎ベースに設けている。胸部装甲はギャーゴのものは女性が着るにはサイズが大きすぎるため、一部をナーゴ用に削って小さくしている。
- もともと存在しなかった自分を受け入れて乗り越えた感を出すために、透けるや透明など瞬間移動ではなくこの世界に存在しなくなる「存在の希釈」という能力となっている。
- 幻想的かつ神秘的なイメージになるようにCGの質感やエフェクトの乗せ方にこだわっているといい、運命を切り開くイメージでレイピア（剣）のエフェクトとなっている。羽根をレイピアで作っているのは、この時代を去ってしまったキューンの意匠を入れたくて加えたという

スペック
| 名称                         | 身長     | 体重    | パンチ力 | キック力 | ジャンプ力 （ひと跳び） | 走力 （100 m） | 初登場 |
| ---------------------------- | -------- | ------- | -------- | -------- | ----------------------- | -------------- | ------ |
| エントリーフォーム[32]       | 192.1 cm | 62.5 kg | 1.0 t    | 2.8 t    | 5.1 m                   | 8.1秒          | 2話    |
| アームドハンマー[32]         | 192.1 cm | 63.6 kg | 1.0 t    | 2.8 t    | 5.1 m                   | 8.1秒          | 2話    |
| アームドハンマーブースト[32] | 192.1 cm | 70.1 kg | 13.0 t   | 36.4 t   | 66.3 m                  | 2.8秒          | 4話    |
| ブーストアームドハンマー[32] | 192.1 cm | 70.1 kg | 13.0 t   | 36.4 t   | 66.3 m                  | 2.8秒          | 4話    |
| アームドクロー[32]           | 192.1 cm | 63.6 kg | 1.0 t    | 2.8 t    | 5.1 m                   | 8.1秒          | 5話    |
| アームドクローハンマー[32]   | 192.1 cm | 64.7 kg | 1.0 t    | 2.8 t    | 5.1 m                   | 8.1秒          | 6話    |
| アームドプロペラ[32]         | 192.1 cm | 63.6 kg | 1.0 t    | 2.8 t    | 5.1 m                   | 8.1秒          | 9話    |
| ビートフォーム[32]           | 192.1 cm | 67.8 kg | 1.4 t    | 3.6 t    | 10.1 m                  | 7.6秒          | 10話   |
| アームドプロペラビート[32]   | 192.1 cm | 68.9 kg | 1.0 t    | 3.6 t    | 10.1 m                  | 7.6秒          | 12話   |
| フィーバービートフォーム[32] | 192.1 cm | 73.1 kg | 1.8 t    | 4.4 t    | 15.1 m                  | 7.1秒          | 12話   |
| ゾンビビートフォーム[32]     | 192.1 cm | 81.8 kg | 2.0 t    | 3.6 t    | 10.1 m                  | 7.6秒          | 25話   |
| ビートブーストフォーム[32]   | 192.1 cm | 74.3 kg | 1.4 t    | 36.4 t   | 66.3 m                  | 2.8秒          | 30話   |
| ファンタジーフォーム[32]     | 192.1 cm | 71.3 kg | 44.8 t   | 93.6 t   | 138.6 m                 | 1.7秒          | 44話   |

必殺技
ハンマーストライク
アームドハンマーの必殺技。
ブーストハンマービクトリー
アームドハンマーブーストおよびブーストアームドハンマーの必殺技。
ブーストハンマーグランドビクトリー
アームドハンマーブーストおよびブーストアームドハンマーの必殺技。
ブーストアームドハンマー
地面をブーストバックルの影響で巨大化したレイズハンマーで叩き、敵を衝撃で一掃する。
クローストライク
アームドクローの必殺技。レイズクローを装備したままエネルギーを纏ったクローで敵を切り裂く。
クローハンマービクトリー
アームドクローハンマーの必殺技。
プロペラストライク
アームドプロペラの必殺技。レイズプロペラで飛行し、突進攻撃を仕掛ける。
ビートストライク
ビートフォームの必殺技。キック力を音の力で増幅し、後ろ回し蹴りを決める。
プロペラビートビクトリー
アームドプロペラビートの必殺技。
ゴールデンフィーバービクトリー
フィーバービートフォームおよびブーストフォームの必殺技。フィーバービートフォームの場合は敵をイコライザーの表示に似たエネルギー体で攻撃する。ブーストフォームの場合は炎を噴出しながら両手パンチを決める。
ゾンビビートビクトリー
ゾンビビートフォームの必殺技。
ブーストストライク
ブーストフォームの必殺技。
ビートブーストビクトリー
ビートブーストフォームの必殺技。
ビートブーストグランドビクトリー
ビートブーストフォームの必殺技。槍型の武器に変化させたレーザーレイズライザーを構え、敵に突撃する。
ファンタジーストライク
ファンタジーフォームの必殺技。

### 仮面ライダーバッファ
吾妻道長が変身する紫色のバッファローをモチーフとした仮面ライダー。パーソナルアクセサリーは腰のバッファムレータ。
- デザインは猪突猛進でパワータイプのライバルという設定で進められた[146]。企画段階ではマスクは傷跡が眼の上下に走ったようなワイルドな風貌であったが、最終的にそれを十字かつ吊り目の複眼に形状変更している[出典 47]。スマートな印象を持たせるために牛の鼻の穴を窪みとして抽象化し、左右の突起として牛の耳を配置している[出典 47]。他者とのシルエットの差別化から、右腰にボロ布をパーソナルアクセサリーとして巻いている[出典 102]。
- スーツはアップ・アクション兼用の1着が制作された[98]。荒々しさを強調するために後頭部にフランジ（髪）を付けて革素材を用いており、現代の頭部装飾ルールに則って赤いインナーカラーをグラデーション塗装によって入れている[出典 47]。
- 変身ポーズは道長役の杢代とバッファのスーツアクターを務める縄田が考案したもの[40]。変身後にツメを強調する仕草は、道長役の杢代が考案したもの[40]。

形態
エントリーフォーム
バッファIDコアでエントリーするバッファの素体形態。
道長がデザイアグランプリで退場し、ジャマーガーデンに運ばれてからは、無理矢理ひび割れたIDコアで変身したが、片目がひび割れた状態になっている。
ゾンビフォーム
ゾンビバックルを使用して拡張強化する形態。ゾンビバックルはバッファIDコアと相性が良く、近接戦闘に優れており、敵との距離をとらずに、突撃する道長の戦い方ともよく合っている。
両肩のツノや、ゾンビブレイカーと左手の拡張装備ポイズンチェンバーアームから伸ばした巨大な鉤爪・バーサークローを活かした近接戦闘を得意とするほか、前腕部に設けられた培養槽で生物をゾンビ化させる毒・poi-zomを生成可能で、バーサークローを通じて相手を侵食する。
ゾンビバックルの過剰使用による副作用で、道長の体はゾンビのような体質となり、デザイアグランプリ退場後に奇跡的に復活を遂げる。
- 大きな左腕は、クリアの培養槽が前腕にあり、毒液をここから指先に行き渡らせるイメージとなっている。ゾンビモチーフであることから、胸プロテクターは骸骨のあばら骨のイメージとなっている。大きな肩に付いているニードルはリボルブオンで下半身になった際に膝にニードルが来るようになっている。初期は目はパープル、マスク部分は水色とゾンビを強くイメージした配色で考えていたが、強そうに見えないことから、オレンジと紫色の配色となった。
- 液体のシズル感を表現するためにバーサークローのオレンジの部分に気泡を設けている。

アームドウォーター
ウォーターバックルを使用して変身する形態。
レイズウォーターを棍棒のように打撃武器として使用する。
マグナムフォーム
マグナムバックルを使用して変身する形態。
マグナムシューター40Xを接近戦での打撃に用いた。
アームドシールド
シールドバックルを使用して変身する形態。
ゾンビブーストフォーム
ゾンビバックルとブーストバックルを使用して変身する形態。
変身時の固有音声は「ZOMBIE & BOOST」。
ブーストゾンビフォーム
ゾンビブーストフォームの状態でリボルブオンすることで変身する形態。
アームドドリルゾンビ
ドリルバックルとゾンビバックルを使用して変身する形態。
変身時の固有音声は「ZOMBIE ARMED DRILL」。
ゾンビアームドドリル
アームドドリルゾンビの状態でリボルブオンすることで変身する形態。
ニンジャフォーム
ニンジャバックルを使用して変身する形態。
ビートゾンビフォーム
フィーバースロットバックルとゾンビバックルを使用して変身する形態。
変身音声は「BEAT HIT FEVER BEAT」。
フィーバーゾンビフォーム
フィーバースロットバックルとゾンビバックルを使用して変身する形態。
変身音声は「ZOMBIE HIT FEVER ZOMBIE」。
ゾンビフォームの拡張装備が全身に現れ、ゾンビブレイカーも2本となり、肩の突起パーツが膝パーツ、バーサークローが右脚となり、ゾンビフォームのアシンメトリーの異形感を出している。複眼は金（黄）となり、金色で星柄の布・フィーバークロスムレータが左腰に装備される。フィーバーの効果で最大限に各部の効果が発揮されている。
アームドプロペラゾンビ
フィーバースロットバックルとゾンビバックルを使用して変身する形態。
変身音声は「PROPELLER HIT FEVER PROPELLER」。
ジャマトフォーム
ジャマトバックルを使用することで強引に変身した特殊形態。
左目は破損したバッファIDコアで変身することから、ひび割れがエントリー時のスモーク地に入った状態となり、右目は小型バックル装填時と同様に黄色になっている。通常のレイズバックルも併用可能で、伸縮式の茨ブロイアームズを両肩に装備する。
- バッファ エントリーフォームのマスクの眼パーツをジャマトライダーのスーツに換装することで表現している。バッファムレータは新規造形で緑色の塗装が加えられ、よりボロボロの布となっている。
- ジャマトライダーの触手のランダムな配置から、ギーツたちライダーと同様に整列されたエフェクトの配置を触手で表現している。

ゾンビジャマトフォーム
ゾンビバックルとジャマトバックルを使用することで変身する形態。
ゾンビフォームに似た外見だが、左目は破損しており、ジャマトフォームの茨ブロイアームズが左脚に走るほか、ジャマトフォームと同様のパーソナルアクセサリーである腰蓑が右腰にある。
- ベースと上半身はデザイアドライバーのライダー、下半身のみジャマトライダーのエフェクトとなっている。

レイジングフォーム
コマンドジェットバックルを使用することで変身する形態。
コマンドフォーム
コマンドツインバックルを使用することで変身する形態。
ジェットモード
コマンドツインバックルをツインセットして変身する飛行形態。
変身音声は「TAKE OFF COMPLETE JET & CANNON」。
- アーマー部分はギーツと同様だが、バイザー部分を含めたコマンドバッファヘッド（Jモード）はバッファ用に新規デザインが起こされ、新規造形されている。

ジャマトゾンビフォーム
ゾンビジャマトフォームの状態でリボルブオンすることで変身する形態。
フィーバーゾンビフォーム（ジャマ神）
フィーバースロットバックルとゾンビバックルを使用して変身する形態。
変身音声は「ZOMBIE HIT FEVER ZOMBIE」。
ジャマ神となった道長が「すべてのライダーをぶっ潰す力」を手に入れたことで、世界が作り直されたためIDコアが修復され、ライダーからの攻撃を無効化する紫のマント・ゴッズウォールと仮面ライダーに対する攻撃を増幅する角型トロフィーアイテム・ゴッズホーンを装備し、ゲームマスターやオーディエンスが変身したライダーでさえも退ける力を有している。仮面ライダーの攻撃を超圧縮して受け流す強靭な防御力のほか、フィーバースロットの絵柄を自身の意思通りになる特殊能力を持ち、スロットを回さずに「ZONBIE」で確定させることが可能。モンスターゾンビフォームなどの他形態でもその能力は有効だが、対ライダー戦限定であるため、上位ジャマトには苦戦を強いられる。
- 企画時点ではライバルキャラのイメージで、パワーアップは想定していなかったが、監督の中澤の希望で、ジャマ神になってすべての仮面ライダーをぶっ潰す力を得たことで変わった姿をビジュアルで表現するために、急遽デザインされた。
- 二段階の強化フォーム案がバッファにもあり、さらなる強化を見据えて逆算し、その第一段階として、マントが付き角が大きくなった元のイメージを尊重したシンプルな強化となったが、パワーアップ案がなくなったことで、フィーバースロットバックルを併用したジャマ神という設定となった。
- 大きな角は『仮面ライダーゼロワン』のクラッシングバッファローレイダーのパーツを流用する予定で同様の形状にデザインしたが、強度の都合から新規造形となった。

モンスターゾンビフォーム（ジャマ神）
フィーバースロットバックルとゾンビバックルを使用して変身するバッファの強化形態。
変身音声は「MONSTER HIT ZOMBIE」。

テレビシリーズ以外の作品に登場する仮面ライダーバッファ
王蛇フォーム
超バトルDVDに登場。
Vバックルレイズバックル（王蛇ver,）で変身した形態。
仮面ライダー王蛇の力を宿しており、ベノサーベルを召喚し、王蛇の技を使いこなすことが可能。
- スーツはバッファのものに、王蛇の肩「ジベット・スレット」と胸部「ベノチェスト」を装着してフォームチェンジを表現している。複眼も塗装処理で王蛇の鉄仮面のラインを追加している。

プロージョンレイジ
『仮面ライダーギーツ ジャマト・アウェイキング』に登場。
プロージョンレイジバックルで変身するバッファの強化形態。

スペック
| 名称                                     | 身長     | 体重     | パンチ力 | キック力 | ジャンプ力 （ひと跳び） | 走力 （100 m） | 初登場 |
| ---------------------------------------- | -------- | -------- | -------- | -------- | ----------------------- | -------------- | ------ |
| エントリーフォーム[181]                  | 209.6 cm | 86.4 kg  | 1.6 t    | 3.8 t    | 4.1 m                   | 8.8秒          | 1話    |
| ゾンビフォーム[32]                       | 209.6 cm | 100.4 kg | 2.6 t    | 5.3 t    | 4.1 m                   | 9.1秒          | 1話    |
| アームドウォーター[32]                   | 209.6 cm | 87.5 kg  | 1.6 t    | 3.8 t    | 4.1 m                   | 8.8秒          | 3話    |
| マグナムフォーム[32]                     | 209.6 cm | 90.6 kg  | 2.2 t    | 5.1 t    | 6.7 m                   | 8.4秒          | 4話    |
| ゾンビブーストフォーム[32]               | 209.6 cm | 106.9 kg | 2.6 t    | 49.4 t   | 53.3 m                  | 3.1秒          | 6話    |
| ブーストゾンビフォーム[32]               | 209.6 cm | 106.9 kg | 20.8 t   | 5.3 t    | 4.1 m                   | 9.1秒          | 6話    |
| アームドドリルゾンビ[32]                 | 209.6 cm | 101.5 kg | 1.6 t    | 5.3 t    | 4.1 m                   | 9.1秒          | 9話    |
| ゾンビアームドドリル[32]                 | 209.6 cm | 101.5 kg | 2.6 t    | 3.8 t    | 4.1 m                   | 8.8秒          | 9話    |
| ニンジャフォーム[32]                     | 209.6 cm | 90.0 kg  | 2.5 t    | 5.1 t    | 18.3 m                  | 5.8秒          | 10話   |
| ビートゾンビフォーム[32]                 | 209.6 cm | 105.7 kg | 2.0 t    | 5.3 t    | 4.1 m                   | 9.1秒          | 12話   |
| フィーバーゾンビフォーム[32]             | 209.6 cm | 114.4 kg | 3.6 t    | 6.8 t    | 4.1 m                   | 9.4秒          | 12話   |
| アームドプロペラゾンビ[32]               | 209.6 cm | 101.5 kg | 1.6 t    | 5.3 t    | 4.1 m                   | 9.1秒          | 15話   |
| ジャマトフォーム[32]                     | 209.6 cm | 93.5 kg  | 3.4 t    | 8.6 t    | 13.8 m                  | 7.2秒          | 18話   |
| ゾンビジャマトフォーム[32]               | 209.6 cm | 107.5 kg | 2.6 t    | 8.6 t    | 13.8 m                  | 7.2秒          | 21話   |
| レイジングフォーム[32]                   | 209.6 cm | 86.6 kg  | 2.1 t    | 5.1 t    | 5.9 m                   | 8.7秒          | 25話   |
| コマンドフォーム ジェットモード[32]      | 209.6 cm | 104.4 kg | 10.4 t   | 25.5 t   | 22.3 m                  | 6.9秒          | 25話   |
| ジャマトゾンビフォーム[32]               | 209.6 cm | 109.5 kg | 3.4 t    | 5.3 t    | 4.1 m                   | 9.1秒          | 31話   |
| フィーバーゾンビフォーム（ジャマ神）[32] | 209.6 cm | 114.4 kg | 3.6 t    | 6.8 t    | 4.1 m                   | 9.4秒          | 33話   |
| モンスターゾンビフォーム（ジャマ神）[32] | 209.6 cm | 111.2 kg | 8.6 t    | 5.3 t    | 4.1 m                   | 9.1秒          | 36話   |

必殺技
ゾンビストライク
ゾンビフォームの必殺技。無数のゾンビの手を召喚する。44話では、タイクーン=桜井景和の名前が刻まれた墓石を出現させ、足にそのエネルギーを集中させて飛び蹴りを放っている。
ウォーターストライク
アームドウォーターの必殺技。
マグナムストライク
マグナムフォームの必殺技。
ゾンビブーストビクトリー
ゾンビブーストフォームの必殺技。
ゾンビブーストグランドビクトリー
ゾンビブーストフォームの必殺技。
ブーストゾンビビクトリー
ブーストゾンビフォームの必殺技。
ブーストゾンビグランドビクトリー
ブーストゾンビフォームの必殺技。バッファモードに変形したブーストライカーに搭乗し、敵を打ち上げた直後にブーストパンチャーの噴射に乗せてパンチを叩き込む。
ドリルゾンビグランドビクトリー
アームドドリルゾンビの必殺技。ゾンビの腕を地面から発生させ、敵に突撃する。
ゾンビドリルビクトリー
ゾンビアームドドリルの必殺技。
ニンジャストライク
ニンジャフォームの必殺技。
ビートゾンビビクトリー
ビートゾンビフォームの必殺技。
ゴールデンフィーバービクトリー
フィーバーゾンビフォームおよびフィーバーゾンビフォーム（ジャマ神）の必殺技。敵をゾンビブレイカーで切り裂く。
ハイパーゾンビビクトリー
フィーバーゾンビフォームおよびフィーバーゾンビフォーム（ジャマ神）の必殺技。
プロペラゾンビビクトリー
アームドプロペラゾンビの必殺技。
ジャジャジャストライク
ジャマトフォームの必殺技。
ハイパーゾンビストライク
フィーバーゾンビフォーム（ジャマ神）の必殺技。
モンスターゾンビビクトリー
モンスターゾンビフォーム（ジャマ神）の必殺技。
ベノクラッシュ（王蛇ストライク）
王蛇フォームの必殺技。ベノスネーカーの力を加えた必殺キックを放つ。

### 仮面ライダーシロー
豪徳寺武が変身するシロクマをモチーフとした仮面ライダー。
ダパーンとは額のラインと耳の形と色、右目周りの黒枠の幅が異なる。
- 当初は「仮面ライダー北極（キタノキワミ）」という名前であったが、商標関係から断念された[14]。
- デザインはダパーンをシロクマにデザインしたもので、ダパーンとは撮影時期が近いことから、改造する時間のことも考慮して最小限の違いに留めている[14][95]。
- 少し後にパンクジャックが登場することは決まっており、マスクを塗り替えてダパーンとして先に登場することは決まっていたが、シナリオの展開上、急遽第1話で脱落するライダーが必要になったため、ダパーンのマスクを白く塗り替えて、第1話に白熊ライダーとして登場させることとなった[14]。
- 正統派な動きで差別化している[71]。

形態
エントリーフォーム
シローIDコアでエントリーするシローの基本形態。
アームドアロー
アローバックルを使用して変身する形態。

スペック
| 名称                   | 身長     | 体重    | パンチ力 | キック力 | ジャンプ力 （ひと跳び） | 走力 （100 m） | 初登場 |
| ---------------------- | -------- | ------- | -------- | -------- | ----------------------- | -------------- | ------ |
| エントリーフォーム[41] | 209.2 cm | 85.2 kg | 1.2 t    | 3.4 t    | 4.2 m                   | 8.4秒          | 1話    |
| アームドアロー[41]     | 209.2 cm | 86.3 kg | 1.2 t    | 3.4 t    | 4.2 m                   | 8.4秒          | 1話    |

### 仮面ライダーギンペン
平孝人が変身するペンギンをモチーフとした仮面ライダー。
- 先にフクロウのライダーとしてデザインしていたものの色替え案としてペンギンカラーを採用している[14][95]。ゴーグルとフライトキャップの意匠を取り入れ、イワトビペンギンのイメージで黄色い装飾を付けている[14][95]。

形態
エントリーフォーム
ギンペンIDコアでエントリーするギンペンの基本形態。
アームドアロー
アローバックルを使用して変身する形態。

スペック
| 名称                   | 身長     | 体重    | パンチ力 | キック力 | ジャンプ力 （ひと跳び） | 走力 （100m ） | 初登場 |
| ---------------------- | -------- | ------- | -------- | -------- | ----------------------- | -------------- | ------ |
| エントリーフォーム[42] | 194.8 cm | 88.2 kg | 0.8 t    | 2.9 t    | 3.9 m                   | 8.7秒          | 2話    |
| アームドアロー[42]     | 194.8 cm | 89.3 kg | 0.8 t    | 2.9 t    | 3.9 m                   | 8.7秒          | 2話    |

必殺技
アローストライク
アームドアローの必殺技。

### 仮面ライダーメリー
小金屋森魚が変身するヒツジをモチーフとした仮面ライダー。
- 複眼はティアドロップサングラス風、羊毛はアフロヘア―、というようにディスコのような雰囲気で全体的にまとめている[14][95]。羊の角をアフロのサイドに付け、複眼周辺も羊の角を意識したアレンジとなっている[14][95]。

形態
エントリーフォーム
メリーIDコアでエントリーするメリーの基本形態。眠気を誘発する若干の催眠効果があるツノ・メリーホーンを持つ。
アームドシールド
シールドバックルを使用して変身する形態。
敵を叩きつける武器にもなるレイズシールドを装備する。
アームドチェーンアレイ
チェーンアレイバックルを使用して変身する形態。

スペック
| 名称                       | 身長     | 体重    | パンチ力 | キック力 | ジャンプ力 （ひと跳び） | 走力 （100 m） | 初登場 |
| -------------------------- | -------- | ------- | -------- | -------- | ----------------------- | -------------- | ------ |
| エントリーフォーム[44]     | 194.0 cm | 90.4 kg | 1.0 t    | 3.0 t    | 3.7 m                   | 8.6秒          | 2話    |
| アームドシールド[44]       | 194.0 cm | 91.5 kg | 1.0 t    | 3.0 t    | 3.7 m                   | 8.6秒          | 2話    |
| アームドチェーンアレイ[44] | 194.0 cm | 91.5 kg | 1.0 t    | 3.0 t    | 3.7 m                   | 8.6秒          | 5話    |

必殺技
シールドストライク
アームドシールドの必殺技。
チェーンアレイストライク
アームドチェーンアレイの必殺技。

### 仮面ライダーダパーン
墨田奏斗が変身するパンダをモチーフとした仮面ライダー。
- パンクジャックの色替えで、パンダの色にしているが、目の上部を怒ったような角度に見せ、右目周辺の黒縁を広くして不敵な表情にしている[14][95]。
- サイコ感のある動きで差別化している[71]。木に飛び登るカットは上から飛び降りた映像を逆回転させており、逆再生しても不自然にならないように着地直前に足を入れ替えている[71]。

形態
エントリーフォーム
ダパーンIDコアでエントリーするダパーンの基本形態。
ゾンビサバイバルゲームではゾンビジャマトに噛まれたことでゾンビ化し、目の部分が禍々しく変化していた。
マグナムフォーム
マグナムバックルを使用して変身する形態。
マグナムビートフォーム
マグナムバックルとビートバックルを使用して変身する形態。
変身時の固有音声は「BEAT MAGNUM」。
ビートマグナムフォーム
マグナムビートフォームの状態でリボルブオンすることで変身する形態。

スペック
| 名称                       | 身長     | 体重    | パンチ力 | キック力 | ジャンプ力 （ひと跳び） | 走力 （100 m） | 初登場 |
| -------------------------- | -------- | ------- | -------- | -------- | ----------------------- | -------------- | ------ |
| エントリーフォーム[47]     | 197.6 cm | 80.3 kg | 0.9 t    | 2.9 t    | 4.0 m                   | 8.2秒          | 2話    |
| マグナムフォーム[47]       | 197.6 cm | 84.5 kg | 1.5 t    | 4.2 t    | 6.6 m                   | 7.8秒          | 2話    |
| マグナムビートフォーム[47] | 197.6 cm | 89.8 kg | 1.5 t    | 4.0 t    | 9.0 m                   | 7.1秒          | 45話   |
| ビートマグナムフォーム[47] | 197.6 cm | 89.8 kg | 1.3 t    | 4.2 t    | 6.6 m                   | 7.8秒          | 45話   |

必殺技
マグナムストライク
マグナムフォームの必殺技。
マグナムビートビクトリー
マグナムビートフォームの必殺技。リズムを足で刻み、音波攻撃を繰り出す。
ビートマグナムビクトリー
ビートマグナムフォームの必殺技。

### 仮面ライダーパンクジャック
晴家ウィンが変身するジャック・オー・ランタンのようなカボチャ熊の姿をした仮面ライダー。パーソナルアクセサリーはパンクジャックマント。
- 名前の由来は「パンクロック」「パンプキン」「ジャック・オー・ランタン」を掛け合わせたもの[22][49]。企画段階からNPCを本編中に出すアイデアがあり、それを具現化したキャラクターとなった[22][49]。
- 多数の仮面ライダーが本作に登場することから、シルエットのみでも判別できるようにあえて大きなマスク形状でデザインされた[出典 120]。当初は猫の仮面ライダーであったが、ナーゴが猫の仮面ライダーとなったため熊に変更となった[22][161]。裏モチーフに現代の頭部装飾として宇宙服のヘルメットも入れている[22]。トリックスターのような要素とハロウィンのイメージを併せて星型の片眼となった[出典 120]。
- パリピな動きで差別化している[71]。

形態
エントリーフォーム
パンクジャックIDコアでエントリーするパンクジャックの基本形態。
アームドシールド
シールドバックルを使用して変身する形態。
モンスターフォーム
モンスターバックルを使用して変身する形態。
- パンクジャックの眼と同様にカートゥーンのような表現として星型のグラフィックを散りばめている。当初はスピーディな獣のような戦闘をイメージして巨大な爪を想定していたがゾンビフォームとの差別化からボクシンググローブ状に変えている。短めのマントをボディにワンポイントとして付けている。

ニンジャモンスターフォーム
フィーバースロットバックルとモンスターバックルを使用して変身する形態。
変身音声は「NINJA HIT FEVER NINJA」。
フィーバーモンスターフォーム
フィーバースロットバックルとモンスターバックルを使用して変身する形態。
変身音声は「MONSTER HIT FEVER MONSTER」。
モンスターフォームの拡張装備を全身に身につけ、パーソナルアクセサリー・フィーバークロスマントが付加される。質量を高めた両腕で、モンスター級特大パンチを繰り出し、足にもモンスターグローブがビッグブーツとなって装備されており、大幅にパンチとキックが強化されている。
- 幅の狭いマントを背中のマントの両サイドに追加している。

テレビシリーズ以外の作品に登場する仮面ライダーパンクジャック
ビートフォーム
『パンクジャック』に登場。
ビートバックルで変身する形態。

スペック
| 名称                             | 身長     | 体重     | パンチ力 | キック力 | ジャンプ力 （ひと跳び） | 走力 （100 m） | 初登場 |
| -------------------------------- | -------- | -------- | -------- | -------- | ----------------------- | -------------- | ------ |
| エントリーフォーム[48]           | 207.6 cm | 88.9 kg  | 1.5 t    | 4.0 t    | 5.3 m                   | 8.3秒          | 5話    |
| アームドシールド[48]             | 207.6 cm | 90.0 kg  | 1.5 t    | 4.0 t    | 5.3 m                   | 8.3秒          | 5話    |
| モンスターフォーム[48]           | 207.6 cm | 99.7 kg  | 8.5 t    | 18.0 t   | 5.8 m                   | 8.1秒          | 10話   |
| ニンジャモンスターフォーム[48]   | 207.6 cm | 103.3 kg | 2.4 t    | 18.0 t   | 5.8 m                   | 8.1秒          | 12話   |
| フィーバーモンスターフォーム[48] | 207.6 cm | 110.5 kg | 15.5 t   | 32.0 t   | 6.3 m                   | 7.9秒          | 12話   |

必殺技
シールドストライク
アームドシールドの必殺技。
モンスターストライク
モンスターフォームの必殺技。
ニンジャモンスタービクトリー
ニンジャモンスターフォームの必殺技。
ゴールデンフィーバービクトリー
フィーバーモンスターフォームの必殺技。
ハイパーモンスタービクトリー
フィーバーモンスターフォームの必殺技。敵に連続してパンチと回し蹴りを浴びせる。

### 仮面ライダーケイロウ
丹羽一徹が変身するフクロウをモチーフとした仮面ライダー。
- 名前は敬老とフクロウを合わせたものとなっている[60]。
- 2号ライダーの候補であったため、デザインは早い段階から決まっていったという[60][95]。空を飛ぶ鳥類からの連想で飛行機乗りのゴーグルやフライトキャップがモチーフとなっている[60][95]。

形態
エントリーフォーム
ケイロウIDコアでエントリーするケイロウの基本形態。
ニンジャフォーム
ニンジャバックルを使用して変身する形態。
アームドプロペラ
プロペラバックルを使用して変身する形態。

スペック
| 名称                   | 身長     | 体重    | パンチ力 | キック力 | ジャンプ力 （ひと跳び） | 走力 （100 m） | 初登場 |
| ---------------------- | -------- | ------- | -------- | -------- | ----------------------- | -------------- | ------ |
| エントリーフォーム[50] | 190.8 cm | 73.1 kg | 0.6 t    | 1.5 t    | 2.6 m                   | 12.7秒         | 10話   |
| ニンジャフォーム[50]   | 190.8 cm | 76.8 kg | 1.5 t    | 2.8 t    | 16.8 m                  | 9.6秒          | 10話   |
| アームドプロペラ[50]   | 190.8 cm | 74.3 kg | 0.6 t    | 1.5 t    | 2.6 m                   | 12.7秒         | 10話   |

必殺技
ニンジャストライク
ニンジャフォームの必殺技。
プロペラストライク
アームドプロペラの必殺技。

### 仮面ライダーレター
八木沼雪絵が変身する白ヤギをモチーフとした仮面ライダー。
- マスクはメリーの改造で、アフロを取り外して白ヤギをシンプルに表現している[60][95]。

形態
エントリーフォーム
レターIDコアでエントリーするレターの基本形態。
アームドプロペラ
プロペラバックルを使用して変身する形態。

スペック
| 名称                   | 身長     | 体重    | パンチ力 | キック力 | ジャンプ力 （ひと跳び） | 走力 （100 m） | 初登場 |
| ---------------------- | -------- | ------- | -------- | -------- | ----------------------- | -------------- | ------ |
| エントリーフォーム[51] | 182.0 cm | 68.5 kg | 0.7 t    | 2.3 t    | 3.2 m                   | 10.5秒         | 10話   |
| アームドプロペラ[51]   | 182.0 cm | 69.6 kg | 0.7 t    | 2.3 t    | 3.2 m                   | 10.5秒         | 10話   |

必殺技
プロペラストライク
アームドプロペラの必殺技。

### 仮面ライダーグレア
ギロリが変身する仮面ライダー。
変身音声は「DOMINATE A SYSTEM GLARE」。
両肩と胸、両膝の5か所に装備した仮面ライダー制御装置・ヒュプノレイを他のライダーの頭部装甲を弾き飛ばして強制的に被せることで操ることが可能なほか、浮遊型の攻撃兵器に自身の意志によってなることも可能。
デザイアドライバーを用いる仮面ライダーたちの能力を遥かに凌ぎ、エネルギーを足に集めて必殺キックを放つ。
- 「眼のない仮面ライダー」というデザインオーダーであったが、赤いスリットラインを1本走らせることによって目を瞑っている=眼で物理的に見る必要がなく、データですべてを処理するイメージで、VRゴーグルの意匠も同時に取り込んでいる[出典 126]。複眼と動物モチーフを排した代わりに触角やクラッシャー、涙ラインという仮面ライダーのアイデンティティを多く取り込んでいる[出典 126]。フィギュアはライダーのヘルメットを着脱できる仕様のため、その代わりに強制的に別のヘルメットを被らせることで体を乗っ取る、というギミックとなっている[60][95]。アーマーとしてその乗っ取りヘルメットを複数個装備したライダー、というコンセプトとなっている[60][95]。ボディの各所にある丸いパーツは目を意識した意匠で、目が顔にない代わりに体に多く付いているというコンセプトで、裏モチーフとしてモーションキャプチャー用スーツのポインターも入っており、グレアの動きを乗っ取られたライダーがトレースして攻撃を繰り出す、といったアクションをイメージしてデザインしている[60][95]。
- スーツは完全新規造形[113][61]。ヒュプノレイは実際にスーツから取り外せる仕様になっている[113][61]。
- 変身者も使用するベルトもギーツたち参加者とは別ということから、「一度人としての姿を分解して戦闘用の姿に再デザインする」というアプローチの仕方で、1つ上の存在感を出している[177]。

### 仮面ライダーナッジスパロウ
五十鈴大智が変身するスズメをモチーフとした仮面ライダー。
- ケイロウの頭部の装飾をなくして雀を表現し、ケイロウの裏モチーフであるフライトキャップに似た見た目となっている[78][95]。
- マスクはケイロウの改造[78][173]。その後、ケイロウに改造され、再度ナッジスパロウに戻された[78][173]。
- パンクジャックと同様にモンスターフォームが基本のため、パンクジャックの脱落後すぐの登場であったことから、同様の動きをしないよう心がけ、メガネを腕組しながら直す仕草を入れて、計算しながら戦う頭脳派のイメージとなっている[71]。

形態
エントリーフォーム
ナッジスパロウIDコアでエントリーするナッジスパロウの基本形態。
モンスターフォーム
モンスターバックルを使用して変身する形態。

テレビシリーズ以外の作品に登場する仮面ライダーナッジスパロウ
アームドアロー
ファイナルステージに登場。
アローバックルで変身する形態。

スペック
| 名称                   | 身長     | 体重    | パンチ力 | キック力 | ジャンプ力 （ひと跳び） | 走力 （100 m） | 初登場 |
| ---------------------- | -------- | ------- | -------- | -------- | ----------------------- | -------------- | ------ |
| エントリーフォーム[52] | 194.8 cm | 77.6 kg | 1.3 t    | 3.3 t    | 4.6 m                   | 8.5秒          | 17話   |
| モンスターフォーム[52] | 194.8 cm | 88.4 kg | 8.3 t    | 17.3 t   | 5.1 m                   | 8.3秒          | 17話   |

必殺技
モンスターストライク
モンスターフォームの必殺技。

### 仮面ライダーロポ
我那覇冴が変身するオオカミをモチーフとした仮面ライダー。
- 劇中登場が未定であった大勢の仮面ライダーのIDコアの中にあった、狼モチーフの顔が採用された[95]。後頭部にかけて前後に流れるような造形としてデザインされた[78][95]。
- マスクはブッチーに改造された後、グルービーに改造され、再度ロポに戻された[173]。

形態
エントリーフォーム
ロポIDコアでエントリーするロポの基本形態。
ゾンビフォーム
ゾンビバックルを使用して変身する形態。
ニンジャフォーム
ニンジャバックルを使用して変身する形態。
ブーストフォーム
フィーバースロットバックルを使用して変身する形態。劇場版ではブーストバックルを使用して変身した。
変身音声は「GOLDEN FEVER BOOST JACK POT HIT GOLDEN FEVER」だが、劇場版での固有音声は通常と同じく「BOOST」。

スペック
| 名称                   | 身長     | 体重    | パンチ力 | キック力 | ジャンプ力 （ひと跳び） | 走力 （100 m） | 初登場 |
| ---------------------- | -------- | ------- | -------- | -------- | ----------------------- | -------------- | ------ |
| エントリーフォーム[56] | 204.9 cm | 68.1 kg | 1.0 t    | 3.1 t    | 7.2 m                   | 7.4秒          | 17話   |
| ゾンビフォーム[56]     | 204.9 cm | 82.1 kg | 2.0 t    | 4.6 t    | 7.2 m                   | 7.7秒          | 17話   |
| ニンジャフォーム[56]   | 204.9 cm | 71.7 kg | 1.9 t    | 4.4 t    | 21.2 m                  | 4.8秒          | 19話   |
| ブーストフォーム[56]   | 204.9 cm | 74.6 kg | 13.0 t   | 40.3 t   | 93.6 m                  | 2.5秒          | 21話   |

必殺技
ゾンビストライク
ゾンビフォームの必殺技。
ニンジャストライク
ニンジャフォームの必殺技。
ブーストストライク
ブーストフォームの必殺技。
ゴールデンフィーバービクトリー
ブーストフォームの必殺技。左右連続で強力な蹴りを叩き込む。

### 仮面ライダーゲイザー
ニラムが変身する仮面ライダー。38話ではスエルが変身した。
変身音声は「INNOVATION & CONTROL GAZER」。
ゴールドと白を基調としたカラーリングを除いてグレアと同型だが、格闘性能や身体能力などすべてのスペックが上回っており、両肩と胸、両膝の装甲・ディヴィジョンアーマーを分離させることで、戦闘支援ドローン・ドミニオンレイとして展開させて強力な光学兵器として操ることができる他、ライダーの頭部に被せることで指揮下に置くことも可能。
スエルが変身したゲイザーは、ヴィジョンドライバーをリミッターカットしており、リミッターカットによる超負荷状態を示した赤いライン・ブラッドショットオーバーが顔面にある。
- ゲームプロデューサーのニラムが変身することから、超高級なイメージを醸成するためにネイビー（ロイヤルブルー）を基にシャンパンゴールドとホワイトゴールドのカラーリングで構成している[出典 132]。情報量を上げるために、まつげ状のラインをスリット状の眼、半導体基板のようなラインをボディーに追加している[出典 132]。
- スーツは新規造形[出典 133]。
- 変身ポーズは、変身時の音楽がパーティー系のテンションの上がる曲であり、ギロリがシンプルな変身であったため対照的にするために、ショーでダンスを踊るようなイメージとなっている[67][68]。カードを持って右手を「変身！」と言うときに上に掲げているのは仮面ライダーファイズのオマージュとなっている[出典 134]。ニラムという名前から、片目を隠している[69]。
- 変身者も使用するベルトもギーツたち参加者とは別ということから、「一度人としての姿を分解して戦闘用の姿に再デザインする」というアプローチの仕方で、1つ上の存在感を出している[177]。
- バリアと高速移動を使えると台本に書いてあったが、強すぎて一瞬で力のインフレが起きてしまうことから、強いという印象を与えるために、21話での高速移動はナシにしたが、4個の球からバリアを一面だけしか出せないという制約をつけたという[126]。それが後に32話でブーストフォームマークIIが5連続パンチの必殺技で1個ずつ球を相殺してゲイザーに最後の一撃を叩き込もうとするという肉薄した戦いを描いている[126]。

テレビシリーズ以外の作品に登場する仮面ライダーゲイザー
ジャマトゲイザー
ファイナルステージに登場。
英寿の力を取り込んだ四葉のクローバージャマトが変貌した姿。

スペック
| 名称                                | 身長     | 体重    | パンチ力 | キック力 | ジャンプ力 （ひと跳び） | 走力 （100 m） | 初登場 |
| ----------------------------------- | -------- | ------- | -------- | -------- | ----------------------- | -------------- | ------ |
| 仮面ライダーゲイザー[195]           | 213.0 cm | 92.7 kg | 43.8 t   | 57.9 t   | 88.7 m                  | 1.8秒          | 21話   |
| 仮面ライダーゲイザー（スエル）[195] | 216.0 cm | 98.4 kg | 56.9 t   | 115.3 t  | 148.3 m                 | 1.6秒          | 38話   |

### 仮面ライダーグレア2
ヴィジョンドライバーとプロビデンスカードで変身する仮面ライダー。22・33・34話ではチラミが、27・28話ではベロバが変身した。
変身音声は「I HAVE FULL CONTROL OVER GLARE2」。
グレアと同様に両肩と胸、両膝の5か所に装備したヒュプノレイを他のライダーの頭部に被せることで操ることが可能。ギロリが変身したグレアよりスペックは劣るが、ギーツたちを予測不能な行動パターンによって翻弄した。両足を揃えて必殺キックを放つが、バッファ（ジャマ神）には通用せず、ギーツとバッファに倒された。
ベロバはチラミの指紋をスキャンして、ヴィジョンドライバーの指紋認証を突破して変身した。エネルギーを足に集め、ジーンに必殺の回し蹴りを決めた。
- グレアの一部を色替えして少しだけ異なるデザインというオーダーで、ギロリのシリアスな雰囲気とは異なり、ギャップのあるユニークなキャラクターということから、ノイズグラフィックを追加して、スーツに対する適正がギロリよりも低く、無理矢理チューニングしているような、安定していない雰囲気を出している[78][95]。ノイズグラフィックは、トリッキーな印象を狙うために、道化師の化粧に見立てている[78][95]。
- アクションの際に膝に付いているパーツが干渉するため、横になるべくズラしていたという[71]。

スペック
| 名称                               | 身長     | 体重    | パンチ力 | キック力 | ジャンプ力 （ひと跳び） | 走力 （100 m） | 初登場 |
| ---------------------------------- | -------- | ------- | -------- | -------- | ----------------------- | -------------- | ------ |
| 仮面ライダーグレア2[197]           | 207.4 cm | 89.3 kg | 29.0 t   | 57.9 t   | 75.2 m                  | 2.5秒          | 22話   |
| 仮面ライダーグレア2（ベロバ）[197] | 202.8 cm | 69.1 kg | 38.8 t   | 70.4 t   | 91.4 m                  | 2.2秒          | 27話   |

### 仮面ライダージーン
ジーンがジーンレイズライザーカードで変身するギンギツネをモチーフとした仮面ライダー。
変身時の固有音声は「ZIIN」。
レーザーレイズライザーによる銃撃戦が得意で、壁面などに重力を無視して立つことが可能で、重力の方向を変更しながらの戦闘が可能。「感動」を変身者が覚えることにより腕部デザイナリーアームの腕力が洗練される。
- スーツは1体が新規造形されている[115][116]。前方に突き立てられた角をキツネの耳に見立てるなど、ギーツのモチーフであるキツネを取り入れている一方で、ジーンが次元を超越した遥か未来からの来訪者であるため、デザイアグランプリ参加者たちの仮面ライダーとは明確に異なるものとなっており、片側に大きくパーツがせり出すなどアシンメトリーの特異な形状でスタイリングされている[出典 139]。2本の突起を額に設けることで銀狐の耳と同時に般若面にも見えるイメージを与えている[出典 140]。マスクと胸にレイズライザーカード状のパーツが斜めに突き刺さり、腰から足首まで一直線に伸びるパーツや頭部を覆う面積の複眼などチャレンジングな要素が多い[出典 141]。全身に走るラインは無機質な立体迷路をイメージしており、デザインコンセプトは工業製品のようなスマートさとなっている[出典 140]。カラーリングもアシンメトリーに白黒を配色し、差し色のパープルとブルーのグラデーションで未来感を狙っている[78][95]。
- 変身ポーズはギーツと並ぶことを意識して、左足を前に出して対照的になるようにして、指を鳴らすところや腕の回しかたはギーツと共通感を出している[出典 142]。腕の動きはZになっており、英寿も小文字のaを描いており、対象となっている[79]。また、レイズライザーカードをレーザーレイズライザーにセットする際、カードホルダーの端を持つところは仮面ライダーWに変身する左翔太郎がベルトを着けるときの雰囲気を意識している[出典 143]。ライズカートリッジを取り付ける動きも変身ポーズに取り入れられている[78]。初期のころは「ちょいキツネ」という感じであったが、一度離脱して帰ってきてからは、指をちゃんと立ててしっかりとキツネを見せるようにしている[79]。
- ジーンを倒すための布石として、重力操作の際には、指を1本立て、続けて操作する際には指を2本、3回目には3本立てており、1回の変身で3回しか操れないという裏設定で制約をつけている[126]。

必殺技
レーザービクトリー
強力なレーザーをレーザーレイズライザーから放つ。

### 仮面ライダーベロバ
ベロバがベロバレイズライザーカードで変身するウシをモチーフとした仮面ライダー。
変身時の固有音声は「BEROBA」。
変身とともにビッグメタマテリアルで生成された体が構成される。変身者の「愛憎」が高まるほど頭部のツノ・ベロバホーンの戦闘力が高まる。
- 当初はライダー型の巨大ロボットとなる予定であったが、バッファに合わせてモチーフをウシにアレンジしている[78][95]。全体のデザインラインはジーンを基に、後ろから前方にかけてカードが刺さっている[78][95]。
- フルCGで表現されている[173]。
- 変身ポーズにはバッファと揃えた部分やダンスのような動きを取り入れている[92]。

形態
プレミアムベロバ
ブラックレイズライザーカードをレーザーレイズライザーに装填して変身した姿。
超耐久力を持つ。
- 15歳の並木が変身前を演じることからあまりエロい感じにはしないでほしいというオーダーがあったという。仮面ライダーベロバがアシンメトリーで、カードが斜めに刺さっているが、こちらには斜め要素はあまり入っていない。
- 仮面ライダーの変身とは差別化するために、データのようなマテリアルが有機的に変質して外装となるように演出している。

スペック
| 名称                    | 身長      | 体重       | パンチ力 | キック力 | ジャンプ力 （ひと跳び） | 走力 （100 m） | 初登場 |
| ----------------------- | --------- | ---------- | -------- | -------- | ----------------------- | -------------- | ------ |
| 仮面ライダーベロバ[199] | 1108.1 cm | 17561.6 kg | 36.6 t   | 66.4 t   | 59.8 m                  | 5.1秒          | 23話   |
| プレミアムベロバ[199]   | 211.7 cm  | 98.7 kg    |          |          |                         |                | 42話   |

必殺技
レーザービクトリー
大型化したレーザーレイズライザーからゼロ距離射撃で衝撃波を放つ。これによって跡形もなくジャマーガーデンを吹き飛ばした。

### 仮面ライダーケケラ
ケケラがケケラレイズライザーカードで変身するカエルをモチーフとした仮面ライダー。他のサポーターが推しのライダーに近い動物をモチーフにいているが、ケケラは忍者を意識してカエルにしている。
変身時の固有音声は「KEKERA」。
口から伸縮自在の舌・ケケラタンを出して攻撃し、仮想空間に半身を沈めて遊泳するように高速移動するほか、変身者の「楽しい感情」が頂点に達すると四肢デザイナリーレッグが強化される。
- タイクーン ニンジャフォームとのタッグを想定して、巨大なカエル型のライダーとなった[78][95]。ジーンと同様のデザインコンセプトで、横からカードが刺さっている[78][95]。
- フルCGで表現されている[173]。

形態
プレミアムケケラ
ブラックレイズライザーカードをレーザーレイズライザーに装填して変身した姿。
伸縮自在の舌と超跳躍力を備え、泡のような物体を口から出し、攻防に用いる。
- 仮面ライダーケケラのアシンメトリーなカラーリングを拾い、斜め要素を色味に少し入れている。
- 仮面ライダーの変身とは差別化するために、データのようなマテリアルが有機的に変質して外装となるように演出している。

スペック
| 名称                   | 身長     | 体重     | パンチ力 | キック力 | ジャンプ力 （ひと跳び） | 走力 （100 m） | 初登場 |
| ---------------------- | -------- | -------- | -------- | -------- | ----------------------- | -------------- | ------ |
| 仮面ライダーケケラ[82] | 250.8 cm | 185.5 kg | 21.4 t   | 59.2     | 107.7 m                 | 3.6秒          | 24話   |
| プレミアムケケラ[82]   | 194.8 cm | 88.4 kg  |          |          |                         |                | 42話   |

必殺技
レーザービクトリー
強力なレーザー光線をレーザーレイズライザーから放つ。
レーザークラッシュ
相手をカード型のエネルギー体で別の場所へ転送する。

### 仮面ライダーキューン
キューンがキューンレイズライザーカードで変身するグリフォンをモチーフとした仮面ライダー。
変身時の固有音声は「KYUUN」。
物体のみならず空間をも切り裂くエネルギーを蓄えた爪を有するほか、変身者の「切ない感情」に連れて背面の翼ディメンションウイングの飛行速度が上昇する。闘牛ゲームではナーゴの戦いをカード型のエネルギー体を投げつけて助けた。
- 当初はドラゴンをイメージしていたが、ナーゴと共通の動物、ということでネコ科のライオンがモチーフとなった[78][95]。ジーンに全体のデザインラインを合わせて、上下方向にカードが刺さっている[78][95]。

必殺技
レーザービクトリー

### 仮面ライダーグルービー
永山一徳が変身するビーグル犬をモチーフとした仮面ライダー。
- マスクはブッチーの色替えで、金色にしてゴールデンレトリバーにするという案もあったが、こちらが最終的に採用となった[55]。バセットハウンドをモチーフに描いていたが、バセットハウンドのように長い顔ではなかったことから、ビーグルに見えるということで、ビーグルモチーフのライダーとなった[55][95]。

形態
エントリーフォーム
グルービーIDコアでエントリーするグルービーの基本形態。
ニンジャフォーム
ニンジャバックルを使用して変身する形態。

スペック
| 名称                   | 身長     | 体重     | パンチ力 | キック力 | ジャンプ力 （ひと跳び） | 走力 （100 m） | 初登場 |
| ---------------------- | -------- | -------- | -------- | -------- | ----------------------- | -------------- | ------ |
| エントリーフォーム[37] | 198.7 cm | 98.1 kg  | 1.4 t    | 3.3 t    | 4.9 m                   | 8.1秒          | 33話   |
| ニンジャフォーム[37]   | 198.7 cm | 101.7 kg | 2.3 t    | 4.6 t    | 19.1 m                  | 5.5秒          | 33話   |

### 仮面ライダーランサー
ベンが変身するヒョウをモチーフとした仮面ライダー。
形態
エントリーフォーム
ランサーの基本形態。
ビートフォーム
フィーバースロットバックルを使用して変身する形態。

### 仮面ライダーガルン
ジョンが変身するトラをモチーフとした仮面ライダー。
形態
エントリーフォーム
ガルンの基本形態。
ビートフォーム
ビートバックルを使用して変身する形態。

### 仮面ライダーハクビ
桜井沙羅が変身するハクビシンをモチーフとした仮面ライダー。
- 景和の姉の沙羅が変身することから、タヌキに似た動物としてハクビシンが選ばれ、レターのマスクを基にデザインされた[出典 148]。ヤギや羊が基になっているため、ハクビシンそのものの配色を忠実に再現して、それらしく見えるようにしている[202][95]。その後、ターボン、ブラーリになった後、ファイナルステージで再度ハクビとなった[173]。
- 変身ポーズは、志田の妹の志田こはくが演じた『暴太郎戦隊ドンブラザーズ』のオニシスターのオマージュも入れており、手を腰に当てているが、両手でやるとそのままになるため、片手のみ当てている[85]。

形態
エントリーフォーム
ハクビIDコアでエントリーするハクビの基本形態。
アームドクロー
クローバックルを使用して変身する形態。
スペック
| 名称                   | 身長     | 体重    | パンチ力 | キック力 | ジャンプ力 （ひと跳び） | 走力 （100 m） | 初登場 |
| ---------------------- | -------- | ------- | -------- | -------- | ----------------------- | -------------- | ------ |
| エントリーフォーム[86] | 190.0 cm | 64.3 kg | 0.5 t    | 1.2 t    | 4.3 m                   | 9.2秒          | 34話   |
| アームドクロー[86]     | 190.0 cm | 65.4 kg | 0.5 t    | 1.2 t    | 4.3 m                   | 9.2秒          | 34話   |

必殺技
クローストライク
アームドクローの必殺技。

### 仮面ライダーギャーゴ ファンタジーフォーム
鞍馬光聖がギャーゴIDコアとファンタジーバックルで変身するボブキャットをモチーフとした仮面ライダー。
幻想を具現化して作り出したエネルギー体・ファンタジーエフェクトを、攻防に用いる。
- ギーツIXを最後のキャラクターに予定していたが、光聖を変身させないと詐欺だろうというのはあったため、最後の方にギャーゴにすることとなった[15]。
- マスクはシーカーの改造で、シーカーのツノをカットしてネコ科の耳に見立てて、耳先が尖っているボブキャットがモチーフとなった[87][95]。ボブキャットの耳の先端にある黒くて短い房毛は、尖っているように見えるため、シーカーの角のシャープさを活かすこととなった[87][95]。シーカーの顎は取り外せない構造のため、ビルダーフォームの顎をそのまま塗り替えて、賢者や魔法使いの口ひげを表現している[87][95]。ネコ科の動物に見えるように、複眼を釣り上げた雰囲気にペイントしている[87]。ローブ風の腰布を付けて威厳を出していたが、同様のシルエットのキャラクターが後半に増えてきたため、腰布は取られた[87]。
- 拳を最初に握り込み、顔の前にバックルを出して持ってきて[141]、ナーゴが猫の手のような変身だったため、それをイメージしながら、斜になって構えて爪を立てた変身ポーズとなっている[203]。祢音にIDコアを渡す際に、「このIDコアには私の想いが込められている」というセリフがあり、オンエアではカットになったが、そのセリフのニュアンスをポーズの中に入れるため、握り拳をグッと出すひと振りを入れている[203]。泥臭く一生懸命な戦い方となっている[141]。
- 守るための変身というイメージで盾を召喚して戦うイメージのエフェクトとなっている[141]。

テレビシリーズ以外の作品に登場する仮面ライダーギャーゴ
アームドシールド
ファイナルステージに登場。
シールドバックルで変身する形態。

必殺技
ファンタジーストライク
ファンタジーフォームの必殺技。

### 仮面ライダーターボン
浅利切人が変身するイノシシをモチーフとした仮面ライダー。
- 2種類のライダーをパーツの付け外しのみで作ってほしいというオーダーで、当初はリカオンとハイエナで描いたが、2体の差を出しにくかったため、イノシシとコウモリが採用された[202][95]。ブタ鼻パーツをハクビに追加して、色替えすることで2体を表現し、ギャングということから、悪そうな目つきにしている[202][95]。

形態
エントリーフォーム
ターボンIDコアでエントリーするターボンの基本形態。
アームドチェーンアレイ
チェーンアレイバックルを使用して変身する形態。
スペック
| 名称                       | 身長     | 体重     | パンチ力 | キック力 | ジャンプ力 （ひと跳び） | 走力 （100 m） | 初登場 |
| -------------------------- | -------- | -------- | -------- | -------- | ----------------------- | -------------- | ------ |
| エントリーフォーム[89]     | 199.8 cm | 104.3 kg | 2.6 t    | 7.2 t    | 3.6 m                   | 11.1秒         | 43話   |
| アームドチェーンアレイ[89] | 199.8 cm | 105.4 kg | 2.6 t    | 7.2 t    | 3.6 m                   | 11.1秒         | 43話   |

必殺技
チェーンアレイストライク
アームドチェーンアレイの必殺技。レイズチェーンアレイを投擲し、周囲を破壊する。

### 仮面ライダーブラーリ
沼袋一男が変身するコウモリをモチーフとした仮面ライダー。
- イノシシに似た特徴的な鼻のコウモリが選ばれ、顔だけで表現することから、耳パーツのデザインにコウモリの一番の特徴である羽のイメージも取り入れている[202][95]。

形態
エントリーフォーム
ブラーリIDコアでエントリーするブラーリの基本形態。
アームドハンマー
ハンマーバックルを使用して変身する形態。
スペック
| 名称                   | 身長     | 体重     | パンチ力 | キック力 | ジャンプ力 （ひと跳び） | 走力 （100 m） | 初登場 |
| ---------------------- | -------- | -------- | -------- | -------- | ----------------------- | -------------- | ------ |
| エントリーフォーム[89] | 202.9 cm | 112.1 kg | 1.5 t    | 3.9 t    | 6.8 m                   | 9.6秒          | 43話   |
| アームドハンマー[89]   | 202.9 cm | 113.2 kg | 1.5 t    | 3.9 t    | 6.8 m                   | 9.6秒          | 43話   |

必殺技
ハンマーストライク
アームドハンマーの必殺技。地面をレイズハンマーで叩き、衝撃波で攻撃する。

### 仮面ライダーリガド
ジットがジリオンドライバーとシリウスカードで変身する仮面ライダー。
変身音声は「ENFORCEMENT OF VIOLENCE,REGAD」。
オーディエンスアイとコネクトし、自らの願いを破壊の力に変換する。超常的な加速能力を持ち、眼にも止まらぬ速さで動きながら、連続攻撃を仕掛ける。
- スーツは腰布を追加してグレアやゲイザーよりも荘厳な佇まいを醸し出している[出典 151]。胸部のリアクターの大きな円形の意匠を中心に、目をイメージした丸いディテールを身体中に付けている[72][95]。エントリーフォームのベーススーツに当て布で腹部のリボルブオンの斜めのラインを覆い、マスク、前腕、スネ（ブーツ）はゲイザーの色替え、両腕の肩下（二の腕）パーツと腰布は新規造形となっている[72][70]。
- 変身完了時に出現するラインの模様と黄色い二重丸は、シリウスカードのデザインから着想を得ている[177]。

### 仮面ライダーリガドΩ
スエルがΩモードに移行したジリオンドライバーとシリウスカードで変身する仮面ライダー。
変身音声は「CREATION AND MASTER OF ALL,REGADΩ」。
リガドとは違い、見開いた単眼ロプスプレコグヴィジョンがある。無数のVIPのオーディエンスアイと融合・ダイレクトコネクトすることで、VIPの強い願いを変換させた強大な破壊力を発揮する。
強力なビームを全身の眼・タイタンアイから放つほか、カードをスキャンすることで必殺パンチを発動する。相手が停止して見えるほどに超加速したり、時間を逆行させる力を持ち、変身能力を景和たちから奪った。
- 名前の由来は「眼」と「凝視する」という意味の「REGARD」の韻を踏みつつギリシャアルファベットの最終文字を掛け合わせたもの[70]。
- 当初はゲイザーの色替えという話だったが、ゲイザーはプロデューサーの専用スーツであり、創始者専用のスーツとして新規にデザインされ、目がないというコンセプトで通していた運営側のライダーと異なり、ラスボスは目をモチーフにしている[72]。グレアとゲイザーのマスクは目を瞑っていたが、それがついに開眼するというコンセプトで、神々しさと邪悪さを同時に狙っている[72][95]。
- 当初の想定ではマスクにバイザー状のパーツを上から追加することで開眼ギミックを入れる予定であったが、強度的な問題も鑑みて開眼面は新規造形となっている[72][70]。
- 変身完了時に出現するラインの模様と黄色い二重丸は、シリウスカードのデザインから着想を得ている[177]。Ωの方がさらに強いキャラであるというのが分かりやすいように、リガドよりエフェクトの量を増しており、体に入るオーディエンスアイの数も10体から100体以上に増加させている[177]。

### 仮面ライダーブッチー
『パンクジャック』に登場。雨宮ヒロキが変身するダルメシアンをモチーフとした仮面ライダー。
デザイアグランプリにバンドが売れている世界を願って参加する。
- マスクはロポの改造[55][95]。当初はハイエナを出す予定であったが、ダルメシアンにしてほしいというオーダーから、白にスポットを入れたダルメシアンの色にして、垂れ耳にしている[55][95]。

形態
アームドハンマー
ブッチーIDコアでエントリーし、ハンマーバックルを使用して変身する形態。

### 仮面ライダーゲイザーゼロ
『ゲイザー』に登場。ネメルがジリオンドライバーで変身する仮面ライダー。
変身音声は「CONTROL WITH ABSOLUTE POWER,GAZER ZERO」。

### 仮面ライダージーンゲイザー
『仮面ライダーアウトサイダーズep.7 アウトサイダーズと最期の戦い』に登場。ジーンがレーザーレイズドライバーで変身する仮面ライダー。
変身音声は「LINK TO EXCITEMENT ZIINGAZER」。
ツール
レーザーレイズドライバー
ジーンゲイザーの変身ベルト。

### GMライダー
16・22話に登場。仮面ライダーゲッシーと仮面ライダーチュータがグレアまたはグレア2によって頭にヒュプノレイを装着されて洗脳された姿。
謀略編のデザイアグランプリのデザ神決定戦・狐狩りゲームではギーツを狙う猟犬の役目を、乖離編の鬼ごっこゲームではプレイヤーの妨害役を担った。
形態
アームドアロー
アームドドリル
アームドプロペラ
アームドハンマー
モンスターフォーム

### ジエンドライダー
強制的に終幕のデザイアグランプリに参加させられた一般人が変身した仮面ライダー。ゲームスタートと同時に一斉に変身する。
小型バックルを装填した状態で変身し、相手のライダーの幸せ度が視界に表示され、幸せを各々が奪い合う。敗北した者や逃亡した者はゲームマスターに爆破されてしまう。
形態
アームドアロー
アームドドリル
アームドプロペラ
女子高校生が変身したが、恋人の男子高校生とともに逃亡を試みたことで爆破された。
アームドハンマー
アームドウォーター
男子高校生が変身したが、恋人の女子高校生とともに逃亡を試みたことで爆破された。
アームドチェーンアレイ
アームドシールド
主婦が変身したが、武器を乱戦を止めようとしたギーツに奪われた。
アームドクロ―
道長に救われたライダーや、必殺技で戦うライダーがいた。

### 警備隊ライダー
『パンクジャック』に登場。デザイアグランプリの警備を担当する未洗脳の状態のGMライダー。レイズバックルを用いず、IDコアとデザイアドライバーのみで戦い、「執行」の号令で変身する。
ゲームから逃亡しようとする参加者の捕獲が使命だが、自分たちの理想の世界を叶えようと企み、ギロリを決勝戦に乗じて襲った。

### ジャマトライダー
ポーンジャマトがディスコアIDをセットしたデザイアドライバーにジャマトバックルをセットして変身する仮面ライダー。男性型と女性型が存在する。
茨・ブロイアームズを手や足から放って攻撃する。
- 12話で5人分のフィーバーフォームが初登場となり、倒す敵が必要ということとなったが、ルークとナイトは登場しており、次のステージのイス取りゲームでビショップが出ることから、2体のエントリーフォームのスーツが使えたため、マスクを作ってパワーアップした2体の新キャラのジャマトという設定での登場となった[149]。
- ジャマトのイメージを残したいことから、ポーンジャマトを参考にデザインしている[149][95]。マスクは当初、枯れたポーンジャマトそのものであったが、監督の杉原から少し地味すぎるということがあったため、ポーンジャマトの左目部分が割れて、ライダーらしい複眼がそこから出てきたようなイメージで描き直している[149][95]。複眼を植物の種に見立てて、植物をその割れ目から生やして、ライダーの触覚を意識しており、ポーンジャマトのデザインを踏襲して緑から紫に変わるグラデーションとなっている[149][95]。デザイアドライバーで変身しているが、上半身と下半身の変身ルールを破壊するほどに植物が全身に侵食しているイメージでツタを這わせている[149][95]。胸から腹に垂れている前垂れは、ポーンジャマトのマスクから伸びた意匠をアレンジしている[149]。
- 触手がベルトから出るだけでなく、触手がポーンジャマトの顔の穴から1つ1つ出てきているようにしている[177]。触手が左目だけ先行して隙間を開けたり液体が滴ったり、おどろおどろしいものを目指している[177]。

形態
ブーストジャマトフォーム
フィーバースロットバックルとジャマトバックルを使用することで変身した形態。
モンスタージャマトフォーム
フィーバースロットバックルとジャマトバックルを使用することで変身した形態。27・28話ではGMジャマトライダーの状態で変身した。
GMジャマトライダー
グレア2によって頭にヒュプノレイを装着された形態。
マグナムジャマトフォーム（ハッキング）
マグナムバックルとジャマトバックルを使用することで変身した形態。27・28話ではGMジャマトライダーの状態で変身した。

スペック
| 名称                                          | 身長     | 体重    | パンチ力 | キック力 | ジャンプ力 （ひと跳び） | 走力 （100 m） | 初登場 |
| --------------------------------------------- | -------- | ------- | -------- | -------- | ----------------------- | -------------- | ------ |
| ジャマトライダー[150]                         | 211.4 cm | 66.7 kg | 2.8 t    | 7.0 t    | 13.5 m                  | 7.4秒          | 11話   |
| ブーストジャマトフォーム[150]                 | 211.4 cm | 73.2 kg | 22.4 t   | 56.0 t   | 108.8 m                 | 2.6秒          | 25話   |
| モンスタージャマトフォーム[150]               | 211.4 cm | 77.5 kg | 9.8 t    | 21.0 t   | 14.0 m                  | 7.2秒          | 25話   |
| マグナムジャマトフォーム（ハッキング）[150]   | 211.4 cm | 70.9 kg | 3.4 t    | 8.3 t    | 16.1 m                  | 7.0秒          | 27話   |
| モンスタージャマトフォーム（ハッキング）[150] | 211.4 cm | 77.5 kg | 9.8 t    | 21.0 t   | 14.0 m                  | 7.2秒          | 27話   |

必殺技
ジャジャジャストライク
ブロイアームズを腕に纏ってパンチを放つ。

## ジャマト
本作品の敵であるデザイアグランプリの敵キャラクターとして生み出された怪人。目的やどこから来たのかは不明で、人間世界を恐怖に晒すことから、街の平和を守るためにデザイアグランプリが誕生した。
戦闘員やラスボスの他に、中ボスのようなポジションのルークジャマトが存在する。
アルキメデルが品種改良を行い、退場したデザイアグランプリ参加者のIDコアを養分に育成しており、植物のように成長する。
また、進化するとIDコアの持ち主である人間に擬態するだけでなく、知恵や記憶を身に着けるようになった進化したジャマトも現れた。
その正体はデザイアグランプリの運営が用意した敵役で、ゲームが開催される時代やゲームの内容に合わせてさまざまな特性を持つジャマトが作られ、未来世界で地球を侵食して滅ぼした突然変異植物の種から開発されたものであることから、植物の性質を持つ。
- デザインを担当した竹谷隆之に、敵の設定を伝えたところ、「植物」をモチーフとすることとなった[13][149]。徐々に植物から進化していき、自分の意思で動くようになっていくというイメージとなっている[149]。ゲームの仮面ライダーということから、ゲームの敵にするためチェスの駒というデザインコンセプトとなり、チェスの駒の頭部に食虫植物やトゲが付いているものなど少し怖めの植物の掛け合わせとなっている[201]。和風のテイストを若干入れるというオーダーがあり、植物と和風のテイストを体に入っている模様に入れている[201]。素体はルークジャマトの引き算で描かれたもので、レイヤーでデザインしていたため、腕のディテールや上半身を削除し、追加のディテールを描き足して仕上げている[201]。

ポーンジャマト
本作品の戦闘員である下級ジャマト。行動様式や扮装がゲームごとの世界観や内容に異なり、固有の能力を有する。多数の個体による集団戦術を特徴としている。
- モチーフはチェスの「ポーン」。丸い頭にしているが、ただの球ではなく頭蓋のようにして、全身の模様で植物要素を表現している。具体的なモチーフの植物はないが、蔦や根であったり、和風ということから唐草文様のような日本によく見られる植物柄のイメージを取り入れている。模様やマスクに棘のような意匠も入れて、できるだけ悪っぽく見えるようにしている。衣装を着た際に外せる想定で肩パッドを体に付けている。

ポーンジャマト（品種改良種）
大智が、強力に進化する事例の研究データを発展させ、改良を独自に施した特殊ジャマト。ジャマトが人の記憶を吸収する特性があることに気付いた大智が、ジャマトを虫のようなサイズに小型化し、人間に寄生するように品種改良した。生物に寄生することで対象をポーンジャマトに変化させる能力を持つ。
段階的に寄生は進行し、ステージ1ではジャマトを排除することで宿主が元に戻ることができるなど症状が比較的軽いが、ステージ2に移行すると、寄生を回避することは不可能となる。大智が育てる知恵の樹に寄生された人の記憶が集められた。

ベイビージャマト
ジャマーガーデンで作られていたジャマトの幼体。植物の実のようにジャマーガーデンに吊り下がって成長する。退場者の体とIDコアが肥料に使用されており、退場者の容姿や記憶をIDコアからコピーするジャマトも生まれた。
- デザインイメージは種子蛹。

ダンクルオステウスジャマト（古代魚ジャマト）
古生物種ジャマトで、アルキメデルによって古代の地層から復元された。硬い外骨格で全身を包んでおり、大剣ラン・ド・クリープが武器で、獰猛かつ好戦的な性格。
アルキメデルの血を養分に育ち、アルキメデルを捕食したことでその意志を吸収して人格を受け継ぎ、彼の姿を行き来し、暗躍した。
ギーツとバッファに倒され、ジャマトに囲まれる幻想を見ながら息絶えた。
- 古代生物と言われたため、『仮面ライダーBLACK SUN』のビルゲニアをリスペクトして古代魚となり、カラーもビルゲニア色で指定している。顔が出ていたビルゲニアに対して、顔の部分を真っ黒にして闇にしている。古代要素のモチーフに合わせて体の模様は和風柄の縄文土器ディテールとなっている。武器はキングの駒に形が似ているライオンゴロシがモチーフとなっている。

マーレラジャマト（三葉虫ジャマト）
大智が新世界のジャマ神となるために古代生物種ジャマトの遺伝子を取り込んで自身を変工させた姿。壁や床を砂状に変化させて自在に潜り込んで砂中を移動する。
- 三葉虫がモチーフで、三葉虫の怪人と言えば、『仮面ライダー』のザンブロンゾであるため、色は「発色のよいザンブロンゾのように」とデザイン画に書いており、パールカラーのようにという希望から、メタリックに塗られている。

## 用語
デザイアグランプリ
英字表記はDGP（DESIRE GRAND PRIX!）、略称はデザグラ。デザイアドライバーとIDコアを与えられて招待されたゲームプレイヤーの候補者たちが参加するジャマトから街の平和を守るための生き残りゲーム。
デザイアグランプリが終了するごとにジャマトに関する人々の記憶がリセットされるように設計されているが、IDコアを手にすると忘れていた記憶が呼び覚まされる。オーディエンスからの公募でゲームマスターによって選定された出場者たちにはIDコアが入ったミッションボックスを手渡され、ドライバーにIDコアをセットすると、デザイア神殿に転送され、エントリーしたとみなされる。「デザイアカード」が配られ、ゲーム前に叶えたい望みをその裏面に記載し、シーズンの最終戦で生き残った勝者のみが「デザ神（）」となり、その望み（理想の世界）を叶えられる権利が手にできる。デザ神が願いを叶えると世界は作り変えられ、人々の記憶もリセットされるが、一度デザ神が叶えた願いは他のデザ神の願いに抵触しない限りは継続する。また、エントリー権の譲渡はゲームマスターの許可があれば可能である。デザイアカードに記入する願いは自由だがデザイアグランプリの機密に関連する願いは却下され、書き込むことが不可能。
ゲームマスターはプロデューサーによって任命され、ゲーム内容を、プロデューサーが開催を決めた時代に合わせて考案し、生産場のジャマーガーデンに敵役のジャマトを発注する。
ジャマトが出現するとその地点を中心とした円形の範囲が赤い鉄条網の透明な障壁・ジャマーウォールで隔絶されてジャマーエリアとなり、出入りが不能となる。ジャマトが出現すると、スパイダーフォンから「GATHER ROUND」の音声とともに予告されるが、ラスボスの場合は予告なしでゲームが開始する。ゲームの都度ゲームマスターによってルールやミッション、勝利条件が設定され、強敵を倒したり、人助けなどをするとスコアが加算される。ただし、出場者への攻撃は例外を除いて違反行為となっており、違反者はスコアが減点される。出場者同士の交渉による協力やバックルの譲渡は認められており、ミッションによっては他の参加者のアシストもポイント加算されるほか、各ライダーのサポーターが設定したシークレットミッションをクリアすることでバックルを手にすることもできる。また、ゲームマスターの承認がなければ、ゲームクリアとはならない。
ゲーム中のペナルティーやジャマトによるダメージはゲーム終了とともにリセットされる。
デザイアグランプリの敗北は「退場」と「脱落」の2種類があり、ゲーム中にジャマトの攻撃などによってIDコアが破損すると参加者が赤いノイズに包まれてレイズバックル以外が消滅し、「MISSION FAILED」の音声とともにデザイアグランプリから退場してしまい、現実世界でも実際に死亡する。また、スコア最下位や、怪我などによって続行不能となってゲームから脱落すると「仮面ライダー失格」となり「RETIRED」の音声とともにIDコアが消滅し、出場者自身も青い光に包まれて消滅するが退場者とは異なり、デザイアドライバーは残される。脱落となった出場者は、デザイアグランプリに関する記憶を消されて元の生活に戻されるが、デザイアカードに記載した理想を願う心（=ギラギラ）を失う。また、デザ神以外の参加者も、デザイアグランプリの記憶を失い、元の生活に戻されるが、オーディエンスの要望で参加者が選ばれる側面があるため、人気がある者は何度も参加し、失われた記憶をその都度取り戻すこととなる。
デザイアグランプリの出場者が全滅するとゲームオーバーとなり、ジャマーエリアに存在する人々はジャマトによって根絶やしにされてエリアも消滅し、人々の記憶からも消される。
出場者以外の第三者にデザイアグランプリの情報を公開することは禁止されており、違反者は即脱落となる。
その実態は、ライダーたちの活躍を娯楽を求める遥か未来の存在であるオーディエンスが、限られた命だからこそ得られた感動を失い、現代の人々がギリシア神話や戦国時代をエンターテイメントとして楽しむように、過去の世界を舞台に勧誘した古代人の生きざまをエンターテインメントとして配信して楽しもうとして作り出した、勝敗に一喜一憂するリアリティーライダーショーであった。オーディエンスと呼ばれる未来人の視聴者たちは、中継カメラ・オーディエンスアイを通じてデザイアグランプリを観戦している。
21世紀より遠い未来の地球は突然変異した植物に侵食され、人類が生存できない地に変貌してしまった。生き延びるために人類は、肉体を捨て、思念体に進化して宇宙空間のメタバース空間へと移住する。肉体を持たない彼らは寿命を含めてデザインされており、未来人たちは長い人生を持て余し、娯楽をやがて生きる糧とするようになった。過去の世界へ四次元ゲートを通して向い、リアリティーショーとして現地の人間が戦うさまを楽しむようになっていった。
初期のデザイアグランプリでは、勝者は栄光を称えられ、金貨を報酬として与えられた。だが、ナビゲーターのミツメが約2,000年前に創世の女神となったことで、世界を創世の女神の力で創り変えることが可能となったことで、過去の世界に本格的に干渉する大掛かりなものとなっていった。そして、ゲームの敵役として地球を侵食した植物からジャマトを作り、仮面ライダーとなった参加者が現地人を襲う悪のジャマトを打ち倒すという形式になった。運営はやがて、創世の力がギラギラに呼応して発動することを知り、より多くの願いを集めるために、願いをデザイアグランプリの脱落者から奪うシステムを構築した。また、ナビゲーターは創世の女神の後継者を生み出すために、ミツメのコピーとしてデザインされ、創成の力を秘めている。
デザイアグランプリで犠牲になった人々の幸せは創世の女神の下へ集められ、それが勝者の大きな幸せに変換されていることや、その犠牲者の幸せを基にして生まれたのが英寿であることが明かされる。
英寿が創世の力を得たことでリセットされた世界では、英寿がたった一人でジャマトの残党を倒すため、見返りのないデザイアグランプリを戦っていた。
- ロゴは有刺鉄線で全方向を囲われたデスマッチのリングの中、どちらに走っても逃げられないよ、という意味を意匠化している。

終幕のデザイアグランプリ
スエルが仕掛けた残酷なショーを好むVIPのオーディエンスに向けて配信されたゲームで、黒いツムリがデザイアドライバーとIDコアを一般人に配布し、人々を黒いツムリの号令でジエンドライダーに変身させ、幸福度の奪い合いをライダー同士でさせた。
戦意喪失した者や敗北した者、逃亡した者は審判を務めるゲームマスターによって爆破される。

ジャマトグランプリ
チラミからヴィジョンドライバーを奪ったベロバが開催したジャマトが理想の世界を叶えるために人類と戦うゲームで、ラスボスであるニラムからヴィジョンドライバーを奪い、ニラムを倒した際にスコアが最も高かったジャマトは「ジャマ神」となって不幸の世界を叶える権利を手に入れることができる。
スコアは誰かの大切なものをあらゆる手段で壊すことで溜まり、夢や命、家族などそれぞれにスコアが割り振られており、デザイアグランプリに参加するライダーも敵役で倒すと1万点と設定されている。
ペナルティは存在せず、協力・裏切り・妨害などのあらゆる行為が認められている。ただし、サポーターが直接ゲームに関与してはいけない。
- ロゴは、デザイアグランプリを模倣したもののため、同じままの構成でジャマトらしくするため植物要素を入れている。

デザイアロワイヤル
ツムリの願いによって復活した英寿を見たスエルが開催した新たなゲーム。過去のデザイアグランプリとは異なり、ライダー同士が争うゲームで、最後に残った仮面ライダーが、デザイアグランプリの行く末を決める、というルールである。
バッファとのハンデを埋めるためにIDコアをジャマーガーデン跡地から回収するミッションが行われたが、グランドエンドをスエルが決行したことで、最終的な勝負が決まらないまま打ち切りとなった。
- ロゴは『MOVIEバトルロワイヤル』に登場するコラスのマスクをモチーフにデザインしている。

デザイア神殿
所在地不明の空間にあるデザイアグランプリの拠点となる神殿。参加者がドライバーにIDコアをセットすると、エントリーとみなされ、転送される。ナビゲーターやゲームマスターがここに常駐しており、未来世界へとつながる四次元ゲートの出入り口も設定されている。
また、特典としてミッションの合間にはサロンが無料で各種サービスを利用でき、参加者の駆け引きの場として、バックルのやり取りが行われた。サロン内ではいかなる暴力妨害行為も禁止されており、違反者は即脱落となる。また、サロン内にはトレーニングエリアもあり、水中や空中などでトレーニング用の仮想ジャマトを相手に各ゲームに応じた特訓が可能となる。
ゲームの参加時間に応じて「デザイアマネー」と呼ばれる通貨が得られ、衣服などを購入したりすることは可能だが、バックルなどの装備品は実装されていない。
- 広間はステージが周囲に位相空間がある中に浮かんでいるような基礎デザインとなっている。当初はLEDウォールを用いた合成前提で動いていたが、諸般の事情で『機界戦隊ゼンカイジャー』や『暴太郎戦隊ドンブラザーズ』で行われていたライブ合成撮影となった。大会ロゴをど真ん中に入れたプロレスのリングのようなステージを基に、8つの監視モノリスで囲うレイアウトにしている。監視モノリスは劇中では触れられていないが、DGPプレイヤーの個人情報やバイタル、行動予測や心理状況などをすべて抜いて監視しているAIコンピューターであるという。『2001年宇宙の旅』のHAL9000が8方向から囲んで見ているというイメージで、運営とAIにプレイヤーの動向が監視されているという不気味さを狙ったという。神殿らしさの記号として、異様に長いメタルのエンタシス柱を外郭に配置している。無作為に選ばれた大勢のプレイヤーが集まるため、人波にツムリが埋もれてしまわないように一段高く顔を出せるお立ち台を用意している。サロンは空港のファーストクラスのラウンジがコンセプトで、プレイヤーの願いや行動原理、性格も違うため、状況に応じて演者が距離をとったり近づいたり芝居しやすいように、メインにセンターの赤いS字のファニチャーセットを置き、多めにカウンターなどの居場所を配置している。カウンターの対面にある銀色の筒はディメンションエレベーターとなっており、デザイア神殿にそこから行く仕組みとなっているが、単なる昇降機ではなく、『スタートレック』のような転送機もイメージで、物理的につながっておらず、どこかにあるデザイア神殿み繋がる施錠された扉のようなものとなっている。

ジャマーガーデン
かつてのデザイアグランプリによって消滅したエリアに存在する未来人が作った施設で、ここに運ばれた退場者のデザイアドライバーとIDコアが散乱する植物の生育に適した植物園のような温室である。元々はデザイアグランプリに用いられるジャマトを育てるための場所であった。
当初はアルキメデルがギロリからの指示を受け、ゲームに合わせたジャマトを送り込んでいたが、雑兵としてジャマトが消費されることに不満を持つアルキメデルと、デザイアグランプリの乗っ取りを企むベロバが運営が敵対し、彼らの結成したゲリラ組織の拠点となった。
ベロバによってジャマーガーデンが吹き飛ばされた後は、新たに広間をジャマーガーデンとしている。

## キャスト

### レギュラー・準レギュラー
- 浮世英寿 / 仮面ライダーギーツ - 簡秀吉[212]
- 桜井景和 / 仮面ライダータイクーン - 佐藤瑠雅（1 - 8・10 - 31・34 - 49）[212][注釈 15]
- 鞍馬祢音 / 仮面ライダーナーゴ - 星乃夢奈（1 - 30・33 - 49）[212]
- 吾妻道長 / 仮面ライダーバッファ - 杢代和人[212]
- ツムリ - 青島心（1 - 31・33 - 49）[212]
- 晴家ウィン / 仮面ライダーパンクジャック[注釈 16] - 崎山つばさ（9 - 14・16・35 - 41・43・45 - 49）[212]
- 五十鈴大智 / 仮面ライダーナッジスパロウ - 後藤大（17 - 19・21 - 23・25 - 32・34・35・39 - 43・45 - 49）
- 桜井沙羅 / 仮面ライダーハクビ - 志田音々（1 - 3・5・7・8・10・11・13・16・17・20・26・31 - 43・46 - 49）[212]
- ニラム / 仮面ライダーゲイザー - 北村諒（13・15 - 17・19 - 32・35 - 38）
- 鞍馬光聖 / 仮面ライダーギャーゴ - 笠原紳司（10・11・13・16・20・25・26・29・30・32・36・39・41・43・44・48）
- 鞍馬伊瑠美 - 遊井亮子（3・4・10・11・20・29・30・40・43 - 45）[11]
- ケケラ[注釈 17] - 俊藤光利（18・19・21・23 - 25・27・28・31・33 - 37・39 - 47）
- キューン / 仮面ライダーキューン[注釈 18] - 水江建太（22・24・25・27・29・30・33・34・37・38・49）[212]
- ベロバ / 仮面ライダーグレアII - 並木彩華（20 - 37・39 - 46）
- サマス - 安田聖愛（13・16・17・19・20・23 - 28・31・32・38 - 40・42・48・49）
- ジット - 佐藤流司（39 - 47）
- ベン - マイケル・K（1・3・4・7・10・11・13・14・33・38）[11]
- ジョン - トム・コンスタンタイン（1・3・4・7・10・11・13・14・26・33・38）[11]
- アルキメデル - 春海四方（11 - 23・25 - 32・35・36）
- チラミ / 仮面ライダーグレア2 - 山崎樹範（17 - 23・25 - 27・29 - 31・33・34）
- ジーン / 仮面ライダージーン - 鈴木福（16 - 20・22 - 28・32 - 38・49）
- ギロリ / ゲームマスター / 仮面ライダーグレア - 忍成修吾（1 - 16・48・49）[212]

### 声の出演
- ナレーション（1・24・32）、運営ナレーション（2 - 23・33 - 47・49） - 塩野潤二
- ナレーション（24・32）、JGPナレーション（25 - 31） - 渡部紗弓
- ミツメ[213] - 寺崎裕香（7・30・38）[注釈 19]
- ヴィジョンドライバーシステムボイス[214][注釈 20]、レーザーレイズライザーシステムボイス[214][注釈 20]、スエル（30・32 - 35・37・38・47 - 49） - 松岡禎丞[215][注釈 21]
- 邪神 - 渡辺美佐（31・32）
- 仮面ライダーXギーツ - 長田庄平（チョコレートプラネット）（45）
- ホッパー1 - 福圓美里（49）『仮面ライダーガッチャード』

### ゲスト
- 豪徳寺武 / 仮面ライダーシロー - 金城大和（1・17 - 19）[213]
- 平孝人 / 仮面ライダーギンペン - 長谷川朝晴（1・2）[213]
- 福岡福男 - ミスターちん（1・7・13・48・49）[213]
- 墨田奏斗 / 仮面ライダーダパーン - 宮本龍之介（2 - 4・45）[213]
- 小金屋森魚 / 仮面ライダーメリー - あべこうじ（2 - 6）[213]
- 女子高生A - 竹内麗（1）、佐月絵美（3）
- 女子高生B - 福島愛（1）、火野さあや（3）
- 百合山美玖[216][注釈 22] - 根岸晴子（1・2）
- 源景虎[217][注釈 23] - 神前元（1・2）
- 桃木野明沙[218][注釈 24] - 林本奈々（1・2）
- 平民子 - 太田美恵（2）
- 平直人 - 豊田温大（2）
- 院長 - ふるごおり雅浩（2）
- 百瀬太郎 - 石井建太郎（2）[219][注釈 25]
- 二ノ神玄武 - 久保健太（2）[220][注釈 25]
- 神応寺美嘉 - 蓑茂あやめ（2）[221][注釈 25]
- 獅子井玲愛 - 大原わかな（2）[222][注釈 25]
- 社員 - 武島龍児（3）
- 執事 - 本間識章（3・4・10）
- 幼い祢音 / 鞍馬あかり - 松岡夏輝（4・29・30・44）[213]
- 今井透 - 前川佑（5・6・9・25・26）[ep 24]
- テツオ - 栗山英宜（5・49）
- ディレクター - 杉山俊介（5）
- ミツメ - 井咲奈々（7・38）[213][注釈 26]
- 桜井茂 - 松山傑（8）
- 桜井由紀乃 - 宗本汐理（8）
- 夫婦[223][注釈 20] - 男澤博基、嶋井亜美（9）
- 丹波一徹 / 仮面ライダーケイロウ - 藏内秀樹（10 - 12）
- 八木沼雪絵 / 仮面ライダーレター - 大田路（10）
- 上司 - 枝光利雄（10）
- 猿木戸流陽[224][注釈 27] - 山﨑秀樹（10）
- 参加者(2) - 千鶴知ゐ（10）
- 尾形次郎 - 須藤公一（11・12）
- 葉山梢 - 月島琉衣（11・12）
- 葉山良樹 - 菊池爽（11・12）
- 赤帽少女 - 佐原杏奈（13・14）
- ウィンの祖父[225][注釈 20] - 針原滋（14）
- 我那覇冴 / 仮面ライダーロポ - 小貫莉奈（17 - 21）
- 大田原まみ - 森りさ（18・19）
- リク - 及川鉄之典（18・19）
- リクの母 - 石原あつ美（18・19）
- 幼い英寿 - 安東勇弥（18・28）
- 我那覇真紀 - 嶋村友美（20・21）
- 我那覇潤 - 田澤泰粋（20・21）
- 我那覇澪 - 新井琉月（20・21）
- 鬼塚豊 - 植木紀世彦（25・26）
- ショウタ - 田中レイ（25・26）
- ショウタの母 - 外村道子（25・26）
- 男子学生A - 山本主税（25）
- 男子学生B - 宮地樹（25）
- リポーター - 大浦理美恵（29）、結城さなえ（43）
- 市民A - 北村海（31）
- 市民B - 星南のぞみ（31）
- 男の子 - 松平将馬（31・32）
- 女子高生 - 吉岡千波（31）
- サラリーマン - 伊藤俊（31）
- 警察官 - 高田将司（33）
- 男性 - 井上尚（33）
- アナウンサー - 山崎彩（33・39・40・43）
- 永山一徳[226][注釈 28] - 永徳（33）
- 警察官 - 西尾季隆（X-GUN / 39）
- 佐沼喜明[227][注釈 29] - 三浦マイルド（39）
- 政府高官 - 市川九團次（39）
- みなみ[228][注釈 30] - 大高みなみ（39）
- 少年A - 旺輝（39）
- 少年B - 安宅波颯（39）
- 板倉[229][注釈 31] - さがね正裕（X-GUN / 40）
- 大西 - 水野直（41・42）
- 女子高生A - 榎本遥菜（41）
- 浅利切人 - うえきやサトシ（43）
- 沼袋一男 - 関ヒロユキ（43・44）
- 悪党A - 湯口清隆（43・44）
- 悪党B - 塩原孝信（43・44）
- 悪党C - 桜井理衣（43・44）
- VIP紳士 - ジャン・裕一（45 - 48）
- VIP淑女 - 井上奈々（45 - 48）
- メロ - 工藤遥（45）
- 女性 - 花田優里音（47）
- 少年 - 中村羽叶（47）
- サラリーマン - 鶴森久大（47）
- 中井健吾[230][注釈 32] - 加藤憲史郎（48）
- 添田真央[231][注釈 24] - 森田ハンナ（48）
- 会社員 - 高橋悠太（48）
- 母親 - 清野りな（48）
- 一ノ瀬宝太郎 - 本島純政（49）『仮面ライダーガッチャード』

### スーツアクター
ギーツのスーツアクターには、アクション監督の藤田の推薦で中田が起用され、スピンオフ作品を除くテレビシリーズでは初めて主役ライダーを演じる。
- 仮面ライダーギーツ[出典 157]、狐面（38）[233] - 中田裕士
- 仮面ライダーギーツ（バイク担当）[234] - 西村信宏（武士レーシング）
- 仮面ライダータイクーン[出典 157] - 永徳
- 仮面ライダーナーゴ[出典 157]、仮面ライダーグレア2（ベロバ）[出典 158] - 宮澤雪
- 仮面ライダーバッファ[出典 157]、仮面ライダーギャーゴ[11]、不良ジャマト[235]、ダンクルオステウスジャマト（29 - 31）[236] - 縄田雄哉
- 仮面ライダーギンペン[出典 159]、仮面ライダージーン[出典 160]、仮面ライダーブラーリ[71]、ジャマトライダー[71]、ジエンドライダー[71]、ジャマト[126]、ダンクルオステウスジャマト（35 - 36）[236] - 榮男樹
- 仮面ライダーメリー[出典 159]、仮面ライダーグレア[出典 161]、仮面ライダーゲイザー[出典 160]、仮面ライダーグルービー[71]、ジャマトライダー[71] - 小森拓真
- 仮面ライダーシロー[出典 159]、仮面ライダーダパーン[出典 159]、仮面ライダーパンクジャック[出典 159]、仮面ライダーナッジスパロウ[出典 162]、サボテンナイトジャマト[71]、マーレラジャマト[71]、ポーンジャマト[71] - 蔦宗正人
- 仮面ライダーケイロウ[237][11] - 井口尚哉
- 仮面ライダーレター[71][11]、仮面ライダーハクビ[71][11]、プレミアムベロバ[31][71]、不良ジャマト[71]、沙羅ジャマト[71] - 五十嵐睦美
- 仮面ライダーロポ（17）[237][11] - 宇佐見紗風
- 仮面ライダーロポ（18 - ）[237][11] - 岡田ひかる
- 仮面ライダーグレア2（チラミ）[出典 160]、ジャマト[71]、ルークジャマト[71] - 米岡孝弘
- スエル[71] / 仮面ライダーゲイザー（スエル）[71][11]、ジャマト[71]、ジャマトライダー[71] - 高田将司
- 仮面ライダーターボン[238] - 尾野透雅
- 仮面ライダーリガド[237][11] - 石井靖見
- スエル（47 - ）[71][70] / 仮面ライダーリガドΩ[出典 163] - 齊藤謙也
- 頭領ジャマト（2）[239] - 川島翔太郎
- ビショップジャマト[71]、ジャマトライダー[71]、プレミアムケケラ[31][71] - 北村海
- メイドジャマト - 福元理恵子[240]

## スタッフ
メインライターは仮面ライダーシリーズのテレビシリーズ三度目の参加となる高橋悠也、メイン監督は『仮面ライダーエグゼイド』以来となる中澤祥次郎、プロデューサーは仮面ライダーシリーズのチーフプロデューサーとしては『仮面ライダー鎧武/ガイム』以来となる武部直美が担当。
MAの曽我薫、選曲の金成謙二は本作品を最後に長年担当してきた「仮面ライダーシリーズ」から勇退した。
- 原作 - 石ノ森章太郎[212]
- スーパーバイザー - 小野寺章
- プロデューサー - 井上千尋（テレビ朝日）[212]、武部直美（東映）[212]
- 脚本 - 高橋悠也[212]
- 音楽 - 佐橋俊彦[212]
- 撮影 - 上赤寿一、倉田幸治、植竹篤史、百瀬修司
- 照明 - 左納康弘、泉田聖、権田典之、加藤賢也、柴田信弘
- 録音 - 下代宗太郎（1・2）、本間彰太
- 美術 - 大嶋修一
- 編集 - 佐藤連
- スクリプター - 万洲田千尋、梅木望帆、森みどり、國米美帆、吉田純子、山室佳代、栗原節子、坂本希代子、髙山秀子、柿﨑徳子
- 助監督 - 宮﨑駿、葉山康一郎、作野良輔
- 制作担当 - 𠮷川和也、東正信、中島嘉隆、持田一政、喜多智彦、田中耕作
- ラインプロデューサー - 青柳夕子 / 伊場野高嗣（1 - 4）、下前明弘（5 - ）
- VE - 澤野晃、小山祐輔、石川友一、辻克喜
- FO - 佐藤琢也、植竹篤史、古谷津実海、蔵原これむつ、武田風太
- CA - 荻原奈央、長瀬平、藤倉鈴香、左部穂歌、丸山彩
- 照明助手 - 木村円香、加藤賢也、権田典之[注釈 35]、左納康弘、泉田聖、稲嶺司 / 渡辺雅俊[注釈 36]、石原充[注釈 37]、速川英明、嘉正帆奈、蟻正恭子[注釈 38]、才田こずえ、成毛紗恵子、柴田信弘、板垣陽佳、田中千晶 / 高梨佐和子
- 録音助手 - 武藤あすか、宇井みゆき、関聖果、荒井愛美、三澤武徳、加川祐衣
- 美術助手 - 小林桜
- 装飾 - 山口康孝（1 - 42・48・49）、権田光典（43 - 47）（東京美工）
- 小道具 - 山田ひかり（1 - 42・45 - 49）、山口康孝（43・44）（東京美工）
- 装置 - 嶋村亮昴（紀和美建）
- 衣裳 - 花房奈苗（1 - 12・18 - 38・40・45 - 49）、栗田侑子[注釈 39]（1 - 32・37 - 44）、神子島佑佳（9 - 17）、岡部純香（39・41 - 47）（東京衣装）
- 英寿スタイリスト - 久芳俊夫（BEAMS CREATIVE INC.）
- ヘアメイク - 田中梨沙、清田舞華、室井彩世、唐澤知子、細呂木美希 / 芋井マミ、政野眞姫、松本智菜美、伊東真美（ザフェイスメイクオフィス）
- キャラクター管理 - 小野島泰宏、中村豊（25 - 28・48・49）
- 絵コンテ - 伊藤そうあ、持田隼生、三浦駿樹[注釈 40]
- モニターグラフィック - 遠藤眞一郎
- 原稿担当 - 佐々木智章
- 操演 - 高木友善、田村卓海（18 - 26）（ライズ）、保倉一郎（43・44）、河村有（43 - ）
- ドローン - 倉田幸治（37・38）
- カースタント&コーディネート - 西村信宏（武士レーシング）
- スケートボード指導 - 冨田誠、フィフティフィフティスケートボードショップ（39）
- 助監督 - 塩川純平、匂坂力祥、山田敏久、植本英之、野口健太郎、竹内祐一、田渕大倫、佐藤音二郎、田中祥利、清智史、山﨑直人
- 助監督応援 - 竹内祐一（33・34）、田渕大倫（39・40）
- ドローンオペレーター - 高田早苗・蔵原これむつ（11）
- 進行主任 - 金杉直子、伊藤渉、式守修、喜多智彦、永井大裕、田中耕作 / 餅田愛里咲
- 進行 - 山田理穂、中村美月季（45 - 49）
- 制作デスク - 山口凛 / 滝田遥菜（1 - 6）、髙田彩可・尾形利奈（7 - ）
- MA - 曽我薫（ドンカンパニー）
- 選曲 - 金成謙二（ドンカンパニー）
- 音響効果 - 桑原秀綱（SoundRound）
- 音響効果助手 - 得永大嵩（SoundRound）
- オンライン編集 - 佐伯洋介（東映デジタルラボ）
- アシスタント - 加藤大輝、初野百花（27 - ）（東映デジタルラボ）
- ポスプロデスク - 田村涼（2 - 、東映デジタルラボ）
- PR編集 - 柳澤和子（1・2）
- 編集助手 - 犾守光熙（1 - 28）、和田勇一（29 - 49）
- MAオペレーター - 伊藤雄一郎（1・2・15 - 49）
- 技術運営 - 林和哉・川崎秀彦
- 仕上担当 - 見立英里、川﨑堅斗（1 - 10）
- キャラクターデザイン - 田嶋秀樹（石森プロ）・PLEX
- クリーチャーデザイン - 竹谷隆之[212]
- ケケラ造形 - 松下大紀（18・19・21・23 - 25・27・28・31・33・35 - 37・39・45）
- 特殊衣装制作 - 梶康伸・落合桂・村本絹枝（27・28）
- Live合成（1 - 40・42・45 - 49）
  - 統括ディレクター - 遠藤眞一郎
  - コンセプトデザイン - 渋谷亮介（16・17）
- ヨコシネデジテック（1 - 40・42・45 - 49）
  - UEオペレーター - 植松美咲（1 - 17）
  - Ultimatteオペレーター - 田中大地
- アシスタントオペレーター（1 - 17）→ UEオペレーター（18・19・27・28） - 小林透生（1 - 19）、瀧田和生
- グレートインターナショナル（1 - 19・25 - 38・42・45 - 49）
  - ディレクター - 山崎吉広（1 - 19・25 - 38・42）、森誉裕（18・19・29 - 34・45 - 49）
  - UEリードオペレーター（1 - 17）→ UEオペレーター（25 - 28・37・38） - 森誉裕
- ORENDA WORLD（1 - 17・20 - 24・33 - 38・42・45 - 49）
  - ディレクター（1 - 17・20 - 24） - 藤本航、山田博紀（1 - 17）
  - UEオペレーター（1 - 17・20 - 24・35・36・42・45 - 49） - 魏佳斌
  - ディレクター補 - 池田侑史（33 - 38）
- TUKAYAクリエイト株式会社（1- 17・20 - 26・33・34・42・45 - 49）
  - UEオペレーター - 柳澤光明
- 株式会社NX（18 - 24）
  - アシスタントオペレーター - 花山幸輝
- ツークン研究所（1 - 17）→ 東映株式会社バーチャルプロダクション部（18 - 40・42・45 - 49）
  - スーパーバイザー - 小林真吾
  - プロダクトマネージャー - 樋口純一
  - UEオペレーター - 羽田一貴（29 - 32）
  - アシスタントオペレーター - 羽田一貴（18 - 28）、馬場覚（29 - 32・37・38）、山田一都（45 - 49）
- 株式会社アグニ・フレア（22 - 24・26・28・30 - 35・37・38）
  - 稲葉剛士・篠原亜留吾・岩男信人・鈴木信彦・Ery Suriadi
- 女神デザイン - 石川彩希（22 - 24・26・28・30 - 35・37・38）
- AP - 磯田ゆう（1 - 32）、落合美月（29 - ）
- プロデューサー補 - 瀧島南美・吉川史樹（東映）
- 代理店担当 - 古谷大輔（1 - 18）、鈴木遼河（ADK EM）
- 資料担当 - 山辺浩一・金子しん一（石森プロ）
- 編成 - 平泉季里子・芝高啓介（テレビ朝日）
- 宣伝 - 佐々木智世（1 - 42 / テレビ朝日）、増田晶子（43 - / テレビ朝日）
- デジタル展開 - 渕勇二（テレビ朝日）、竹脇しをり
- インターネットデータ放送 - メディプレ
- 取材担当 - 平林京子
- 音楽プロデューサー - 飯田真由（avex trax）
- アクション監督 - 藤田慧（ジャパンアクションエンタープライズ）[212]
- 特撮監督 - 佛田洋（特撮研究所）[212]
- 監督 - 中澤祥次郎[212]、杉原輝昭[212]、柴﨑貴行、上堀内佳寿也、坂本浩一、山口恭平、田﨑竜太、福沢博文（レッドアクション）
- 制作 - テレビ朝日[212]、東映[212]、ADKエモーションズ[212]

## 音楽
主題歌を担当する湘南乃風は鎧武乃風名義で『仮面ライダー鎧武/ガイム』の主題歌も担当しており、それ以来の参加となる。
主題歌「Trust・Last」
作詞 - 藤林聖子 / 作曲・編曲 - Hi-yunk(BACK-ON) / 歌 - 倖田來未 × 湘南乃風
通常のオープニング映像は2話より使用された。映像の一部は物語の展開とも連動しており、デザイアグランプリ・デザイアロワイヤル参加者のソロカットのバックに、毎話その回の登場人物の本編映像のハイライトが挿入されるが、退場者、脱落者はシルエットのみが表示され、バックの映像も退場、脱落した回の消滅シーンが挿入される。慟哭編（25話 - 32話）ではジャマトグランプリ関係者、および敵プレイヤーとサポーターのカットのバックに変身後の仮面ライダーが表示される。
1・16・33話ではエンディングとして使用され、メインスタッフはアバンタイトル、キャストとスタッフのクレジットは本編ラストで表示された。13・15・28話では挿入歌としても使用された。38・最終話では挿入歌として使用され、主要スタッフクレジットとキャストクレジットは38話ではすべて冒頭で、最終話では一部スタッフのみ冒頭、それ以外はエンディングで表示された。
劇中歌「日曜日のノラネコ」（3・7）
作詞 - 渡部紫緒 / 作曲・編曲 - 坂部剛 / 歌 - 橋村姫 / 振付 - ミユキニシジマ
2022年9月18日には東映特撮YouTube Officialで踊ってみた動画が配信された。
挿入歌
「Live for the moment」（28）
作詞 - 藤林聖子 / 作曲 - tatsuo / 歌 - 浮世英寿&ジーン（簡秀吉&鈴木福）
- 自分のことを1番前半で、相手のことを2番で、何もかもが異なる2人が出会ったからこそ生まれた感情をサビで、という歌詞の流れになっており、1番と2番で歌い分け箇所も交代している。

「願い」（40・42）
作詞 - こだまさおり / 作曲 - 坂部剛 / 歌 - 寺崎裕香
「Chair」（42）
作詞 - KENJI03,TEEDA / 作曲・編曲 - KENJI03 / 歌 - BACK-ON
「Change my future」（49）
作詞・歌 - 倖田來未 / 作曲・アレンジ - Hi-yunk(BACK-ON)、ALAN SHIRAHAMA、SLAY
『仮面ライダーギーツ×リバイス MOVIEバトルロワイヤル』の主題歌。最終話でエンディングテーマとして使用。
キャラクターソング
「Star Of the Stars Of the Stars」
作詞 - 藤林聖子 / 作曲 - 坂部剛 / 歌 - 浮世英寿（簡秀吉）
- 英寿が自分が出演するCMソングを自分で歌っているイメージであるという。

「I Peace」
作詞 - 渡部紫緒 / 作曲 - 鳴瀬シュウヘイ / 歌 - 桜井景和（佐藤瑠雅）
- 平和系のゆったりとした曲ではなく、佐藤が歌とダンスができるため、ダンス系でカッコいい景和を見せる方向性にしており、歌詞に平和の部分を盛り込んでいる。

「Beat of My Life」
作詞 - 瀧尾沙 / 作曲 - tatsuo / 歌 - 鞍馬祢音（星乃夢奈）
30話ではインストゥルメンタルが使用された。
- 落ち着いた切ない系の曲だが、ロック要素を祢音の反抗心として入れ、可愛い系として作詞を発注したが、29・30話の内容が初稿が上るタイミングで分かったため、祢音の過去を歌詞の2番以降に反映させている。

「Undead Fire」
作詞 - 藤林聖子 / 作曲 - tatsuo / 歌 - 吾妻道長（杢代和人）
「デザイア宮殿で会いましょう」
作詞 - 藤林聖子 / 作曲 - 佐橋俊彦 / 歌 - ツムリ（青島心）
- デザイアグランプリのキャンペーンソングという設定で、架空のキャンペーンソングであることから、本来は「デザイア神殿」だが、あえて「宮殿」にしている。

「Odds n’ Ends」
作詞 - 瀧尾沙 / 作曲 - Ryo / 歌 - ジャマーガーデンズ（杢代和人&並木彩華&後藤大&春海四方）
「Non-fiction」
作詞 - 藤林聖子 / 作曲 - 鳴瀬シュウヘイ / 歌 - ニラム（北村諒）
「IZANAGI　Ballad Version」
作詞 - モリタコータ・桜咲夜 / 作曲 - 石倉誉之 / 編曲 - 鳴瀬シュウヘイ / 歌 - 桜井景和（佐藤瑠雅）

## 制作
日本人なら誰もが知っているコンテンツに成長した「仮面ライダー」だが、放送中の最新のライダーが一番力のあるライダーというわけではなく、ライダーの人数や作品数がどんどん増えていったことによって、仮面ライダーというものの存在感が小さくなっていき、年々ブランド力が下がってきていると感じられるようになった。そのため、歴代ライダーの人気だけではなく、今やっている仮面ライダーが一番人気というふうにしたいと思い、現行のライダーパワーのようなものを上げるために刺激的な話にしようと、インパクトのある設定として「生き残りゲーム」というお題となった。そして、企画段階から武部の構想にあった「異世界転生」と「生き残りゲーム」というキーワードを元にスタッフで話し合い、「デザイアグランプリ」という設定となった。
同じ生き残りゲームを題材とした『仮面ライダー龍騎』がバトルロワイヤルであったのに対し、本作品は『賭博黙示録カイジ』や『イカゲーム』のような感じのゴールを目指しながら参加者が次第に脱落していく「生き残りをかけたゲーム」という部分が大きく異なるというが、生き残りゲーム作品を作っているわけではないため、『仮面ライダー』にどう味付けるかといったアプローチとなっているという。『フォートナイト』や『エーペックスレジェンズ』などの人気のゲームの要素も取り入れ、ゲームに興味が移ってしまった子供やアニメに行った人たちも番組世界に入りやすいかもという狙いもあるという。また、ライダー同士が戦うのではなく、本作品のライダーの立ち位置が世界を救うゲームに参加するプレイヤーであり、ライダーがライダーを倒すものではないという。
脚本の高橋は、基本的に敵と戦って倒すことでストーリーが成立する仮面ライダーだが、似たようなストーリーでは視聴者も飽きるため、戦い方にルールを作り、倒し方に工夫が必要になったことで、ただ殴り合うだけではない一癖あるバトルとなった。また、同じゲームをモチーフとした『仮面ライダーエグゼイド』はレースゲームやRPGなどライダーガシャットに連動したテレビゲームをモチーフとした内容であったが、本作品ではそういう縛りはなく、学校や公園で子供たちが遊ぶ缶蹴りなどのアナログなゲームをモチーフにしており、自由度が高いため、毎回毎回逆に悩みながらも面白がって書いているという。従来の作品であればストーリーが謎の解明やキャラクターの活躍などで作れるが、それに加えてゲームとしての見心地を各話ごとに意識しなければならず、『エグゼイド』とは別物ではあるが、ルールやゲーム内容を考えるのは大変であるという。
仮面ライダーになった景和たちが、別世界でいきなりバトルする話になると、世界感の説明だけで第1話が始まってしまうため、最初からギーツが強いことを具現化する意味で、一般人としての景和の視点で「わけのわからない強さで、わけのわからないヒーローが勝つ」という現象を見せ、第2話以降でそれらの種明かしを行う構造となり、生き残りゲームの過酷さを表現するために、第1話で参加ライダーや一般人がいきなりラスボスに倒されることで、世界観の証明にもなっている。
また、その人の個性であるIDコアが仮面であり、仮面が個人の象徴であることから、異なる人物が同じ姿の仮面ライダーに変身すると分かりづらいという問題も出てくるため、一度登場したライダーに変身する人物は二度と現れないという。
途中から見始めても興味を持ってもらえるように、短いミニゲームを1 - 3エピソードにまとめ、1つの巨大なゲームの勝敗がその積み重ねで決まるというシステムを提示し、一定のエピソードで一つの物語が完結するような工夫をしているという。また、ゲスト話と呼ばれる誰かを助けるというものが一切なく、レギュラーキャストのみで進む構成となっている。
連日戦争が報道される中での制作であったため、主義主張や見た目が違うからといって、結論を武力で出してしまっていいのかと考えていたが、現代の先にいる未来人であれば、自分たちの手で自分たちの未来を正す、という意味合いがあることから、はるか先の未来の敵という設定となった。

## 放送日程
- 各話終了時、デザイアグランプリの簡潔なルール説明が表示される[13][33][注釈 44]。
- 脚本は全話高橋悠也[5]、アクション監督は全話藤田慧のため省略。

| 放送日         | 話数   | サブタイトル                         | 登場怪人（ジャマト） | 監督         |
| -------------- | ------ | ------------------------------------ | --- | ------------ |
| 2022年09月04日 | 1話    | 黎明F: ライダーへの招待状            | - スラグフォートレスジャマト（城ジャマト） - 和装ジャマト                                                                            | 中澤祥次郎   |
| 9月11日        | 2話    | 邂逅I: 宝さがしと盗賊                | - 盗賊ジャマト - ルークジャマト（頭領ジャマト）                                                                                      | 中澤祥次郎   |
| 9月18日        | 3話    | 邂逅II: ゾンビ狩り                   | - ゾンビジャマト | 杉原輝昭     |
| 9月25日        | 4話    | 邂逅III: 勝利条件                    | - ゾンビジャマト | 杉原輝昭     |
| 10月02日       | 5話    | 邂逅IV: デュオ神経衰弱               | - トランプジャマト | 柴﨑貴行     |
| 10月09日       | 6話    | 邂逅V: 逆転のブースト                | - トランプジャマト | 柴﨑貴行     |
| 10月16日       | 7話    | 邂逅VI: ラスボスと缶けり             | - サボテンナイトジャマト | 上堀内佳寿也 |
| 10月23日       | 8話    | 邂逅VII：切り札ニンジャ              | - サボテンナイトジャマト | 上堀内佳寿也 |
| 10月30日       | 9話    | 邂逅F: Wake up!モンスター            | - サボテンナイトジャマト | 中澤祥次郎   |
| 11月13日       | 10話   | 謀略I: 新世界のビート                | - 海賊ジャマト | 中澤祥次郎   |
| 11月20日       | 11話   | 謀略II: ジャマトの迷宮               | - 執事ジャマト - メイドジャマト - ジャマトライダー                                                                                   | 杉原輝昭     |
| 11月27日       | 12話   | 謀略III: スロット★フィーバー         | - 執事ジャマト - メイドジャマト - ジャマトライダー                                                                                   | 杉原輝昭     |
| 12月04日       | 13話   | 謀略IV: ドライバーを奪還せよ!        | - ジャマトライダー | 坂本浩一     |
| 12月11日       | 14話   | 謀略V: 怒りのグレア                  | - ジャマトライダー - ビショップジャマト（かくれんぼジャマト）                                                                        | 坂本浩一     |
| 12月18日       | 15話   | 謀略VI: 仮面ライダーの資格           | - ジャマトライダー - ルークジャマト - ラフレシアフォートレスジャマト（洋城ジャマト）                                                 | 坂本浩一     |
| 12月25日       | 16話   | 謀略IR: キツネ狩り                   | - | 中澤祥次郎   |
| 2023年01月08日 | 17話   | 乖離I: ようこそ!新シーズンへ!        | - 不良ジャマト - 校長ジャマト - 勉強ジャマト - ルークジャマト                                                                        | 中澤祥次郎   |
| 1月15日        | 18話   | 乖離II: ブラボー!ジャマーボール対決! | - ジャマトライダー - ルークジャマト                                                                                                  | 杉原輝昭     |
| 1月22日        | 19話   | 乖離III: 投票!デザスターは誰だ!      | - ジャマトライダー - ルークジャマト                                                                                                  | 杉原輝昭     |
| 1月29日        | 20話   | 乖離IV: ジャマトからの宅配便!        | - 配達員ジャマト - ビショップジャマト（爆弾魔ジャマト）                                                                              | 山口恭平     |
| 2月05日        | 21話   | 乖離V: ゲイザーの鉄槌!               | - 配達員ジャマト - ビショップジャマト（爆弾魔ジャマト）                                                                              | 山口恭平     |
| 2月12日        | 22話   | 乖離VI: 追跡!チラミ鬼をつかまえろ!   | - | 中澤祥次郎   |
| 2月19日        | 23話   | 乖離T: いざ!推しのためなら           | - ジャマトライダー | 中澤祥次郎   |
| 2月26日        | 24話   | 乖離SP: 緊急特番!デザグラのすべて!   | - ジャマトライダー | 中澤祥次郎   |
| 3月05日        | 25話   | 慟哭I: ジャマトグランプリ♥           | - ジャマトライダー（25話） - ルークジャマト - ビショップジャマト - ナイトジャマト                                                    | 柴﨑貴行     |
| 3月12日        | 26話   | 慟哭II: 真紅のブースト!              | - ジャマトライダー（25話） - ルークジャマト - ビショップジャマト - ナイトジャマト                                                    | 柴﨑貴行     |
| 3月19日        | 27話   | 慟哭III: たのしい戦国ゲーム♥         | - 忍者ジャマト - ジャマトライダー - ルークジャマト - ビショップジャマト                                                              | 坂本浩一     |
| 3月26日        | 28話   | 慟哭IV: 絆のレーザーブースト!        | - 忍者ジャマト - ジャマトライダー - ルークジャマト - ビショップジャマト                                                              | 坂本浩一     |
| 4月02日        | 29話   | 慟哭V: サプライズ!闘牛ゲーム♥        | - マタドールジャマト - ルークジャマト - ビショップジャマト - ダンクルオステウスジャマト（古代魚ジャマト）                            | 杉原輝昭     |
| 4月09日        | 30話   | 慟哭VI: 手紙の中の王子様             | - ビショップジャマト - ダンクルオステウスジャマト（古代魚ジャマト）                                                                  | 杉原輝昭     |
| 4月16日        | 31話   | 慟哭VII: 天国と地獄ゲーム♥           | - 天使ジャマト - ルークジャマト - ダンクルオステウスジャマト（古代魚ジャマト） - ビショップジャマト（32話） - ナイトジャマト（32話） | 田﨑竜太     |
| 4月23日        | 32話   | 慟哭F: 最後の審判                    | - 天使ジャマト - ルークジャマト - ダンクルオステウスジャマト（古代魚ジャマト） - ビショップジャマト（32話） - ナイトジャマト（32話） | 田﨑竜太     |
| 4月30日        | 33話   | 慕情I: バッファ無双!                 | | 中澤祥次郎   |
| 5月07日        | 34話   | 慕情II: ギーツの矛先                 | | 中澤祥次郎   |
| 5月14日        | 35話   | 慕情III: 姉の願い 弟の願い           | - ダンクルオステウスジャマト（古代魚ジャマト）                                                                                       | 福沢博文     |
| 5月21日        | 36話   | 慕情IV: かりそめの共闘               | - ダンクルオステウスジャマト（古代魚ジャマト）                                                                                       | 福沢博文     |
| 5月28日        | 37話   | 慕情V: 純白の破壊                    | - ダンクルオステウスジャマト（古代魚ジャマト）                                                                                       | 杉原輝昭     |
| 6月04日        | 38話   | 慕情F: 九尾の白狐!                   | - | 杉原輝昭     |
| 6月11日        | 39話   | 創世I: 俺のデザグラ                  | - ポーンジャマト（品種改良種） | 柴﨑貴行     |
| 6月18日        | 40話   | 創世II: タイクーン覚醒               | - マーレラジャマト（三葉虫ジャマト）                                                                                                 | 柴﨑貴行     |
| 6月25日        | 41話   | 創世III: 漆黒の将軍                  | - ポーンジャマト（品種改良種） | 坂本浩一     |
| 7月02日        | 42話   | 創世IV: 女神完成 闇の刃              | - マーレラジャマト（三葉虫ジャマト）                                                                                                 | 坂本浩一     |
| 7月09日        | 43話   | 創世V: その名はギャーゴ!             | - | 杉原輝昭     |
| 7月16日        | 44話   | 創世VI: ネオン、かがやく             | - | 杉原輝昭     |
| 7月23日        | 45話   | 創世VII: 願いのゆくえ                | - | 柴﨑貴行     |
| 7月30日        | 46話   | 創世VIII: さよなら、ミッチー         | - | 柴﨑貴行     |
| 8月13日        | 47話   | 創世IX: ホンモノの仮面ライダー       | - マーレラジャマト（三葉虫ジャマト） - ポーンジャマト（品種改良種）                                                                  | 柴﨑貴行     |
| 8月20日        | 48話   | 創世X: ツムリの鎮魂歌                | - ポーンジャマト（ヒマワリ） | 中澤祥次郎   |
| 8月27日        | 最終話 | 黎明I: ここからがハイライトだ!       | - | 中澤祥次郎   |

## 放送局・インターネット配信
| 放送期間                                                              | 放送時間                                                        | 放送局                                        | 対象地域       | 備考                     |
| --------------------------------------------------------------------- | --------------------------------------------------------------- | --------------------------------------------- | -------------- | ------------------------ |
| 2022年9月4日 - 2023年8月27日                                          | 日曜 9:00 - 9:30                                                | テレビ朝日（制作局） ほか系列フルネット全24局 | 日本国内       | 字幕放送・連動データ放送 |
| 2022年9月17日 - 2023年9月16日                                         | 土曜 6:00 - 6:30                                                | 山陰放送                                      | 島根県・鳥取県 |                          |
| 2022年9月20日 - 2023年9月12日                                         | 火曜 10:55 - 11:25                                              | 四国放送                                      | 徳島県         |                          |
| 2022年9月24日 - 2023年9月16日                                         | 土曜 5:00 - 5:30                                                | テレビ山梨                                    | 山梨県         |                          |
| 2022年9月24日 - 2023年9月9日                                          |                                                                 | 福井放送                                      | 福井県         |                          |
| 2023年1月11日 - 5月31日 2023年6月9日 - 8月25日 2023年9月5日 - 10月2日 | 水曜 16:20 - 16:50 金曜 10:25 - 10:55 月曜 - 金曜 16:20 - 16:50 | テレビ高知                                    | 高知県         | [ 注釈 53 ] [ 注釈 54 ]  |
| 2023年3月26日 - 2024年3月10日                                         | 日曜 5:45 - 6:15                                                | 宮崎放送                                      | 宮崎県         | [ 257 ]                  |

インターネット配信
| 配信期間                     | 配信時間        | 配信サイト                  | 備考                                                        |
| ---------------------------- | --------------- | --------------------------- | ----------------------------------------------------------- |
| 2022年9月4日 - 2023年8月27日 | 日曜 9:30 更新  | 東映特撮ファンクラブ TELASA | 定額制による見放題見逃し配信 1話、2話は12月31日まで無料配信 |
| 2022年9月7日 - 2023年8月30日 | 水曜 10:00 更新 | Amazon Prime Video          | 定額制による見放題見逃し配信                                |
| 2023年3月5日 - 2023年8月27日 | 日曜 9:30 更新  | TVer ABEMA                  | 最新話の無料見逃し配信                                      |

また、YouTubeの以下のチャンネルにて1 - 9話の無料配信が行われた。
| 配信期間                                                                                       | 配信時間       | 配信サイト |
| ---------------------------------------------------------------------------------------------- | -------------- | ---------- |
| 2022年9月4日 - 12月31日（1話） 2022年9月11日 - 12月31日（2話） 2022年11月6日 - 12日（3 - 9話） | 日曜 9:30 更新 | YouTube    |

また、2023年7月の映画公開を記念してYouTubeの以下のチャンネルにて「神回セレクション」として11・12・20・21・37・38話の無料配信が行われた。
| 配信期間                                           | 配信時間  | 配信サイト |
| -------------------------------------------------- | --------- | ---------- |
| 2023年7月15日 - 9月3日（11・12・20・21・37・38話） | 0:00 更新 | YouTube    |

## 他媒体展開

### テレビシリーズ
『仮面ライダーリバイス』
最終話（第50話）に浮世英寿が先行登場。
『仮面ライダーガッチャード』
第33話に仮面ライダーグレアが登場。

### 映画
『劇場版 仮面ライダーリバイス バトルファミリア』
2022年7月22日公開。前作『仮面ライダーリバイス』の単独映画作品。テレビシリーズの放送開始に先駆け、仮面ライダーギーツが登場。
『仮面ライダーギーツ×リバイス MOVIEバトルロワイヤル』
2022年12月23日公開。本作品と前作『リバイス』をメインとした映画作品。公開時期にあたるテレビシリーズ15話から18話（本放送のみ）まで、同作品の映像がOPに使用された。
『映画 仮面ライダーギーツ 4人のエースと黒狐』
2023年7月28日公開。本作品の単独映画作品。公開時期にあたるテレビシリーズ44話から47話（本放送のみ）まで、同作品の映像がOPにて使用された。
『仮面ライダー THE WINTER MOVIE ガッチャード&ギーツ 最強ケミー★ガッチャ大作戦』
2023年12月22日公開。本作品と次作『ガッチャード』をメインとした映画作品。

### Vシネクスト
『仮面ライダーギーツ ジャマト・アウェイキング』
テレビシリーズのその後を描いたVシネクスト作品。2024年3月8日より期間限定上映。同年7月24日にBlu-ray、DVDが発売。

### 超バトルDVD
『てれびくん超バトルDVD 仮面ライダーギーツ どやさ!? 男だらけのデザイアグランプリ 王蛇はオレだー!!』
『てれびくん』2023年5月号（2023年3月31日ごろ発売）の応募者全員サービスDVD。
制作
龍騎と王蛇の武器、ドラグレッダーとベノスネーカーのCGモデルは『MOVIEバトルロワイヤル』のものを使用している。
キャスト
- 浮世英寿 / 仮面ライダーギーツ - 簡秀吉
- 桜井景和 - 佐藤瑠雅
- 鞍馬祢音 - 星乃夢奈
- 吾妻道長 / 仮面ライダーバッファ - 杢代和人
- ツムリ - 青島心
- 仮面ライダー王蛇（声） - 萩野崇
- 警備員 - 縄田雄哉

スーツアクター
- 仮面ライダーバッファ - 縄田雄哉
- 仮面ライダー王蛇 - 岡元次郎

スタッフ
- 監督 - 葉山康一郎
- 原作 - 石ノ森章太郎
- 脚本 - 下亜友美
- アクション監督 - 藤田慧（ジャパンアクションエンタープライズ）
- プロデュース - 武部直美・紀野良輔（東映）
- プロデュース補 - 瀧島南美・𠮷川史樹・小谷翼（東映）
- 撮影 - 植竹篤史
- 照明 - 泉田聖
- 録音 - 本間彰太
- 美術 - 大嶋修一
- 編集 - 柳澤和子
- スクリプター - 高山秀子
- 助監督 - 塩川純平、竹内祐一、田中祥利
- ラインプロデューサー - 青柳夕子
- 制作プロダクション - 東映テレビ・プロダクション
- 製作・発行 - 小学館

挿入歌「日曜日のノラネコ」
作詞 - 渡部紫緒 / 作曲・編曲 - 坂部剛 / 歌 - 橋村姫 / 振付 - ミユキニシジマ

### スピンオフドラマ

#### ギーツエクストラ 仮面ライダーパンクジャック
『ギーツエクストラ 仮面ライダーパンクジャック』
2023年5月21日に東映特撮ファンクラブで配信されたスピンオフドラマ。
制作
テレビシリーズでは描かれていない運営側の詳細を描くというテーマで、運営側のスパイとして登場し、ギロリから見放されて英寿と交流を持ったウィンを通じて、運営側で働く人たちは何をしていたのか？を描く作品となっている。だが、怖い闇の部分や大人向けの設定もあり、テレビ放送には不向きな内容でもあったが、企画陣のどうしても裏側を描きたいという意向があり、TTFCで実現することとなった。14話のビジュアルコメンタリーを収録した際に、ウィン役の崎山と「パンクジャックのスピンオフをやりたい」と話していたことがきっかけとなり、武部の抱いていた運営側の裏側を描くという構想がそこにマッチして実現したという。
あらすじ
ギロリに操られたことで自爆した晴家ウィンは、祖父がデザイアグランプリのスポンサーであったことからニラムに救われ、一命を取り留めていた。ウィンはニラムの用意したパンクジャックIDコアに触れることで、元バンド仲間の雨宮ヒロキとの思い出やデザイアグランプリの運営スタッフとして目撃したいくつもの出来事を思い出す。
キャスト
- 晴家ウィン / 仮面ライダーパンクジャック - 崎山つばさ
- 雨宮ヒロキ / 仮面ライダーブッチー - 二葉要
- 真島一樹 / 警備隊ライダー - 小野健斗
- ツムリ - 青島心
- ニラム - 北村諒
- 浮世英寿 - 簡秀吉
- 吾妻道長 - 杢代和人
- 今井透 - 前川佑
- カオル - 桝田幸希
- クラウド - 茶渡聖之
- ユキト - 肥田大地
- 運営ナレーション - 塩野潤二
- ギロリ / 仮面ライダーグレア - 忍成修吾

スーツアクター
- 仮面ライダーパンクジャック、警備隊ライダー - 蔦宗正人
- 仮面ライダーブッチー - 塚越靖誠

スタッフ
- 原作 - 石ノ森章太郎
- スーパーバイザー - 小野寺章
- プロデューサー - 井上千尋（テレビ朝日）、武部直美（東映）
- 脚本 - 高橋悠也
- 監督 / アクション監督 - 坂本浩一
- 撮影 - 百瀬修司
- 照明 - 太田博
- 録音 - 村上洋祐
- 美術 - 大嶋修一
- 編集 - 目見田健
- スクリプター - 山室佳代
- 助監督 - 作野良輔
- 制作担当 - 中島嘉隆
- ラインプロデューサー - 青柳夕子、下前明弘
- アクションコーディネーター - 榮男樹（ジャパンアクションエンタープライズ）
- 製作 - 東映特撮ファンクラブ

主題歌
「ROLLIN' ROLLIN’PUNK KING」
作詞 - 瀧尾沙 / 作曲 - tatsuo / 歌 - ウェザーハーツ
「Trust・Last」
作詞 - 藤林聖子 / 作曲・編曲 - Hi-yunk(BACK-ON)  / 歌 - 倖田來未×湘南乃風

#### ギーツエクストラ 仮面ライダータイクーンmeets仮面ライダーシノビ
『ギーツエクストラ 仮面ライダータイクーンmeets仮面ライダーシノビ』
2023年6月18日に東映特撮ファンクラブで配信されたスピンオフドラマ。
制作
村雨良が劇中で着用していた革ジャンは良を演じる菅田の自前のものである。
あらすじ
景和と沙羅は突如出現した異世界ゲートに吸い込まれ、シノビの世界に迷い込む。闇の忍者衆、虹蛇を率いる天草四郎時貞は、忍者ライダーの力を集めており、景和のドライバーをたまたま手にしていた沙羅は、異世界の忍者ライダーと勘違いされ、捕らわれてしまう。ガマノ師匠に導かれた景和は、神楽蓮太郎と力を合わせようとするが、妹を天草四郎時貞にとらわれ、友人の勇道と忍の力を失っていた蓮太郎は戦う気力を失っていた。
登場キャラクター
ハッタリ闇
天草四郎時貞の力で蘇った今生勇道が闇エネルギーで仮面ライダーに変身した姿。
天草四郎時貞（）
虹蛇の首領。
ジェロニモ
天草四郎時貞の怪人態。忍者ライダーと闇の力で戦った。最後は電撃、稲妻、熱風のライダーキックを受けて姿を消す。
キャスト
- 神蔵蓮太郎 / 仮面ライダーシノビ - 多和田任益
- 神蔵紅芭 - 華村あすか
- 今生勇道 / 仮面ライダーハッタリ - 財木琢磨
- 天草四郎時貞 / ジェロニモ - 橋本祥平
- 仮面ライダー剣斬（声） - 富樫慧士
- ガマノ師匠（声） - 姜暢雄
- 桜井景和 / 仮面ライダータイクーン - 佐藤瑠雅
- 桜井沙羅 - 志田音々
- 予告ナレーション - 初村健矢
- 鈴木福くん - 鈴木福
- 村雨良 / 仮面ライダーZX - 菅田俊
- 忍者 - 竹内康博（役名ノンクレジット）
- 仮面ライダー風魔の声 - 高岩泰声（ノンクレジット）

スーツアクター
- ジェロニモ - 北村海
- 仮面ライダー風魔 - 米岡孝弘
- 仮面ライダー剣斬 - 塚越靖誠

スタッフ
- 原作 - 石ノ森章太郎
- スーパーバイザー - 小野寺章
- プロデューサー - 井上千尋（テレビ朝日）、武部直美（東映）
- 脚本 - 金子香緒里
- 音楽 - 佐橋俊彦、桜men
- 監督 / アクション監督 - 坂本浩一
- 撮影 - 百瀬修司
- 照明 - 太田博
- 録音 - 村上洋祐
- 美術 - 大嶋修一
- 編集 - 目見田健
- スクリプター - 山室佳代
- 助監督 - 作野良輔
- 制作担当 - 中島嘉隆
- ラインプロデューサー - 青柳夕子、下前明弘
- アクションコーディネーター - 榮男樹（ジャパンアクションエンタープライズ）
- 製作 - 東映特撮ファンクラブ

主題歌 「IZANAGI」
作詞 - モリタコータ・桜咲夜 / 作曲・編曲 - 石倉誉之 / 歌 - 桜men feat. 多和田任益
挿入歌
「IZANAGI」
作詞 - モリタコータ・桜咲夜 / 作曲・編曲 - 石倉誉之 / 歌 - 桜井景和&神楽蓮太郎（佐藤瑠雅&多和田任益）
「ドラゴン・ロード」
作詞 - 石ノ森章太郎 / 作曲 - 菊池俊輔 / 編曲 - 吉村浩二 / 歌 - 串田アキラ
「I Peace」
作詞 - 渡部紫緒 / 作曲 - 鳴瀬シュウヘイ / 歌 - 桜井景和（佐藤瑠雅）

#### ギーツエクストラ 緊急特番 蔵出し!デザグラスペシャル
『ギーツエクストラ 緊急特番 蔵出し!デザグラスペシャル』
2023年10月8日に東映特撮ファンクラブで配信されたスピンオフドラマで、テレビシリーズ第24話放送時にカットされた未公開シーンを追加した作品。
キャスト
- ジーン - 鈴木福
- 浮世英寿 - 簡秀吉
- ツムリ - 青島心
- ベロバ - 並木彩華
- ケケラ - 俊藤光利
- DGP監督 - 山口恭平
- DGP・AC監督 - 藤田慧
- 運営ナレーション - 塩野潤二

スーツアクター
- ポーンジャマト - 縄田雄哉

スタッフ
- 原作 - 石ノ森章太郎
- 監修 - 高橋悠也
- 音楽 - 佐橋俊彦
- 撮影 - 植竹篤史
- 照明 - 太田博
- 録音 - 本間彰太
- 編集 - 佐藤連
- スクリプター - 國米美帆
- 助監督 - 塩川純平
- 制作担当 - 東正信
- ラインプロデューサー - 青柳夕子
- 協力 - 中澤祥次郎、杉原輝昭、柴﨑貴行、坂本浩一、山口恭平
- プロデュース - 井上千尋（テレビ朝日）、武部直美（東映）
- 構成・監督 - 葉山康一郎
- 製作 - 東映特撮ファンクラブ

主題歌「Trust・Last」
作詞 - 藤林聖子 / 作曲・編曲 - Hi-yunk(BACK-ON)  / 歌 - 倖田來未×湘南乃風

#### よろずや!?ミッチー親方の一日
『よろずや!?ミッチー親方の一日』
2023年12月6日発売の仮面ライダーギーツ Blu-ray COLLECTION3に特典映像として収録された、道長が主人公のスピンオフオリジナルドラマ。英寿、景和、祢音、道長、ツムリの5人が、Blu-ray特典映像のバラエティ番組形式で行ったゲームで、その優勝者にご褒美としてミニドラマを作るというもので、勝者に決定した道長の「2番目に叶えたい願い=なんでもいい=なんでも屋」を映像化することとなった。
制作
半ば強引になんでも屋の役割を押し付けられ、嫌々挑戦しながらも、絶対に最後まで依頼された仕事はやり通す、道長のキャラクターの魅力を端的に描くこととなった。デザイアグランプリ関連以外での道長個人のバックグラウンドは、あまり描かれていなかったため、学生時代の回想を描くこととなった。道長にツムリがIDコアを初めて渡すシーンを入れようかという案もあったが、全体の話の流れから本作品では描かないこととなった。バッファの登場予定はなかったが、道長のスピンオフをせっかくやるということから登場させることとなった。「ぶっ潰す！」だけの男ではなく、「大人の男」としての吾妻道長をこの作品を通じて描きたいと思ったという。道長の過去が本筋の物語から垣間見えるような構成にするため、幼少期に道長が大切にしていた牛のぬいぐるみと、IDコアのルールについて盛り込ませている。
キャスト
- 吾妻道長 / 仮面ライダーバッファ - 杢代和人
- タン - 並木彩華
- 浮世英寿 - 簡秀吉
- 桜井景和 - 佐藤瑠雅
- 鞍馬祢音 - 星乃夢奈
- サラミ - 志田音々
- カケル - 嶺岸煌桜
- カケルの父 - 野村啓介
- 道長の父 - 幸将司
- 赤ちゃん - 宮﨑愛

スーツアクター
- 仮面ライダーバッファ - 縄田雄哉

スタッフ
- 監督 - 宮﨑駿
- 原作 - 石ノ森章太郎
- 脚本 - 内藤祐介
- アクション監督 - 藤田慧（ジャパンアクションエンタープライズ）
- プロデュース - 武部直美（東映）、山田真行（東映ビデオ）
- プロデュース補 - 瀧島南美（東映）、吉川史樹（東映）、青山慧（東映ビデオ）
- 撮影 - 倉田幸治
- 照明 - 太田博
- 録音 - 村上洋祐
- 美術 - 大嶋修一
- 編集 - 若松広大
- スクリプター - 山室佳代
- 装飾 - 権田光典（東京美工）
- 操演 - 髙木友善（ライズ）
- 助監督 - 野口健太郎、平舘銀河
- 衣裳 - 栗田侑子（東京衣裳）
- ヘアメイク - 田中梨沙（ザフェイスメイクオフィス）
- 整音 - 曾我薰
- 音響効果 - 桑原秀綱（SoundRound）
- 選曲 - 金成謙二（ドンカンパニー）
- オンライン編集 - 佐伯洋介
- 制作担当 - 中島嘉隆
- ラインプロデューサー - 青柳夕子
- 衣裳協力 - tocco、gym master
- VFX - 日本映像クリエイティブ
- 制作プロダクション - 東映テレビ・プロダクション

#### ギーツエクストラ 仮面ライダーゲイザー
『ギーツエクストラ 仮面ライダーゲイザー』
2024年4月7日に東映特撮ファンクラブで配信されたスピンオフドラマ。Vシネクスト『ジャマト・アウェイキング』とも連動した物語となっている。
制作
『パンクジャック』で描かれた運営側を、今度はプロデューサーのニラムを中心に描く物語となっており、デザイアグランプリにおけるプロデューサーの役目は？という疑問を解決している。『パンクジャック』とセットで観ることで、運営側シリーズとしても楽しく見れるように意識している。
あらすじ
ニラムはサマスに撃たれたことで死んだが、未来世界でリデザインされたことで蘇っていた。記憶を取り戻したニラムは強力なジャマトを生み出す計画を立てたことでスエルから解任されたデザイアグランプリの創設期から活躍していたプロデューサー・ネメルのことが脳裏に浮かぶ。
キャスト
- ニラム / 仮面ライダーゲイザー - 北村諒
- ミイル - 白石優愛
- ツムリ - 青島心
- サマス - 安田聖愛
- スエルの声 - 松岡禎丞
- アルキメデル - 春海四方
- 剣豪 - 竹内康博
- 大名 - 村岡弘之
- 浮世英寿 - 簡秀吉
- 運営ナレーション - 塩野潤二
- ネメル / 仮面ライダーゲイザーゼロ - 陳内将
- ジーン / 仮面ライダージーン - 鈴木福

スーツアクター
- 仮面ライダーゲイザーゼロ - 縄田雄哉

スタッフ
- 原作 - 石ノ森章太郎
- スーパーバイザー - 小野寺章
- プロデューサー - 井上千尋（テレビ朝日）、武部直美（東映）
- 脚本 - 高橋悠也
- 音楽 - 佐橋俊彦
- 撮影 - 百瀬修司
- 照明 - 太田博
- 録音 - 本間彰太
- 美術 - 竹内公一
- 編集 - 目見田健
- スクリプター - 國米美帆
- 助監督 - 葉山康一郎
- 制作担当 - 東正信
- ラインプロデューサー - 青柳夕子
- サウンドデザイン - 桑原秀綱
- 整音 - 原口崇正
- 選曲 - 河村利典
- アクション監督 - 藤田慧（ジャパンアクションエンタープライズ）
- 監督 - 坂本浩一
- 製作 - 東映特撮ファンクラブ

主題歌「Non-fiction」
作詞 - 藤林聖子 / 作曲・編曲 - 鳴瀬シュウヘイ / 歌 - ニラム（北村諒）

### オーディオコメンタリーバージョン
1 - 8・23・24・27・28・31・32話は東映特撮ファンクラブにて、オーディオコメンタリーバージョンが配信された。出演は1話は中澤祥次郎×武部直美、2話は中澤祥次郎×藤田慧、3話は杉原輝昭×中田裕士、4話は星乃夢奈×宮澤雪、5話は柴﨑貴行×縄田雄哉、6話は簡秀吉×杢代和人、7話は佐藤瑠雅×永徳、8話は佐藤瑠我×上堀内佳寿也×永徳、9話は中澤祥次郎×青島心、23話は鈴木福×中澤祥次郎、24話は鈴木福×俊藤光利、27話は鈴木福×佐藤瑠雅×星乃夢奈、28話は鈴木福×簡秀吉×坂本浩一、31話は杢代和人×並木彩華、32話は簡秀吉×杢代和人×並木彩華、35話は後藤大×倉田幸治×福沢博文、36話は佐藤瑠雅×志田音々×福沢博文。

### ビジュアルコメンタリー
13・14・20・21話は東映特撮ファンクラブにて、ビジュアルコメンタリーが配信された。出演は13話は簡秀吉×中田裕士×藤田慧、14話は簡秀吉×崎山つばさ×坂本浩一、20話は山口恭平×並木彩華×星乃夢奈、21話は山口恭平×北村諒×杢代和人。

### Webムービー
『仮面ライダーギーツ変身講座』
YouTubeバンダイ公式チャンネルで2022年9月4日より配信の短編動画。ギーツのフォームを紹介。
『仮面ライダーギーツマグナムブーストフォーム絵描き歌』
YouTubeバンダイ公式チャンネルで2022年9月14日より配信のお絵描き歌動画。
『仮面ライダーアウトサイダーズ』
『仮面ライダーエグゼイド』のスピンオフ作品。ツムリ（ep.5）、ジーン（ep.6）、ベロバ（ep.7）が登場。

### Webアニメ
『ギーツエクストラ ギーツあにめ あなざーぐらんぷり』
東映特撮ファンクラブにて2023年8月6日より配信のショートアニメ第4弾。
キャスト
- 浮世英寿 - 簡秀吉
- 桜井景和 - 佐藤瑠雅
- 鞍馬祢音 - 星乃夢奈
- 吾妻道長 - 杢代和人
- ツムリ - 青島心
- ホッパー1 - 福圓美里（5）
- ギーツケミー - 白上フブキ（ホロライブ / 5）
- 五十鈴大智 - 後藤大（5 - 8）
- ベロバ（7・8） / タン（8） - 並木彩華
- Special Thanks - 鈴木福（8）

スタッフ
- 原作 - 石ノ森章太郎
- 脚本 - 西駿人、吉川史樹（3 - 5・8）、瀧島南美（5）、内藤祐介（6・8）
- プロデュース - 瀧島南美、吉川史樹
- 監修 - 山込浩一、金子しん一（石森プロ）
- 進行 - 伴春菜、浜田美津（サイドランチ）
- ギーツ音楽 - 佐橋俊彦
- アニメ音楽 - 出口博之
- 音楽プロデューサー 飯田真由（avex）
- 音声提供 - 株式会社バンダイ（5・7）、桑原秀綱（5・7・8）
- 録音 - SoundRound（5）
- キャライラスト - 犬神リト
- 絵コンテ - りんご
- アニメーション - 犬神リト、りんご（1）、4竹（2 - 6）、873（4 - 8）、片野柊（5 - 7）、菅野乃愛（7・8）、富澤菜々子（8）
- 編集 - 志村優斗、仲里元希（2 - 8）
- 制作プロダクション - サイドランチ
- 制作 - 東映特撮ファンクラブ

音楽 「I Peace」（6）
歌 - 桜井景和（佐藤瑠雅）
作詞：渡部紫緒
作曲：鳴瀬シュウヘイ
映像協力 - 『仮面ライダーギーツ GOLDEN DESIRE NIGHT』
| 話数             | 配信日         | エピソード                                                                                         | 脚本                     |
| ---------------- | -------------- | -------------------------------------------------------------------------------------------------- | ------------------------ |
| 第1話 （映画SP） | 2023年 8月6日  | 4人のエースと苦労ずくめ                                                                            | 西駿人                   |
| 第2話            | 9月24日        | - 開幕！ゆるグランプリ「ドキドキ！告白編」 - ようこそ！私立デザグラ幼稚園「お友達紹介編」          | 西駿人                   |
| 第3話            | 10月29日       | - ピカリ！名探偵ネオン - ようこそ！私立デザグラ幼稚園「お遊戯編」                                  | 西駿人 吉川史樹          |
| 第4話            | 11月26日       | - お寿司怖い（その(1)/その(2)） - 開幕！ゆるグランプリ「ブルブル！雪山編」                         | 西駿人 吉川史樹          |
| 第5話            | 12月24日       | - 開幕！ゆるグランプリ「マスコット決戦編」 - 労働！聖夜の宅配便                                    | 西駿人 吉川史樹 瀧島南美 |
| 第6話            | 2024年 1月28日 | - 私立デザグラ幼稚園 第3話 わくわく遠足編 - 新春！ギーツ初詣                                       | 西駿人 内藤祐介          |
| 第7話            | 3月3日         | - 開幕！ゆるグランプリ「ざわざわ！虫取り編」 - ようこそ！私立デザグラ幼稚園 第4話 エリート転入生編 | 西駿人 吉川史樹          |
| 最終話           | 3月17日        | - 続 よろずや!?ミッチー親方の一日 - ようこそ！私立デザグラ幼稚園 最終話 さよならツムリ先生         | 西駿人 内藤祐介 吉川史樹 |

### バラエティ番組
『新世界 メタバースTV!!』
本作品および『暴太郎戦隊ドンブラザーズ』の後にテレビ朝日で放送されたバラエティ番組。2022年12月11日放送分に簡、佐藤、星乃、杢代が出演。また番組企画として『光と星のメタバース六本木』（アプリ『cluster』でログイン）も仮面ライダーギーツ仕様となり、期間中一般参加者も仮面ライダーギーツアバターを使用できる。

### ゲーム
『仮面ライダーバトル ガンバライジング』
アーケードカードゲーム。2022年9月22日より『ゲキレツグランプリ』稼働開始。2023年1月下旬の稼働の「ゲキレツグランプリ3弾」を以て終了。
『仮面ライダーバトル ガンバレジェンズ』
アーケードカードゲーム。2023年3月23日より稼働開始したガンバライジングの後継機。また、互換性に対応し前作のガンバライジングカードも使用可能。
『仮面ライダーあつめ』
アプリゲーム。2022年10月のアップデートよりギーツ登場。
『右脳トレ×仮面ライダーギーツ』
『ライダーパズル』
『倒せ!ライダーキック』
2022年10月31日より配信のスマートフォン向けゲームアプリ。
『バトルスピリッツ』
トレーディングカードゲーム。同作品のコラボブースターより、本作品から仮面ライダーギーツが登場。